# Manierismo a Napoli

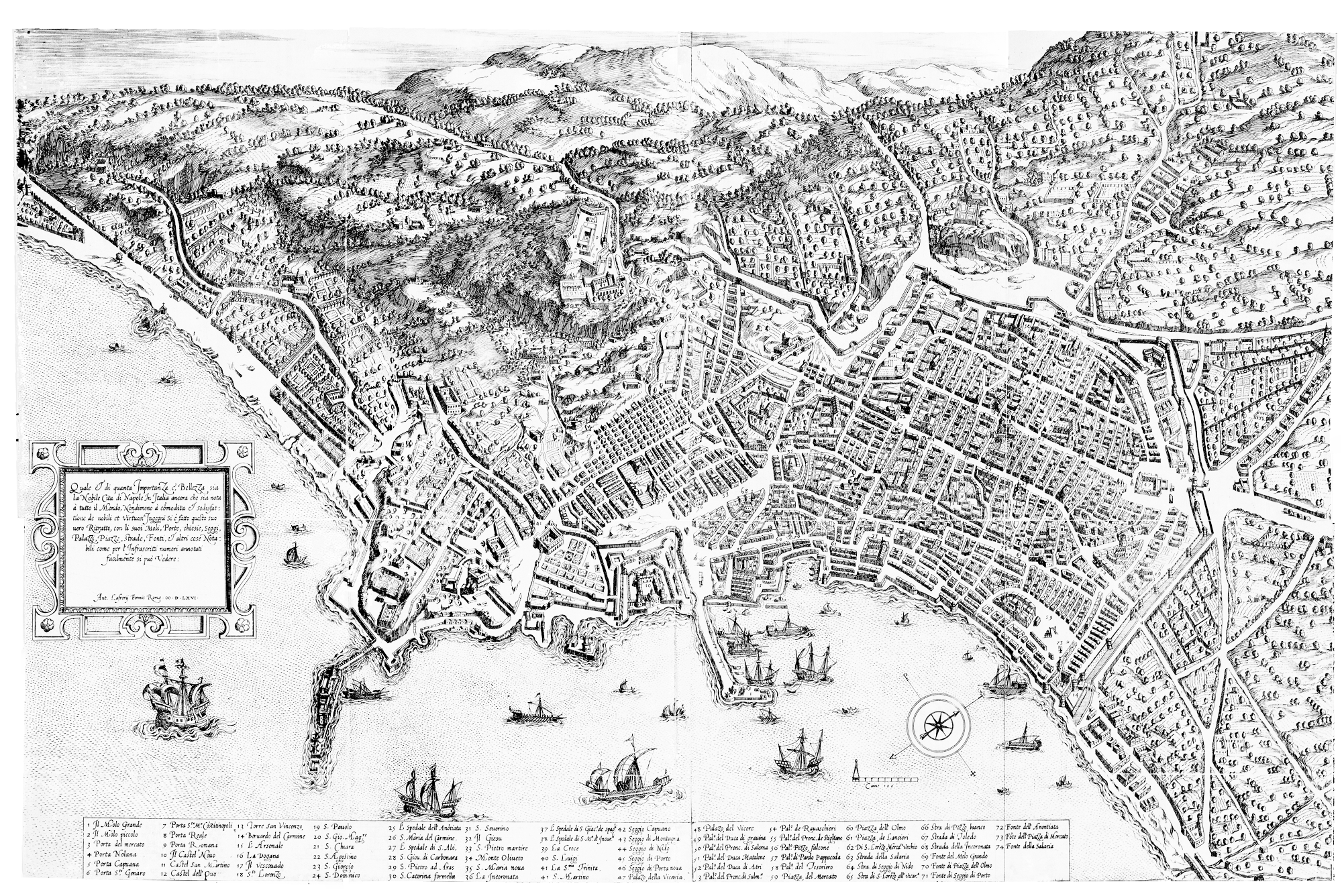
Pianta Lafrery della città di Napoli a metà Cinquecento

Il manierismo a Napoli è una declinazione del manierismo e dell'architettura manierista evolutasi nel corso del Cinquecento nella capitale partenopea del Vicereame spagnolo e nei centri più rappresentativi della vita culturale del periodo. L'arco temporale della corrente s'inquadra tra il secondo decennio del secolo e il primo decennio del secolo successivo, affiancando nelle fasi iniziali al declino della stagione più matura del Rinascimento avviatasi con il regno aragonese e concludendosi negli ultimi due decenni a cavallo dei due secoli con l'avvento della prolifica stagione barocca del Regno.
Il manierismo nella città di Napoli, e anche del suo regno, differisce da quello sviluppatosi presso le altre corti italiane per la presenza in continuità delle ultime personalità operative nel solco del classicismo rinascimentale, rendendolo quasi del tutto irriconoscibile nei primi decenni di sviluppo della corrente artistica. La fase più matura e densa si verificò a partire dalla metà del secolo con l'arrivo di artisti forestieri educati alla corte papale di Roma e agli esiti post-michelangioleschi della corte medicea del Granducato di Toscana che introdussero rilevanti novità figurative e compositive.

## Il regno vicereale e il passaggio dalla Corona aragonese a quella asburgica

### Il passaggio di testimone dagli aragonesi napoletani al Regno cattolico di Spagna

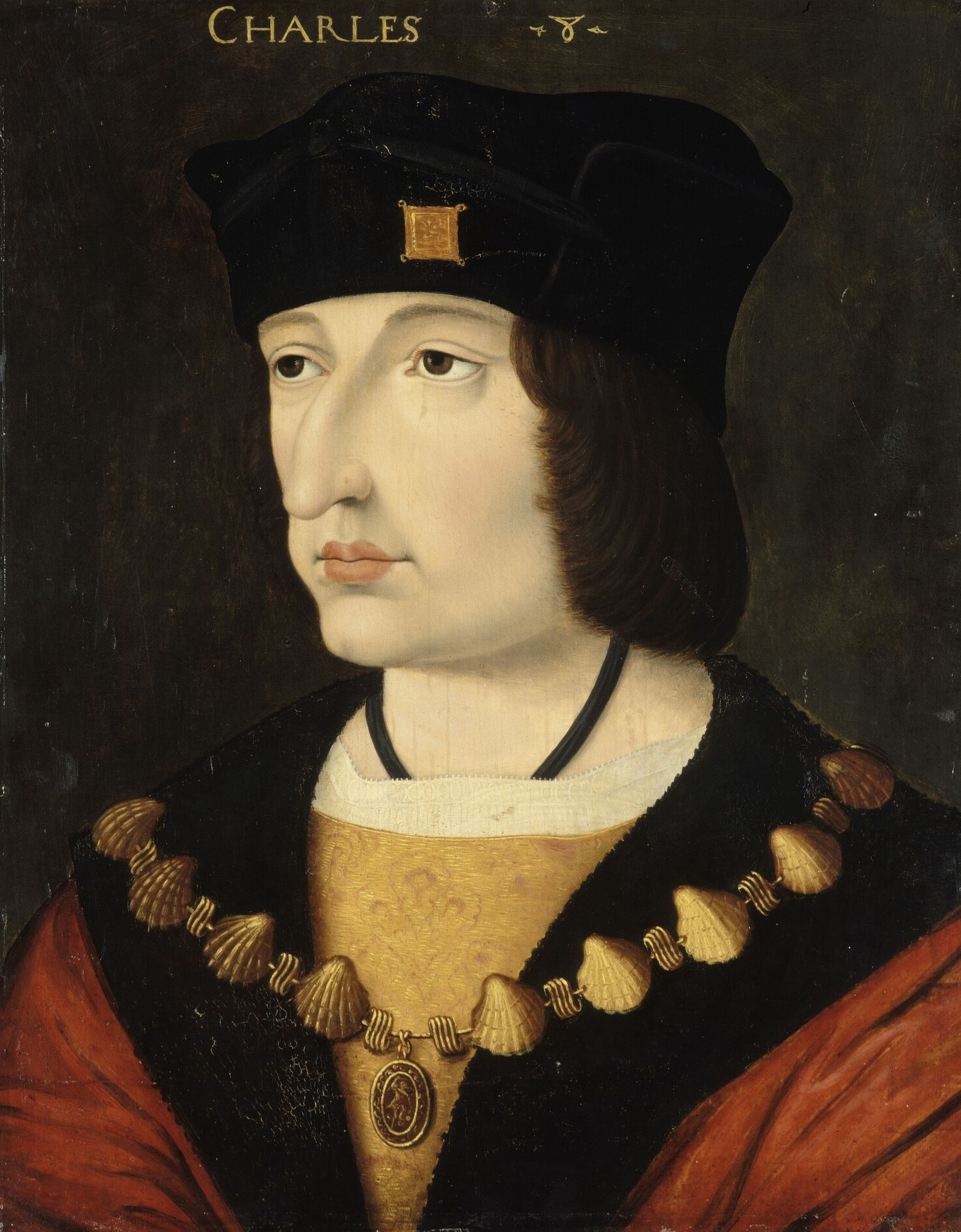
Ritratto di Carlo VIII di Francia

Le ultime fasi della corona aragonese furono tra le più tumultuose della penisola italiana alla fine del Quattrocento. Alla morte di Ferdinando I di Napoli nel 1494 gli succedette il figlio Alfonso. Contemporaneamente sullo scacchiere politico internazionale il re di Francia, Carlo VIII di Valois, avanzò importanti pretese dinastiche sul regno. Per circa un decennio la situazione politica restò in balia degli eventi internazionali di destabilizzazione del potere, a complicare la situazione fu l'aiuto esterno di Ludovico Sforza a sostegno della causa filo-francese con lo scopo di destituire il nipote Gian Galeazzo Sforza e la sua consorte Isabella d'Aragona, figlia del re di Napoli Alfonso II il cui matrimonio segnò l'alleanza tra Napoli e Milano.
Nella discesa verso sud, Carlo VIII trovò una labile resistenza da parte degli Stati centritaliani arrivando ad occupare il regno aragonese in una decina di giorni. La corte aragonese trovò rifugio in Sicilia e invocò aiuto alla corona spagnola cercando il sostegno di Ferdinando il Cattolico che attraverso la figura del capitano Gonzalo Fernández de Córdoba riuscì a riportare sotto il controllo della corona aragonese la Calabria, contemporaneamente l'espansione francese sulla penisola preoccupò non poco il papato e Alessandro VI, della dinastia spagnola dei Borgia, e l'imperatore Massimiliano I d'Asburgo costituirono la lega contro Carlo di Valois sconfiggendolo nella Battaglia di Fornovo e costringendolo ad arretrare. La guerra distrasse la corona aragonese dal proprio obiettivo di coesione e prosperità del Regno. Ad approfittare di questo vuoto fu la Repubblica di Venezia nel disperato tentativo di arginare la propria crisi interna che iniziò ad occupare i porti adriatici dell'Italia meridionale nel vano sforzo di espandere le proprie rotte commerciali.
Nel 1496 salì al trono di Napoli Federico I di Napoli, la cui pace non prese piede poiché la corona francese tentò nuove pretese regali sul regno. Carlo VIII lasciò il posto, nel 1498, a Luigi d'Orleans. Sullo scacchiere europeo delle Guerre d'Italia furono stipulati accordi segreti di alleanza tra Ferdinando il Cattolico e Luigi XII di Francia. In gran segreto a Granada fu ratificata e stipulata, nell'anno 1500, la spartizione, tra i due monarchi, dell'intero regno aragonese a discapito di suo cugino Federico di Napoli. Ai francesi, secondo gli accordi, andarono Napoli, Terra di Lavoro e l'Abruzzo, nonché il titolo di Re di Gerusalemme; mentre agli spagnoli andarono Puglia e Calabria e la successiva soppressione del titolo di Re di Sicilia, sancita dalla bolla papale del 1500, causarono la diretta annessione alla Spagna dell'isola. 

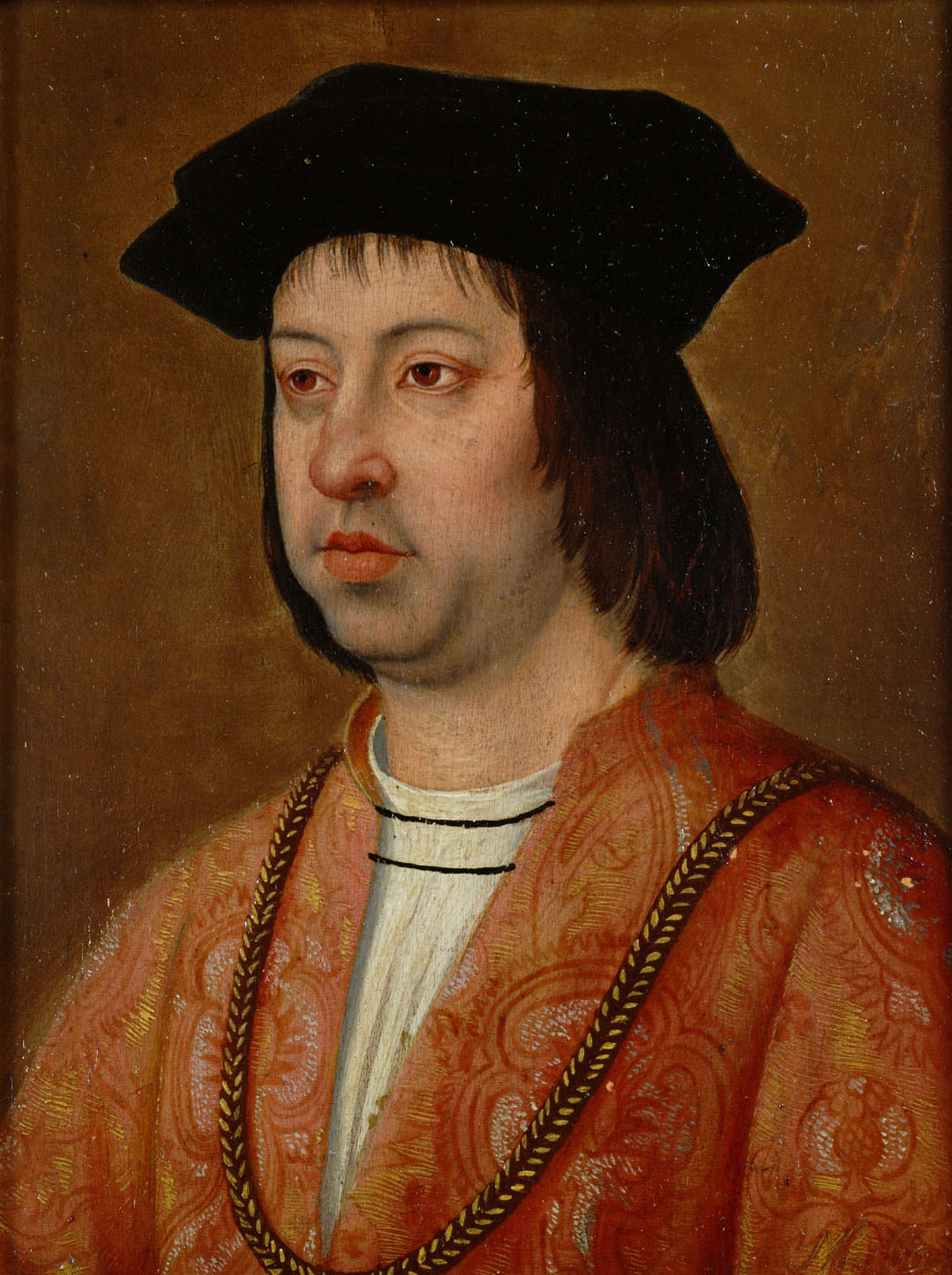
Ritratto di Ferdinando II d'Aragona, opera di Michael Sittow

Nonostante le forti divergenze delle due corone europee nell'attuazione del trattato, Ferdinando il Cattolico tentò un nuovo accordo con Luigi di Francia. L'atto prevedeva che la figlia del re di Francia, Claudia, andasse in sposa al futuro imperatore Carlo V d'Asburgo e in tale manovra politica i territori spagnoli in Italia andavano in mani francesi. Per altre vicende il fidanzamento non si attuò e la figlia del re di Francia sposò il futuro re Francesco d'Orleans. Intanto le truppe spagnole che stanziavano in Calabria e in Puglia, capitanate da Gonzalo de Córdoba, disattesero gli accordi internazionali e decisero di estromettere la corona francese dai possedimenti acquisiti, perdendo nella famosa Battaglia del Garigliano nel 1503. Ferdinando il Cattolico divenne così l'unico monarca incontrastato nell'Italia meridionale. Il colpo di mano attuato dalla Spagna estinse definitivamente la dinastia aragonese napoletana e quindi l'autonomia del Regno.
La Spagna del XVI secolo iniziò ad assumere sempre più l'aspetto dell'incontrastata potenza mercantile e militare del secolo. La dipendenza di Napoli alla corona di Spagna non fermò il fermento culturale che la Capitale viveva in quei periodi di tumulto. Il regno fu declassato a Viceregno e al governo del territorio vennero nominati dal Consiglio di Stato le figure designate al comando. Il primo viceré fu lo stesso Gonzalo de Córdoba, al quale seguirono, per poco più di duecento anni, altrettante figure di nomina reale.
L'accentramento statale voluto dal nuovo corso della storia del regno portò a due importanti conseguenze che influenzeranno non poco la vita politica e sociale dei regnicoli: dal punto di vista civile ci fu un progressivo rafforzamento del sistema feudale; sul versante religioso, i progressi della Controriforma, videro un accrescimento del potere temporale e morale degli ordini religiosi storici e quelli di nuova costituzione. Questi ultimi saranno i protagonisti del rinnovamento artistico a partire dalla metà del secolo.
L'influenza della Spagna iniziò a farsi sentire sin dalle prime ore, tra i primi provvedimenti presi sotto il Regno di Ferdinando il Cattolico ci furono quelli contro la corruzione, il clientelismo, il gioco d'azzardo e l'usura, questi provvedimenti divennero la base - a partire dalla seconda metà del secolo - per la nascita delle prime bande di criminali organizzati che lucravano sul gioco d'azzardo illegale della morra. Nel 1510 si tentò l'introduzione dell'Inquisizione spagnola e i primi provvedimenti restrittivi per gli ebrei.

### L'ascesa del casato asburgico e gli attriti con la Francia

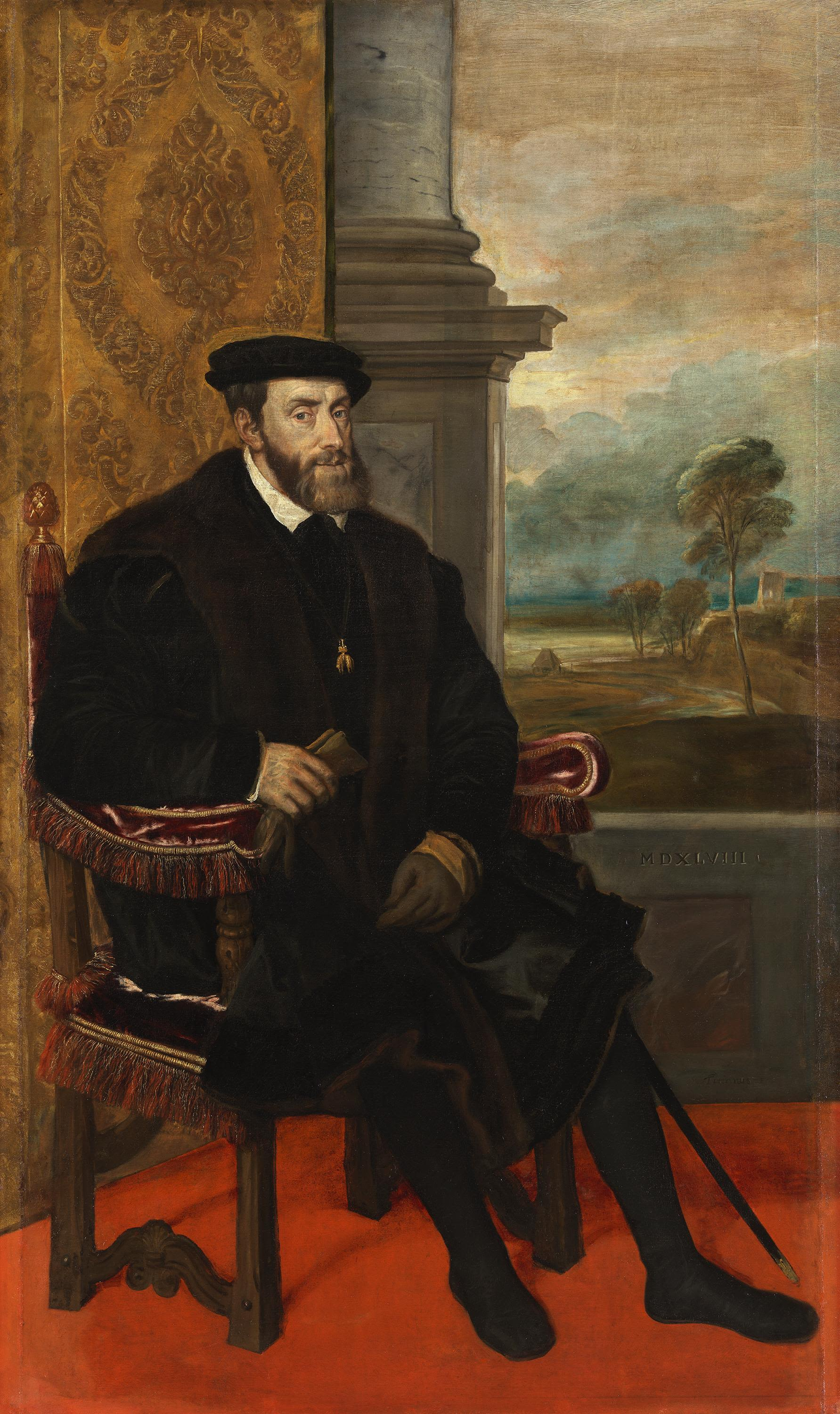
Ritratto di Carlo V d'Asburgo, opera attribuita a Tiziano

Con la salita di Carlo V d'Asburgo, che aveva ereditato un vasto territorio legato a intricate relazioni parenterali, mise nuovamente in allarme la Francia che si trovò chiusa a tenaglia tra il Sacro Romano Impero e l'Impero spagnolo entrambi governati da Carlo. La prima mossa francese fu quella di conquistare nuovamente il Ducato di Milano, ma l'azione di Carlo V fu ferma e tempestiva recuperando Milano fino all'avvento degli austriaci due secoli dopo. Francesco I di Francia, nel 1526, stipulò un'alleanza contro Carlo V, la cosiddetta Lega Santa insieme alla Repubblica di Venezia, Firenze e Roma con il fine di scacciare dall'Italia l'enorme potere assunto dalla Corona Spagnola. Dopo anni di lunghi assedi alle città del regno e alla Capitale sotto il comando di Odet de Foix, Carlo V con l'aiuto della flotta genovese, capovolse le sorti della guerra sconfiggendo la Francia e nel 1528 arrivò la nomina del titolo imperiale. Contemporaneamente Venezia perse i territori pugliesi.
Sotto il regno di Carlo d'Asburgo venne nominato a viceré Pedro de Toledo dal 1532 al 1553, eccezione tra tutti i mandati di nomina reale in duecento anni. La longevità straordinaria del suo operato politico, venti anni, sono caratterizzati dal riassetto politico e sociale del viceregno e in particolare per la capitale dopo l'epidemia di peste del 1529 che provocò oltre sessantamila decessi. Nonostante il nuovo tentativo di reintrodurre l'inquisizione spagnola nel viceregno, fu celere ad emettere, nel 1542 il decreto di espulsione degli ebrei dal territorio napoletano.
Nel frattempo, la Francia, guidata da Enrico II, continuò le ostilità verso la Spagna e verso Napoli. I Francesi, sollecitati dal principe di Salerno Ferrante Sanseverino, si allearono con gli Ottomani per tentare l'assalto al viceregno. La flotta turca riuscì a sconfiggere la flotta imperiale spagnola comandata da Andrea Doria e da don Giovanni de Mendoza al largo di Ponza nell'estate del 1552; intanto la marina francese non riuscì in tempo ad unirsi con i suoi alleati fallendo l'ennesimo tentativo di invasione.

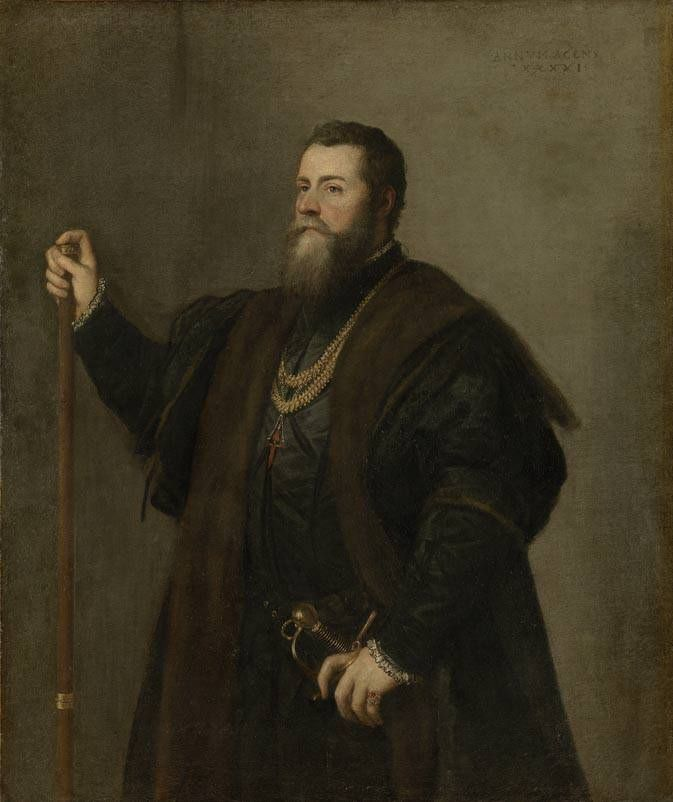
Ritratto di Don Pedro di Toledo, opera di Tiziano

Nel 1555 ci fu la svolta di Carlo V che abdicò, dividendo tra il figlio Filippo II e il fratello Ferdinando d'Asburgo l'immenso regno. Al primo andarono tutti i territori della Corona di Spagna, compreso il Regno di Napoli; al secondo i territori del Sacro Romano Impero. Sotto il regno di Filippo non ci furono significativi miglioramenti delle condizioni di pace tra la Spagna e le potenze emergenti nell'Atlantico e nel Mediterraneo, se da un lato ebbe problemi con la nascente flotta militare elisabettina che culminò con la sconfitta dell'Invincibile Armata nel quadro della Guerra anglo-spagnola, su teatro mediterraneo Filippo dovette fare conti con la pirateria turca che devastava le coste dell'Italia meridionale. Le politiche assunte da Filippo II non furono di riassetto del territorio e delle città, che furono lasciate a se stesse sotto l'incontrollata espansione religiosa controriformistica, ma di difesa attraverso la costruzione di torri di avvistamento e di piccoli castelli sul mare, nonché il rafforzamento del Porto di Napoli con un nuovo arsenale militare.
Con la pace di Pace di Cateau-Cambrésis, stipulata nel 1559, furono dichiarate ufficialmente cadute le pretese francesi sul Regno di Napoli, fino alla rivoluzione di Masaniello di un secolo dopo. La fase più concitata del Cinquecento napoletano trovò un barlume di distensione e pace, consolidando anche il successo contro la flotta turca a Lepanto  nel 1571 e la fine delle incursioni turche. Successe a Filippo II il figlio Filippo III di Spagna. Nei decenni conclusivi del secolo furono intraprese alcune opere di riassetto del territorio e furono significativi, nello sviluppo della cultura occidentale moderna, i processi di eresia a Tommaso Campanella e Giordano Bruno.

## La prima fase del manierismo (1510 - 1545)

### L'eredità del linguaggio mormandeo nell'architettura e nell'arte lapicida napoletana
Nei primi due decenni del Cinquecento, l'affermazione del linguaggio classico del rinascimento iniziò a generare nella città di Napoli una folta rete di maestranze e di architetti poco noti che reinterpretarono lo stile di Giovanni Francesco Mormando. Gli scarsi resti pervenuti, a causa di continue manomissioni succedutesi nei secoli successivi, testimoniano la presenza di lapicidi in grado di recepire in piena autonomia l'insegnamento principale. Il portale mormandeo, che rappresentava l'elemento figurativo più imitato, alcuni esempi sono ancora ravvisabili in Via San Giovanni in Porta al n. 31, in via Tribunali al n. 231, II vico Foglie a Santa Chiara al. I e in Via San Paolo al n. 24. Quest'ultimo riadattato nel Settecento con un nuovo arco di piperno mistilineo, presenta ancora piedritti in stile mormandeo piuttosto slanciati rispetto agli altri summenzionati.

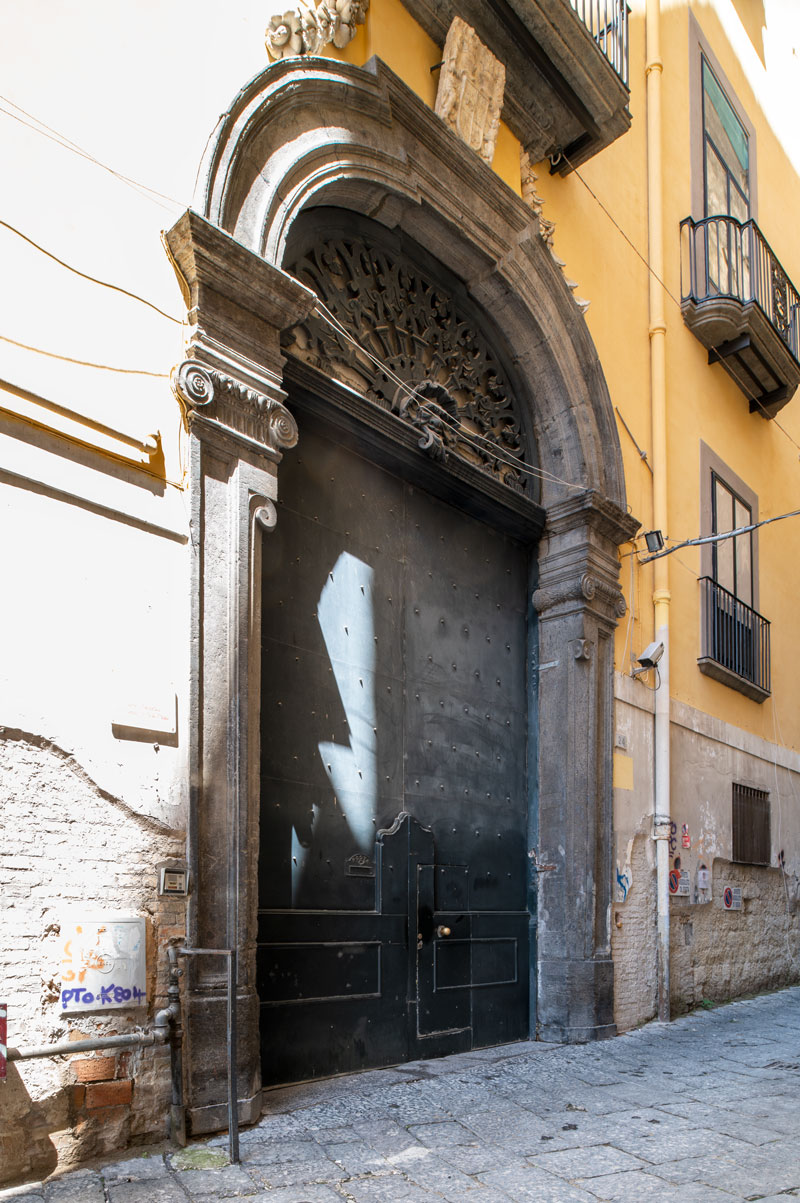
Palazzo Capuano in Via San Paolo, Napoli

Architettura di chiaro sapore mormandeo, dove è incerta la presenza o meno del maestro, è il Chiostro grande di Santa Caterina a Formiello. Il cantiere iniziato nei primi decenni del secolo, fu condotto da Antonio Fiorentino della Cava. Documentazioni d'archivio dimostrano che egli fu l'architetto del monastero visto che non vi sono altre personalità attive nel cantiere, oltre il suo nome. Inoltre, Roberto Pane, affermò che, nella vasta temperie culturale del primo Cinquecento, la personalità, e lo spessore artistico, di Fiorentino della Cava dimostrasse una debolezza e limitatezza creativa in grado di imporre un proprio stile nella costruzione dei chiostri di Santa Caterina e inevitabilmente fu sopraffatto dall'imposizione dello stile mormandeo copiando il pilastro ionico a sostegno delle arcate, legittimando quell'ipotesi, paventata dallo storico dell'architettura napoletana, di imitazione stilistica eseguita da abili capomastri lapicidi.
L'imitazione più o meno forzata del linguaggio mormandeo fu comunque dovuta all'enorme popolarità che riscosse il Mormando presso le corti gentilizie più prestigiose della città, come i Carafa, i Di Capua, gli Acquaviva solo per citare alcune. La necessità di nuove famiglie nobiliari di rango inferiore e di recente urbanizzazione cercò inevitabilmente di emulare, attraverso la ripetizione di elementi caratterizzanti il linguaggio classico del maestro rinascimentale, come il modello del portale di Palazzo Marigliano, realizzato intorno al 1513. Questa pratica condotta dalle nuove famiglie diede inizio ad una particolare fase di coesistenza del linguaggio classico del rinascimento dei primi decenni del Cinquencento e allo stesso tempo un'impostazione di maniera locale, spesso confusa come mera prosecuzione del linguaggio rinascimentale pur conservandone molti tratti in comune. 

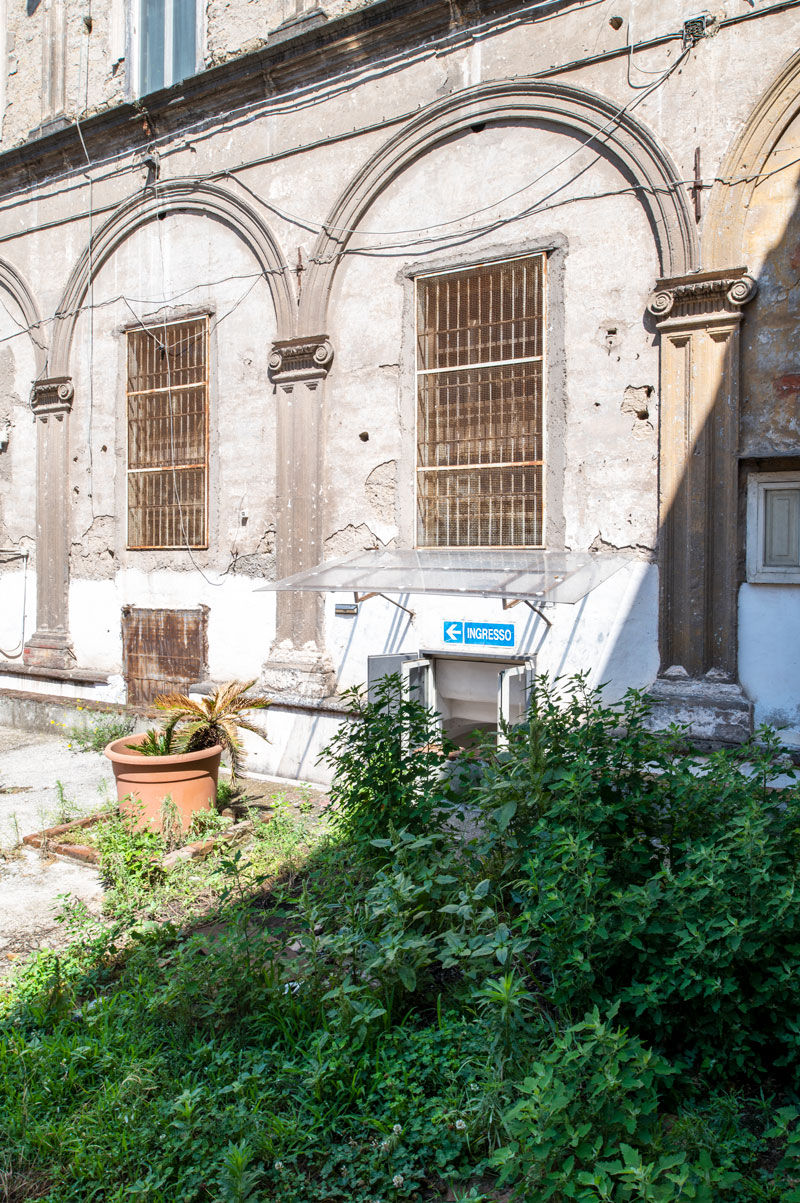
Chiostro grande di Santa Caterina a Formiello, dettaglio arcate dell’ordine inferiore. I lavori furono condotti da Antonio Fiorentino della Cava

Le differenze, come riportate negli esempi, sono di natura interpretativa degli stessi elementi presi singolarmente, dove si evince per puro adattamento agli spazi e alle circostanze dei luoghi, a variazioni personali di sconosciuti artefici. Il processo di semplificazione si era già avviato con le arcate del Chiostro di Santa Caterina a Formiello, dove il pilastro di ordine ionico veniva depotenziato della sua carica espressiva attraverso l'eliminazione della trabeazione che configurava correttamente l'ordine architettonico, quindi, nella sua visione complessiva l'intero impaginato dei prospetti interni risultava meno slanciato e proporzionato aumentando l'impressione di una costruzione poco sviluppata in altezza. La semplificazione del linguaggio classico, e nella sua variante mormandea, divenne nel corso del secolo l'elemento caratterizzante di tutta la produzione architettonica del Cinquecento.

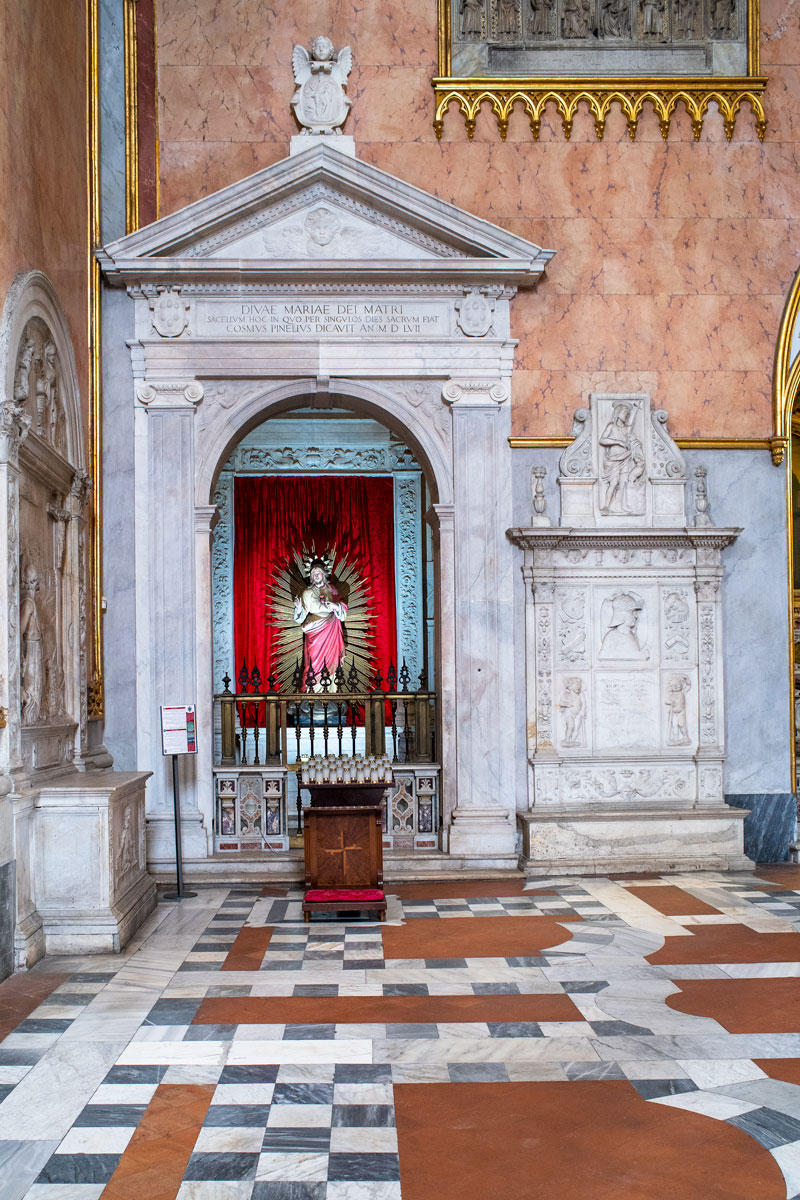
Cappella Pinelli in San Domenico Maggiore, realizzata tra il 1546 e il 1557

La persistenza del linguaggio mormandeo nell'architettura napoletana cinquecentesca durò fino alla metà del secolo. Cosimo Pinelli, un ricco mercante genovese attivo in città già al crepuscolo del secondo decennio del Cinquecento, attraverso le sue attività di commercio delle sete calabresi e all'apertura, in società con Germano Ravaschieri, di un banco, il banco Ravaschieri - Pinelli,  rendendolo l'uomo più ricco del regno di Napoli. Tra i suoi clienti figurava anche il governo vicereale nonché le principali casate nobiliari del Regno costantemente esposte finanziariamente. Nel 1540, Cosimo Pinelli, da libero Signore possidente del feudo di Giugliano in Campania ne divenne barone e in seguito acquistò Sant'Agata di Puglia e Genzano di Lucania legalizzando la propria posizione nei ranghi dell'aristocrazia del regno. Intorno al 1545 acquistò i diritti di una cappella appartenuta alla famiglia Del Giudice e successivamente alla famiglia Abenante nella Basilica di San Domenico Maggiore. La cappella venne inaugurata nel 1557, dedicandola alla Vergine Annunciata. La piccola cappella occupa uno spazio del transetto sinistro.
Per la costruzione e l'allestimento degli spazi furono richiesti interventi importanti, tali da essere all'altezza del prestigio raggiunto da Cosimo. L'ampliamento della cappella avvenne con lo sfondamento della parete del transetto facendola sporgere sul fianco della chiesa, i cui beccatelli sono ben visibili su vico San Domenico. La facciata, in marmo bianco, della cappella gentilizia è caratterizzata dall'uso del linguaggio classico templare, l'elegante arco di accesso è coronato da paraste di ordine ionico che sostengono un frontone triangolare.. Il linguaggio adottato è comparabile con le realizzazioni del Mormando. L'ipotesi non escludibile della presenza di Giovanni Francesco Di Palma nell'impostazione generale dello spazio è dovuta sia alla continuità dell'adozione di un linguaggio mormandeo del frontespizio e della sua presenza di architetto della famiglia Pinelli nei cantieri di Spaccanapoli e Giugliano. Lo spazio interno è caratterizzato da influenze artistiche da suggerire contatti con la Repubblica di Venezia, la pala d'altare, non a caso, fu commissionata al veneto Tiziano, pittore della corte di Carlo V. L'organizzazione architettonica dell'invaso presenta caratteristiche vicine ad esperienze coeve dell'Italia centrale. Sulla volta spicca la piccola lanterna ovale che illumina lo spazio, quasi un anticipo delle suggestioni barocche. La decorazione è affidata agli stucchi bianchi che contrastano con il fondo giallo oro e verde, nelle quattro tabelle angolari sono dipinte scene della Vita della Vergine, eseguite da Giovan Bernardo Lama, una modalità decorativa inedita nel Mezzogiorno e che trovava affermazione presso le corti nobiliari genovesi e a Venezia in ambito sansovinesco.. L'esecuzione delle architetture marmoree fu attribuita all'ambito di Giovanni Antonio Tenerello, uno scultore gravitante intorno alla bottega di Giovanni da Nola. Nei decenni successivi la piccola cappella subì manomissioni per l'inserimento di nuovi sepolcri e l'occlusione di una finestra pensata funzionalmente ad esaltare la tavola di Tiziano.

### Giovan Francesco Di Palma e la lettura personale del linguaggio mormandeo

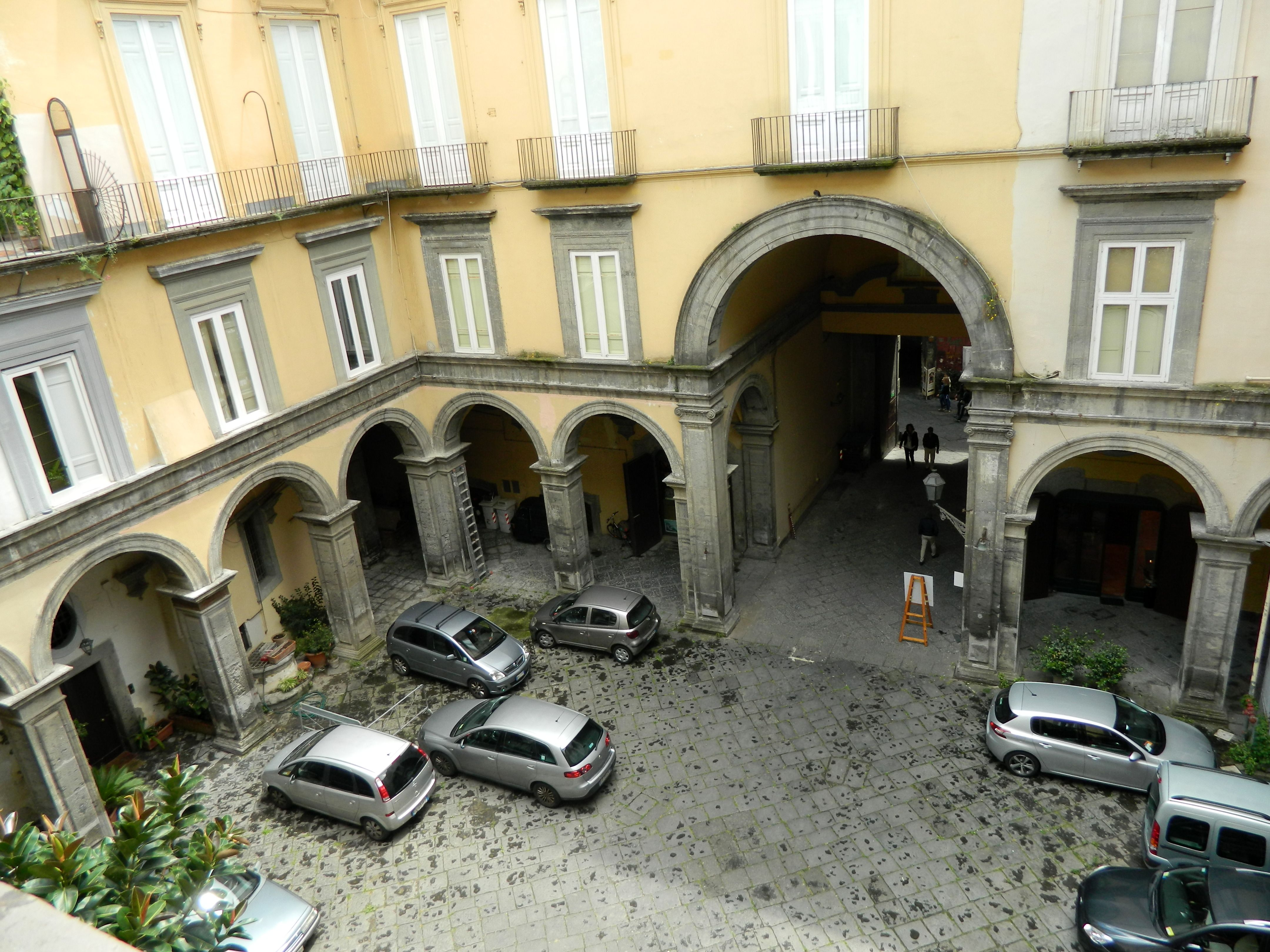
Palazzo Filomarino, vista del cortile cinquecentesco

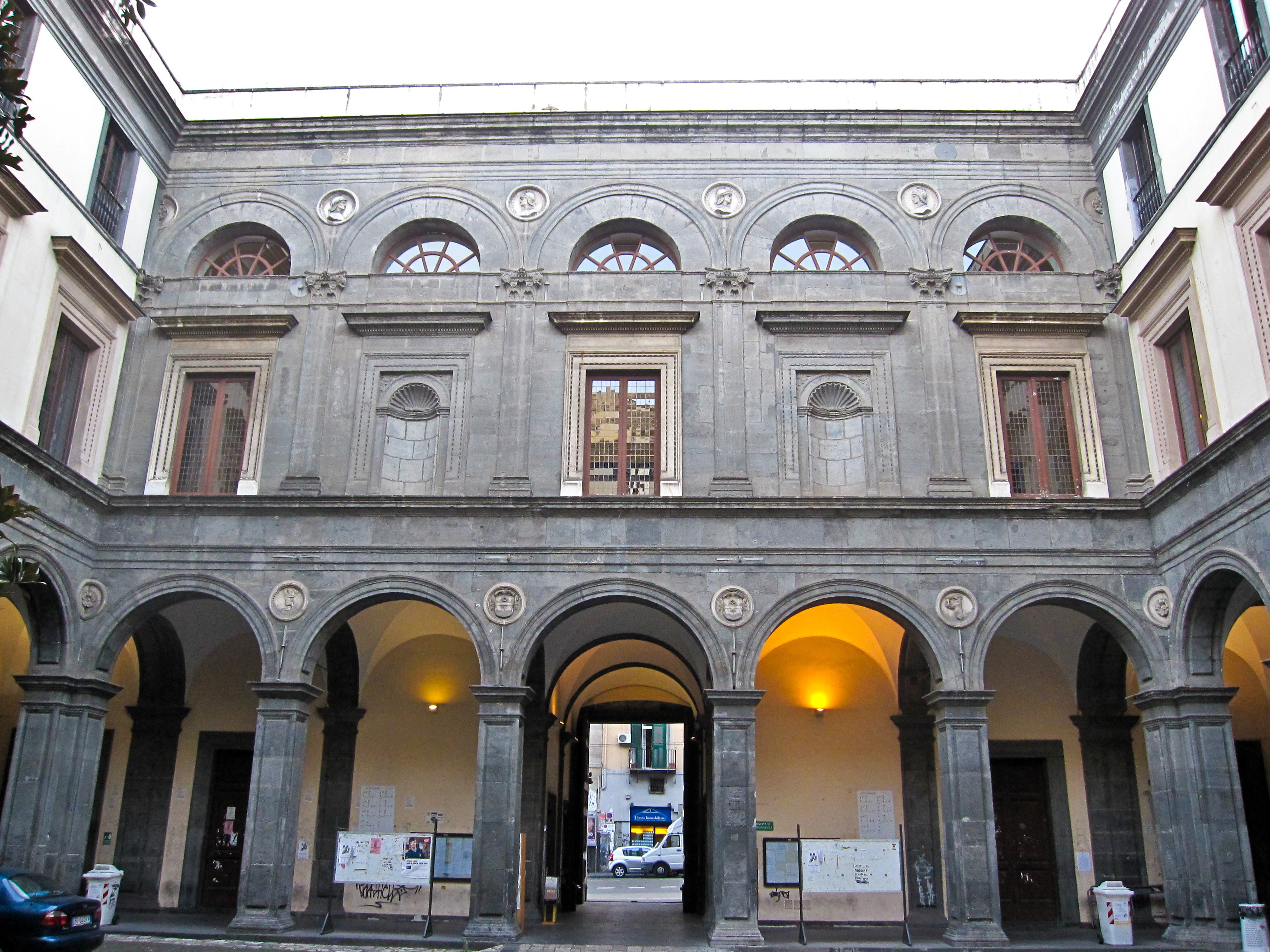
Palazzo Orsini di Gravina, vista della controfacciata cinquecentesca

La scena architettonica della prima metà del Cinquecento, oltre alle reminiscenze mormandee di personalità minori, fu dominata dalla presenza di Giovanni Francesco Di Palma. Anch'egli chiamato il Mormando per l'avvenuta formazione con il maestro Giovanni Francesco Mormando e in seguito la sua contraddittoria unione con la figlia di questi. Le origini di Giovan Francesco di Palma sono tutt'altro che di un semplice artigiano avviato alla costruzione di organi e di architetture classiche, egli discendeva da una delle più antiche famiglie aristocratiche del Regno, sin dalla discesa dei Normanni.
Gli inizi come architetto furono in continuità con il linguaggio del maestro e di conseguenza con gli ultimi esiti del classicismo rinascimentale, ma ben presto rivelò una propria personalità molto sintetica di quel linguaggio che ben presto venne contaminato con gli esiti contemporanei che si verificavano simultaneamente presso altre corti della penisola. Lo stile proposto fu una ripresentazione senza alcuno slancio emotivo particolarmente significativa di quella matrice stilistica di provenienza.
Le prime realizzazioni che videro impegnato il Di Palma come architetto ci fu la committenza della famiglia Sanseverino di Bisignano presso il proprio edificio nei paraggi della Basilica di Santa Chiara. Il palazzo, realizzato al posto di un precedente edificio i cui resti sono ben visibili lungo la scala di rappresentanza, è impostato intorno ad un'ampia corte. I resti cinquecenteschi del palazzo si concentrano intorno al vestibolo di accesso, alle arcate del cortile e al primo ordine di finestre, sufficienti per poter analizzare gli esordi dell'architetto sulla scena artistica di quel periodo. Il grande arco del vestibolo che da accesso al cortile è debitore degli insegnamenti del maestro calabro, applicando correttamente l'ordine ionico con adeguata trabeazione e arco di chiusura in piperno. Interessante è la corte interna su pilastri di ordine dorico, lo spazio irregolare ha condizionato l'applicazione del modulo di campata con la costruzione di un arco visibilmente più piccolo per poter proporzionare le restanti correttamente, questa deroga alla composizione modulare tipica del rinascimento classico dimostra come il progettista fosse in grado di riuscire ad interpretare secondo una propria visione quegli insegnamenti ricevuti. Inoltre il pilastro della corte presenta una affinità figurativa con quelli di Palazzo Orsini di Gravina, somiglianza che non esclude l'intervento di Di Palma anche nel completamento del cantiere di via Monteoliveto. 

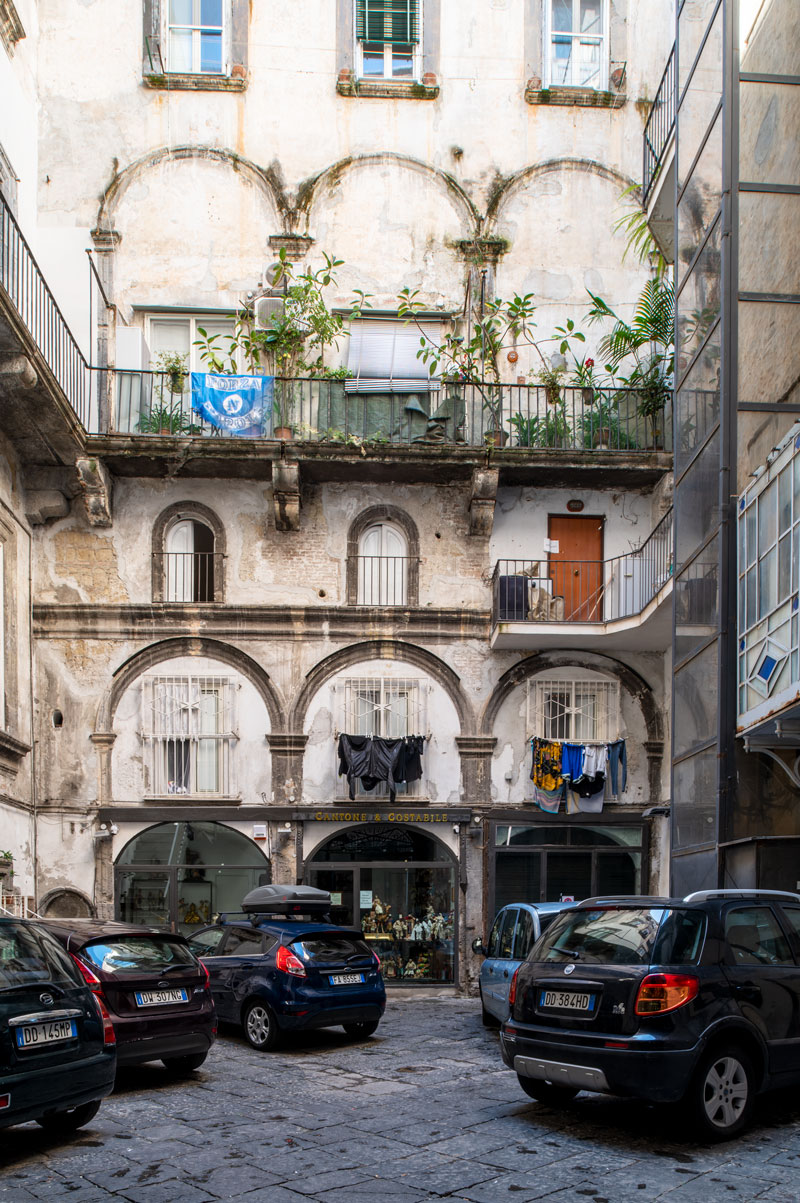
Palazzo Pinelli, resti della corte cinquecentesca

Intorno alla fine degli anni Trenta del Cinquecento si aprì la fase più prolifica dell'architetto, a partire dal 1537 ebbe l'incarico di completare la Chiesa dei Santi Severino e Sossio con l'annesso monastero, lasciato incompiuto dal suo maestro. Alla composizione di nicchie, tondi e pilastri della facciata di Santa Maria della Stella si ispira Giovan Francesco Di Palma nella riprogrammazione della facciata laterale su strada dei Santi Severino e Sossio che resta l'unica parte di impianto cinquecentesco dell'intero complesso oltre la chiesa inferiore. Le ornamentazioni architettoniche sono così marcate da essere appena scrutate nella stretta visuale della piccola via. Interessante è la parete del transetto, qui l'ordine superiore, in deroga ai dettami del classicismo, si conclude con un timpano spezzato al centro per dar luogo ad una finestra, mentre due volute collegano questa zona superiore con i lati a simulare l'accenno di una seconda facciata.
Nel decennio successivo fu significativa la collaborazione con Cosimo Pinelli, che divenuto ufficialmente barone di Giugliano in Campania affidò al Di Palma la progettazione di due importanti edifici, il Palazzo Pinelli in Via Benedetto Croce e il palazzetto di Giugliano. Allo stato attuale entrambi gli edifici hanno conservato pochi elementi riconducibili alla fondazione cinquecentesca. Il palazzo in via Benedetto Croce, tutt'oggi, conserva tracce dell'originaria facciata di fondo nel cortile. La composizione presenta una particolare inventiva delle sequenze di arcate su pilastri sovrapposte, realizzate completamente in piperno, su due livelli spezzate a livello intermedio da tre finestre ad arco con cornici di tipo toscano. L'insieme si articola su quattro livelli, aspetto non comune per un palazzo napoletano del primo Cinquecento. Allo stato attuale la composizione in cortile risulta parzialmente manomessa da interventi impropri eseguiti dai condomini per adattarlo alle proprie esigenze, danneggiando la lettura complessiva dell'impaginato di fondo del cortile. Il coevo palazzetto baronale a Giugliano in Campania fu trasformato nel corso del Settecento dai Colonna di Stigliano in stile neopompeiano, cancellando di fatto tracce dell'originaria fabbrica cinquecentesca. I pochi elementi riconducibili alla fase di fondazione sono l'androne di passaggio nella corte aperta verso l'antico giardino, anche questo scomparso, e le cornici delle finestre prospicienti il corso principale della cittadina in stile toscano.
Restando nel solco della tradizione mormandea di inizio Cinquecento, al Di Palma fu attribuita la facciata del Palazzo del Panormita. La costruzione lasciata incompiuta nel 1483, dopo la morte del committente avvenuta poco più di dieci anni prima, venne ripresa e restaurata nella prima metà del Cinquecento dagli eredi dell'umanista. L'attribuzione dell'opera è incerta, sin da fine Ottocento, avanza l'ipotesi di Giuseppe Ceci che il palazzo sia da non attribuire univocamente a Giovanni Francesco Mormando e di espandere la supposizione di paternità anche al Di Palma. Di certo, la facciata, per il chiaro richiamo organizzativo a quella di Palazzo Di Capua, ma con la serialità ripetitiva dei motivi architettonici fino al parossismo, sono condizioni sufficienti da credere che l'opera appartenga a Giovan Francesco Di Palma anziché al maestro di questi.. Il Di Palma nell'emulare il Mormando non si pose il limite di imitarlo nella partizione della facciata in tre ordini architettonici nel quale inquadrare le aperture in stile toscano, ma apportò un ulteriore livello di personalizzazione, caratteristica di una certa autonomia espressiva, semplificando l'ordine architettonico in semplici fasce in piperno raccordate dalla trabeazione continua. La successiva sopraelevazione del palazzo ha cancellato il cornicione sommitale di coronamento, lasciando l'ultimo ordine architettonico non concluso correttamente.
Adiacente al palazzo del Panormita è il Palazzo Carafa di Montorio. L'edificio di proprietà dei Carafa, signori di Montorio al Vomano, fu completamente rifatto intorno alla metà del secolo su commissione del potente cardinale Gian Pietro Carafa, futuro papa. Per il rifacimento venne incaricato Giovan Francesco Di Palma, che eseguì intorno al 1540 la grandiosa facciata su via San Biagio dei Librari. La facciata presenta caratteri analoghi alla facciata del Panormita e di Palazzo Di Capua: un alto basamento di supporto ad un primo ordine gigante di paraste senza un vero ordine architettonico, tipico del linguaggio semplificato del Di Palma, che concludono in un cornicione trabeato marcapiano sul quale s'innesta l'unico ordine architettonico vero. L'applicazione dell'ordine è nel pieno canone manierista dell'epoca derogando completamente la corretta applicazione dello stesso secondo la trattatistica albertiana. Tratto distintivo per le cornici delle finestre è l'applicazione delle fasce risvoltate verso l'interno, ma in questo caso la corretta ampiezza della fascia viene sacrificata per garantire una corretta illuminazione delle sale interne, risultando molto più snella di quelle eseguite per il palazzo del Panormita. La composizione globale del secondo ordine risente anche delle influenze di carattere peruzziano riscontrabili in Palazzo Montevecchio Chiovenda a Roma per i successivi due ordini sul bugnato.

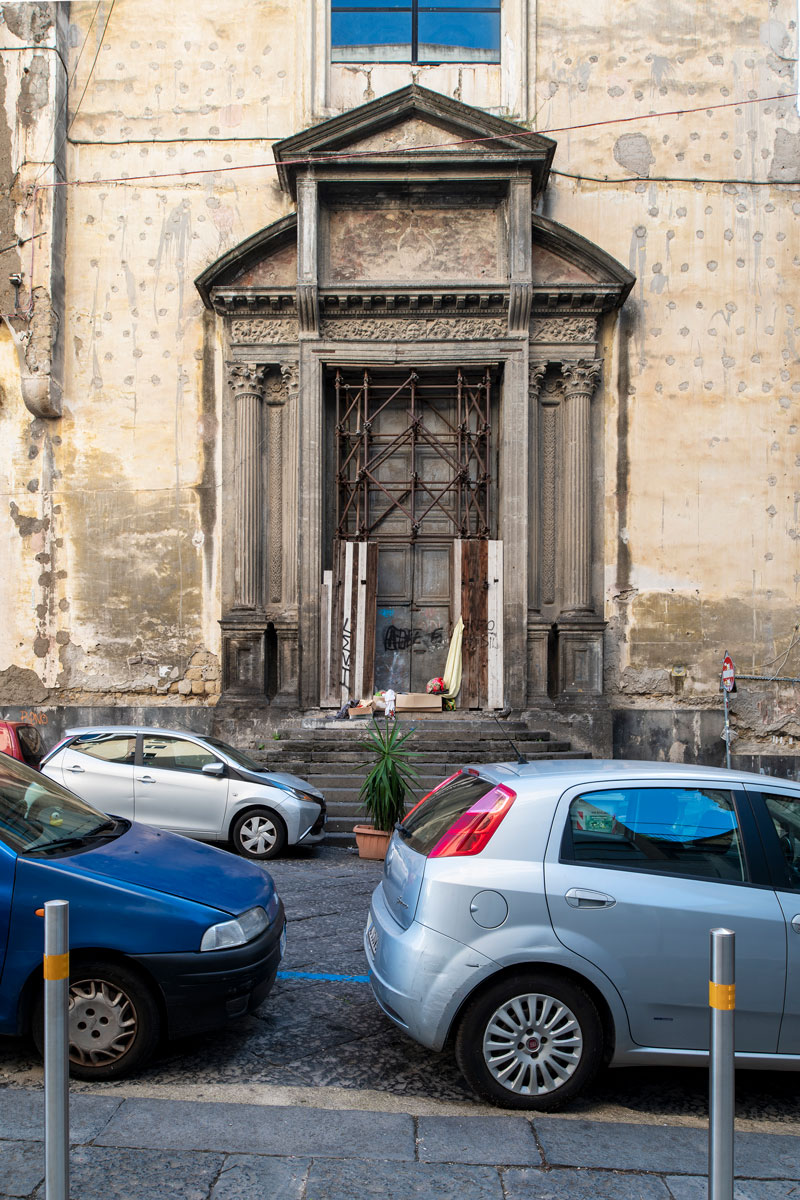
Santa Maria delle Grazie a Caponapoli: particolare del portale d'ingresso, con elementi di sostegno antricrollo

Alla stagione delle fabbriche civili seguì quella delle costruzioni della Controriforma che caratterizzarono la seconda parte del percorso professionale dell'architetto. Intorno agli anni Cinquanta del Cinquecento toccò al rifacimento della Chiesa di Santa Maria Donnaromita, in questa piccola chiesa il Di Palma risultò ancora ossequioso del linguaggio mormandeo applicato per le architetture civili; l'alto basamento in piperno ripreso dai palazzi imposta al di sopra una facciata di carattere palazzesco che cela la qualità dello spazio interno a navata unica con cappelle. Il modello dei palazzi mormandei, consistente nell'applicazione del doppio ordine architettonico, unito alla qualità della facciata a tempio della chiesa di Santa Maria della Stella alle Paparelle trovò in questo edificio la sua sintesi applicativa per una chiesa di modeste dimensioni. La cifra stilistica del Di Palma risultò principalmente nella semplificazione del modello archetipico: se il Mormando nel suo tempietto privato adottò uno pseudo-tetrastilo in facciata; il Di Palma si limitò ad adottare due lesene d'angolo per ciascun ordine, lasciando vuota la specchiatura centrale, interrotta per il primo ordine dal portale della chiesa e da due finestre cieche a tutto sesto alternate da una finestra rettangolare centrale, probabilmente in origine vetrate. Gli interni, dopo un accurato restauro che ha eliminato le decorazioni seicentesche, conservano le originali proporzioni della chiesa cinquecentesca che ricalca in parte le soluzioni adottate in Santa Caterina a Formiello.
Il passaggio della metà del secolo segnò anche un'evoluzione linguistica del Di Palma, come evidenziato nel portale della Chiesa di Santa Maria delle Grazie a Caponapoli. Il portale risente delle influenze michelangiolesche per quanto riguarda l'accostamento dei timpani di coronamento spezzati e concatenati in forme triangolari del tabernacolo centrale e arco spezzato nei quadranti di raccordo. Un portale analogo fu realizzato per l'antico convento di San Gaudioso, oggi andato perduto. Gli ultimi interventi di significativa importanza linguistica sono il restauro della Chiesa di Santa Maria di Monteverginella, la piccola facciata di Santa Maria Materdomini e la Chiesa di Santa Maria Regina Coeli, la cui attribuzione è ancora molto incerta in quanto la sua costruzione è postuma alla morte del Di Palma di diversi anni.
La chiesa di Santa Maria Materdomini ha un modesto sviluppo, fu commissionata nel 1573 da Fabrizio Pignatelli come chiesa gentilizia; l'attribuzione della facciata al Di Palma è legata l'impostazione generale del fronte che richiama ancora una volta la lezione de Mormando, sempre filtrata e rivista secondo una propria sensibilità creativa. La facciata, di modesta larghezza, ha vincolato l'uso di un unico ordine gigante, composto da pilastri angolari di ordine composito a sostegno del frontone triangolare, la porzione libera centrale è organizzata da un'originale composizione delle aperture, molto insolita nelle facciate di fine Cinquecento, con una coppia di finestre rettangolari oblunghe che ricordano quelle impiegate per la cupola di Santa Caterina a Formiello e che cingono un oculo centrale; in asse con quest'ultimo è il portale sormontato da una picola nicchia di raccordo rettangolare che in origine ospitava la statua di Luciano Laurana.

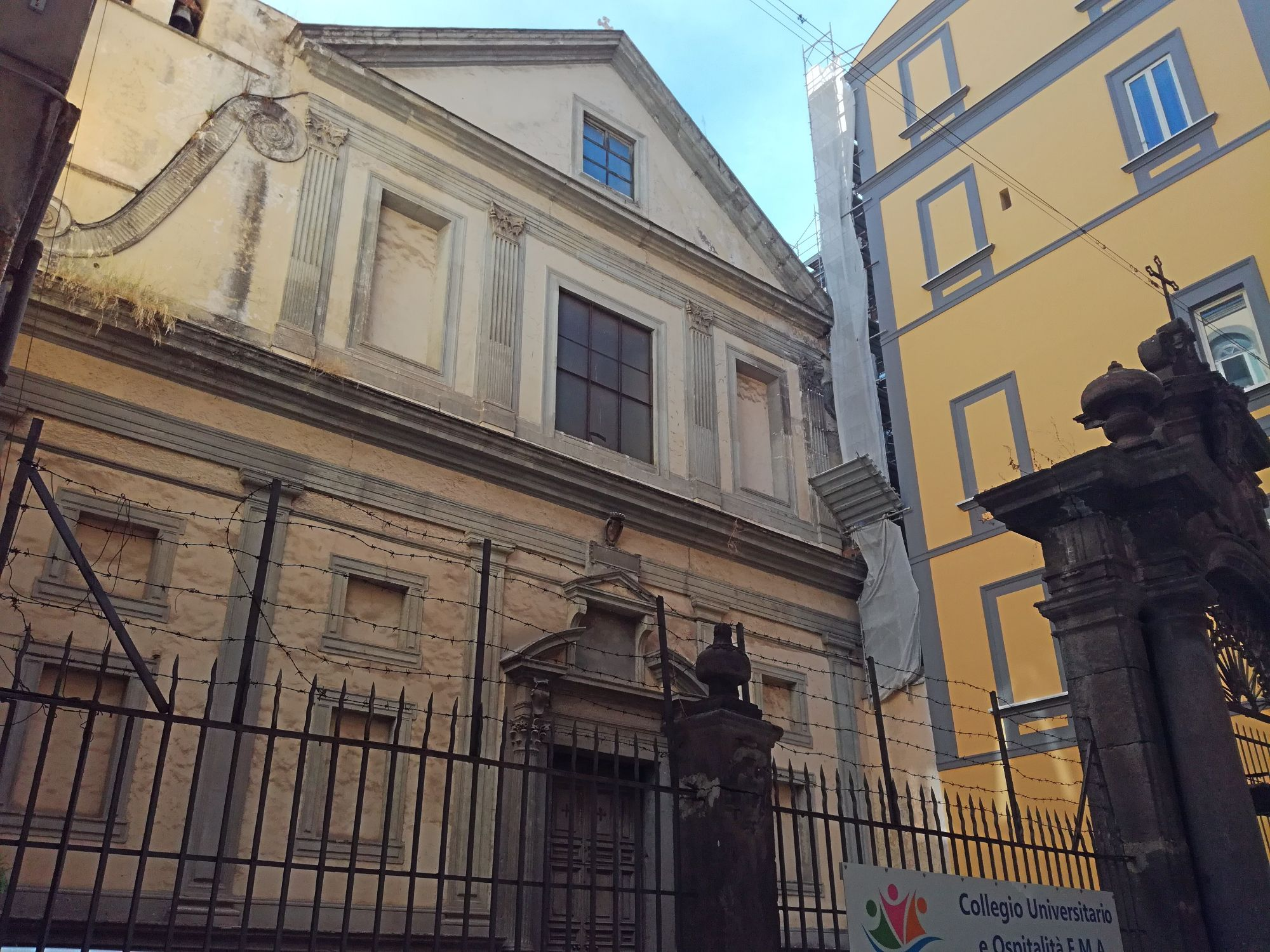
Chiesa di Santa Maria Monteverginella: la facciata cinquecentesca

Le chiese di Monteverginella e Santa Maria Regina Coeli, sebbene molto tarde nelle loro riedificazioni controriformistiche, presentano dei motivi che riconducono al Di Palma, che con molta probabilità già negli anni Settanta del Cinquecento fosse deceduto. Il completamento di Monteverginella fu compiuto nel 1588, ma la facciata nella sua organizzazione ancora tardo-cinquecentesca rimanda alle soluzioni già adottate per la vicina chiesa di Donnaromita per quanto riguarda il secondo ordine della facciata caratterizzato da due finestre cieche laterali e dalla presenza di volute di raccordo con disegno uguale alle volute del transetto laterale di Santi Severino e Sossio.
Più complessa la vicenda di Regina Coeli, la cui ricostruzione iniziò nel 1590. Lo schema di facciata, unica parte superstite dell'originario impianto di fine Cinquecento, presenta caratteri piuttosto innovativi rispetto a quelle già realizzate ed attribuite. La presenza del portico all'ordine inferiore costituisce elemento di novità nell'architettura napoletana della controriforma. L'elemento in questione pone seri dubbi sull'attribuzione linguistica del Di Palma che come asserirebbe Roberto Pane il progetto fu curato da un certo Loise Impò che, secondo lo storico dell'architettura, già diresse la costruzione della primitiva chiesa. L'influenza del Di Palma che indurrebbe indirettamente ad una sua attribuzione è la presenza della canonica coppia di volute di raccordo riprese da Santi Severino e Sossio.

### La nascita di un nuovo modo di fare architettura: i maestri di muro e l'autonomia dell'attività cantieristica
Il Cinquecento segnò un punto di svolta nel proporre nuovi modelli architettonici da seguire. Nel Regno di Napoli il fervore edilizio di imborghesimento, in particolare nella sua capitale, divenne il banco di prova per una nuova forma edilizia. Le botteghe divennero in breve tempo sature di giovani apprendisti che per far fronte alla domanda edilizia si attivarono nuovi attori come i maestri di muro. Nel definire l'autonomia operativa ed intellettuale dei maestri di muro fu fondamentale la nascita della Corporazione dei pipernieri, fabbricatori e tagliamonti nel 1508, si distinsero nella costituzione della corporazione i maestri cavesi e in particolare i maestri di muro Federico Cafaro e Santillo Della Monica.
Nella densa stagione delle opere pubbliche promosse a partire dal governo di don Pedro de Toledo le maestranze cavesi ebbero un ruolo importante, ai quali va il merito di aver eseguito l'ampliamento difensivo della capitale. Specializzate nei diversi settori del processo edilizio, erano spesso a conduzione familiare. Sebbene esse fossero note si dai tempi della dominazione sveva e avessero contribuito alla realizzazione di importanti opere architettoniche nella prima età rinascimentale sotto la guida di importanti architetti, le imprese di tagliamonti e di fabbricatori cavesi iniziarono ad emergere autonomamente nel Cinquecento. La fama conquistata dai cavesi divenne opportunità di elogi di scrittori come Masuccio Salernitano che li definiva "singulari maestri muratori" e nel 1550 fu Leandro Alberti nella sua Descrittione di tutta Italia a ribadire la fama di "huomini di grand'ingegno circa la Architettura".
Gli architetti più rappresentativi del Cinquecento napoletano affidarono alle maestranze cavesi l'esecuzione delle loro opere e spesso le stesse maestranze iniziarono a proporsi come costruttori indipendenti, assimilando nel loro repertorio il linguaggio, i tipi e le morfologie dei progetti carpite all'interno dei diversi cantieri allestiti e guidati dai principali architetti attivi in città, tra quali il Mormando e il Di Palma.
Il processo dei maestri di muro non fu solo imitativo ma anche semplificativo per l'enorme mole di lavori eseguiti in proprio, le tipologie architettoniche venivano progressivamente semplificate. Ad esempio dal linguaggio mormandeo ereditarono il classico portale in piperno su pilastri ionici e verso la metà del secolo i maestri pipernieri ne semplificarono ulteriormente la forma trasformandolo in un semplice portale a fascia continua a tutto sesto o nei casi più elaborati in un sistema decorativo a bugne piatte di piperno, forme più congeniali e semplici da eseguire in serie.
La notevole autonomia acquisita trasformò inevitabilmente queste personalità in architetti o ingegneri conquistando una notevole credibilità. L'abilità di gestione di cantieri piuttosto complessi divenne l'opportunità, per i mastri cavesi, quella di istituire società edili per sovraintendere lavori, sin dalla progettazione, di infrastrutture stradali e il sistema difensivo costiero campano, fino al golfo di Policastro.

### Don Pedro di Toledo e le politiche urbanistiche di assestamento, decoro urbano e di espansione della capitale

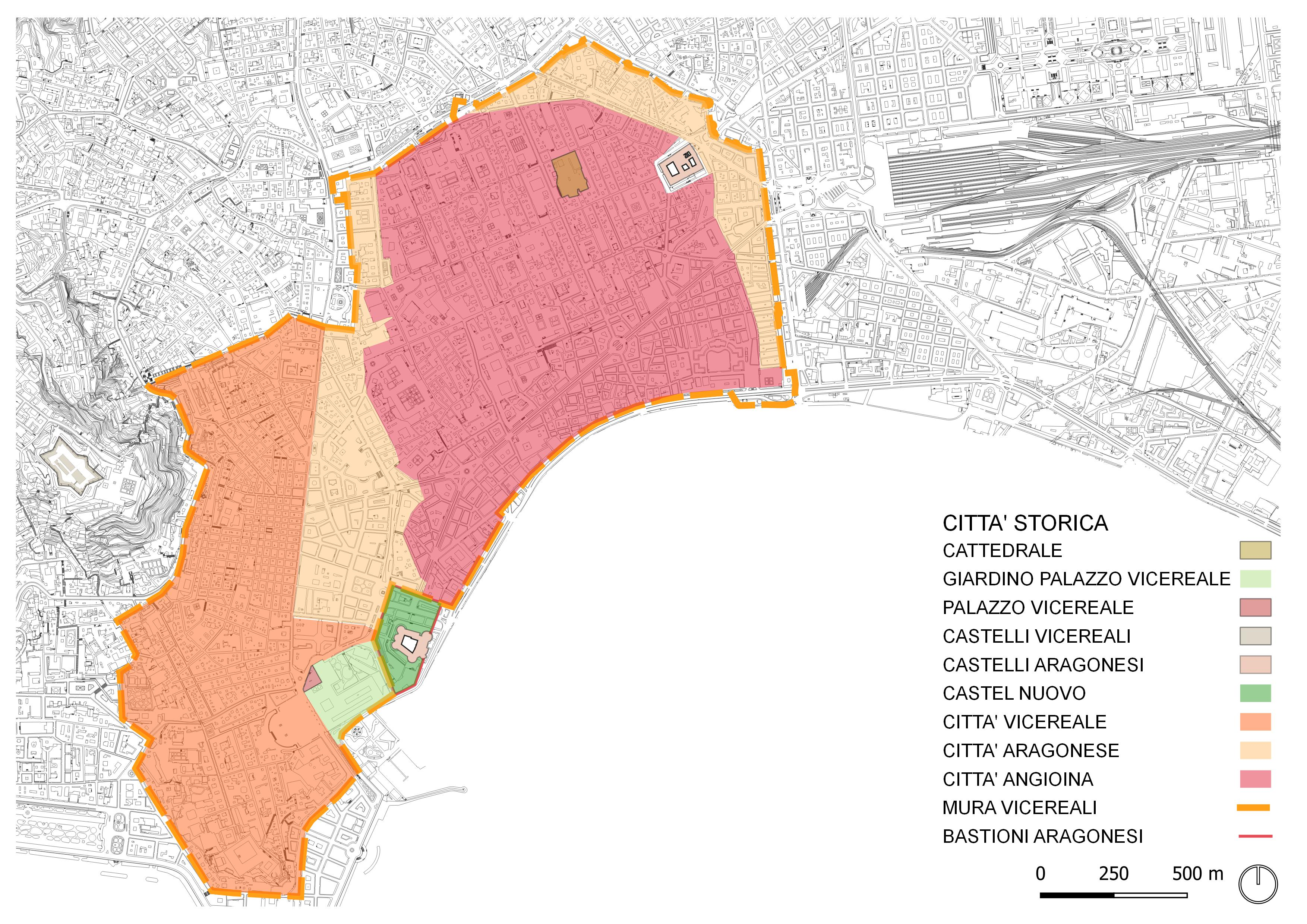
Estensione della città vicerale (in arancio)

Sin dall'epoca aragonese il problema dello sviluppo demografico, correlato ad un'espansione del territorio limitata, collocò la capitale nella posizione di essere la città più popolosa della penisola. La questione venne ripresa inevitabilmente nei primi decenni del nuovo viceregno, ad occuparsene fu don Pedro de Toledo, il più longevo e rappresentativo viceré del Regno. Il Marchese di Villafranca si occupò della pianificazione del parziale ampliamento verso occidente, con conseguente adeguamento della cinta muraria realizzata nel secolo precedente, e l'assestamento della città murata. 

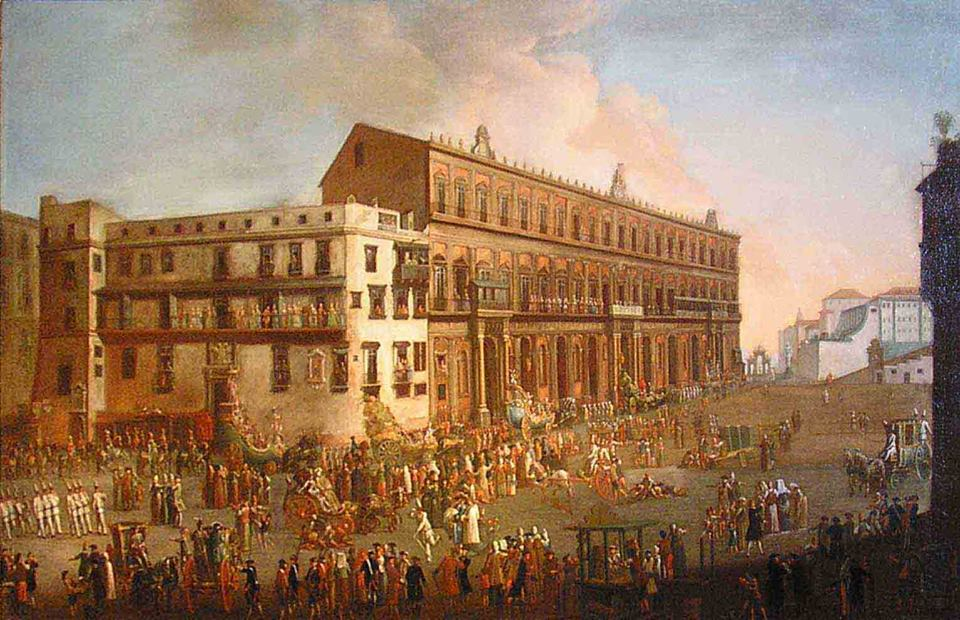
Veduta settecentesca di Largo di Palazzo con il Palazzo Vicereale in primo piano

Il progetto di ampliamento venne organizzato in due fasi esecutive: il tratto occidentale venne iniziato nel 1533; mentre nel 1537 partirono i lavori del tratto orientale della cinta che partirono da Porta San Gennaro fino all'allora Largo Mercatello, oggi denominata Piazza Dante. Per il completamento dell'intera opera ci vollero quattordici anni. Il tracciato si articolava quindi da Porta San Gennaro, procedendo per Via Santa Maria di Costantinopoli, via Bellini e Piazza Dante. La nuova cinta difensiva svoltava in direzione di Via Tarsia arrivando ai piedi della collina del Vomero e seguendone l'andamento, in seguito ricalcato dal Corso Vittorio Emanuele, delle pendici del rilievo orografico per poi svoltare all'incirca nella zona delle Mortelle e discendendo verso l'attuale Via Chiaia, ai piedi di Palazzo Cellamare. Il tratto costiero dei bastioni invece seguiva l'andamento di Via Morelli, Via Chiatamone e Santa Lucia ed infine ricongiungendosi con i bastioni aragonesi di Castel Nuovo.
Alla nuova riconfigurazione dell'ampliamento difensivo della città con tecniche alla moderna seguì la riconfigurazione urbanistica delle aree incamerate, incrementate di circa un chilometro quadrato, consistenti nei vecchi fossati della murazione aragonese dismessa nel tratto occidentale e vecchi orti e giardini a ridosso della città. L'asse portante del riassetto urbanistico occidentale divenne la nuova via, oggi Via Toledo, che metteva in connessione Porta Reale a piazza Mercatello al nuovo centro politico della città costituito dal Palazzo Vicereale, sostituito in età barocca dal Palazzo Reale. Si configurarono sul margine occidentale della strada un nuovo pezzo di città destinato alle truppe reali al servizio del viceregno, i Quartieri Spagnoli. Gli assi viari principali pianificati nella nuova porzione di città vennero destinati a ospitare le nuove residenze delle famiglie nobiliari locali e di nuova acquisizione in un'ottica di concentramento dell'aristocrazia al rinnovato centro di potere in Largo di Palazzo.
Alla realizzazione di questo imponente progetto urbanistico, don Pedro di Toledo si affidò a due valenti architetti e urbanisti del regno, Ferdinando Manlio e Giovanni Benincasa, quest'ultimo di origine senese. Ai due architetti furono affidate le più importanti commesse pubbliche volute dal viceré. Su loro progetto fu realizzato l'antico palazzo Vicereale, oggi demolito, il riassetto urbanistico di Via Medina sui resti dell'antico largo Corregge e il suo naturale prosieguo in direzione di Via Monteoliveto per poi congiungersi con la nuova Via Toledo nei pressi di Porta Reale e la nuova strada di Porta Nolana tra gli interventi urbanistici più rilevanti. Per il servizio svolto alla corte vicereale, Ferdinando Manlio venne ricompensato con il prestigioso titolo di Ingegnere della corte reale. 

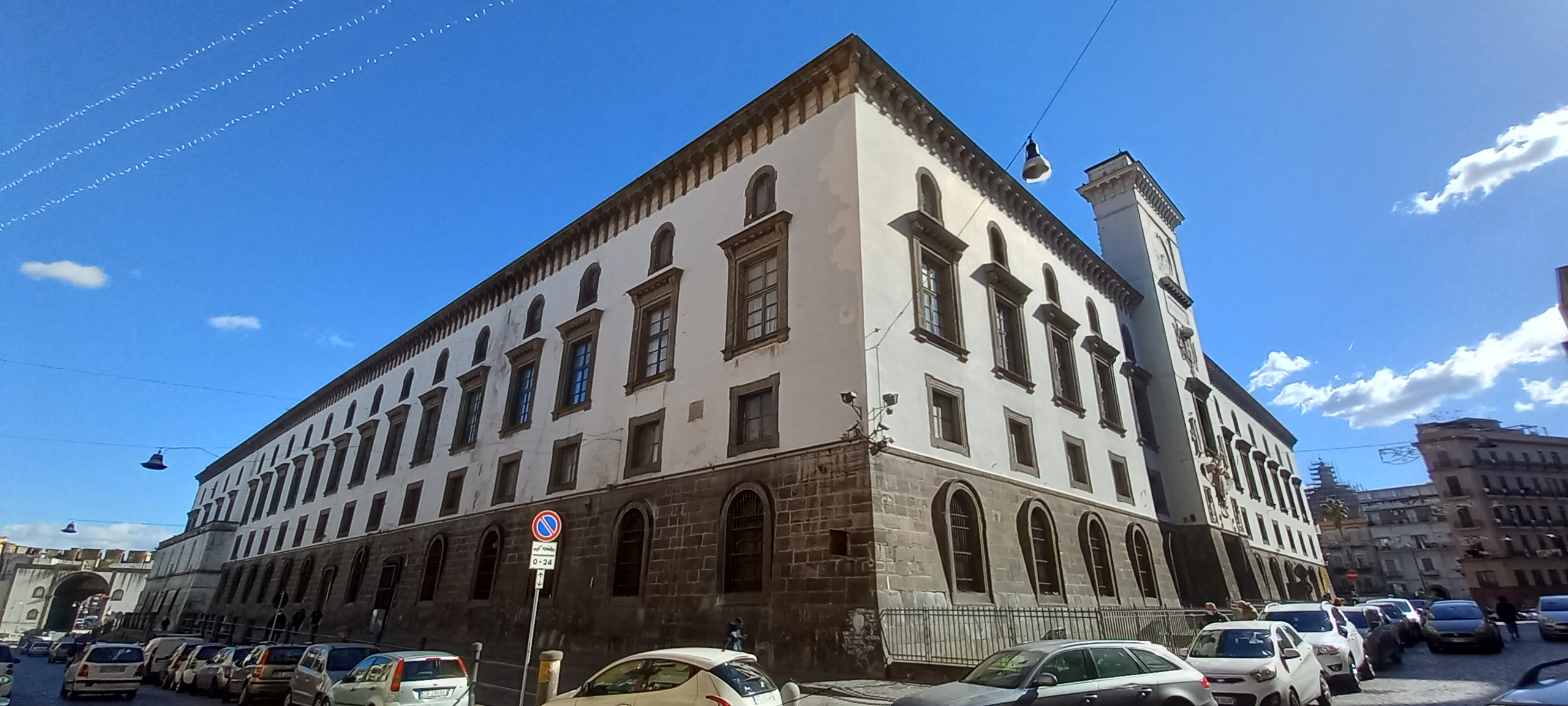
Castel Capuano nella sua veste di sede del Tribunale della città

Su progetto del Manlio e del Benincasa si attuò il progetto di trasformazione del Castel Capuano in sede centrale del Tribunale vicereale. Il progetto molto ambizioso fu curato per adeguarlo a casa della legge dotandolo di un aspetto palaziale differente da quello tipico di una fortezza militare. Le facciate esterne, sebbene ancora caratterizzate dalla severa marzialità dell'edificio preesistente furono smussate con l'apertura di nuove finestre di ordine dorico; le lesene laterali presentano un insolito motivo che al capitello si sostituisce la mensola della trabeazione, nella più classica tradizione delle deroghe architettoniche in voga nel secolo. Alla trasformazione di Castel Capuano in edificio civile seguì un riassetto generale delle fortezze cittadine con il potenziamento del Castel dell'Ovo a mare e di Castel Sant'Elmo sulla collina del Vomero. Quest'ultimo di notevole importanza strategica per la nuova espansione occidentale della città, fu completamente rifatto in chiave moderna con l'insolita pianta a sei punte, su progetto dell'ingegnere militare Pedro Luis Escrivá, già autore del Forte spagnolo a L'Aquila.
Un aspetto non indifferente delle politiche urbanistiche vicereali fu la continua attenzione al decoro urbano della città, per la prima volta si assistette alla pavimentazione sistematica delle strade cittadine con la tecnica del mattone a spina pesce, in seguito sostituita dal basolato vesuviano. Inoltre furono inaugurate numerose fontane pubbliche per consentire l'esercizio delle attività quotidiane. A questo programma furono impegnati per tutto il secolo importanti scultori, sia della tarda stagione classica come Giovanni da Nola e sia diversi giovani artisti emergenti nel panorama culturale della capitale, arricchendo notevolmente il dibattito sull'evoluzione stilistica della scultura cinquecentesca napoletana.

### Il soggiorno di Giorgio Vasari e l'incontro con il manierismo toscano

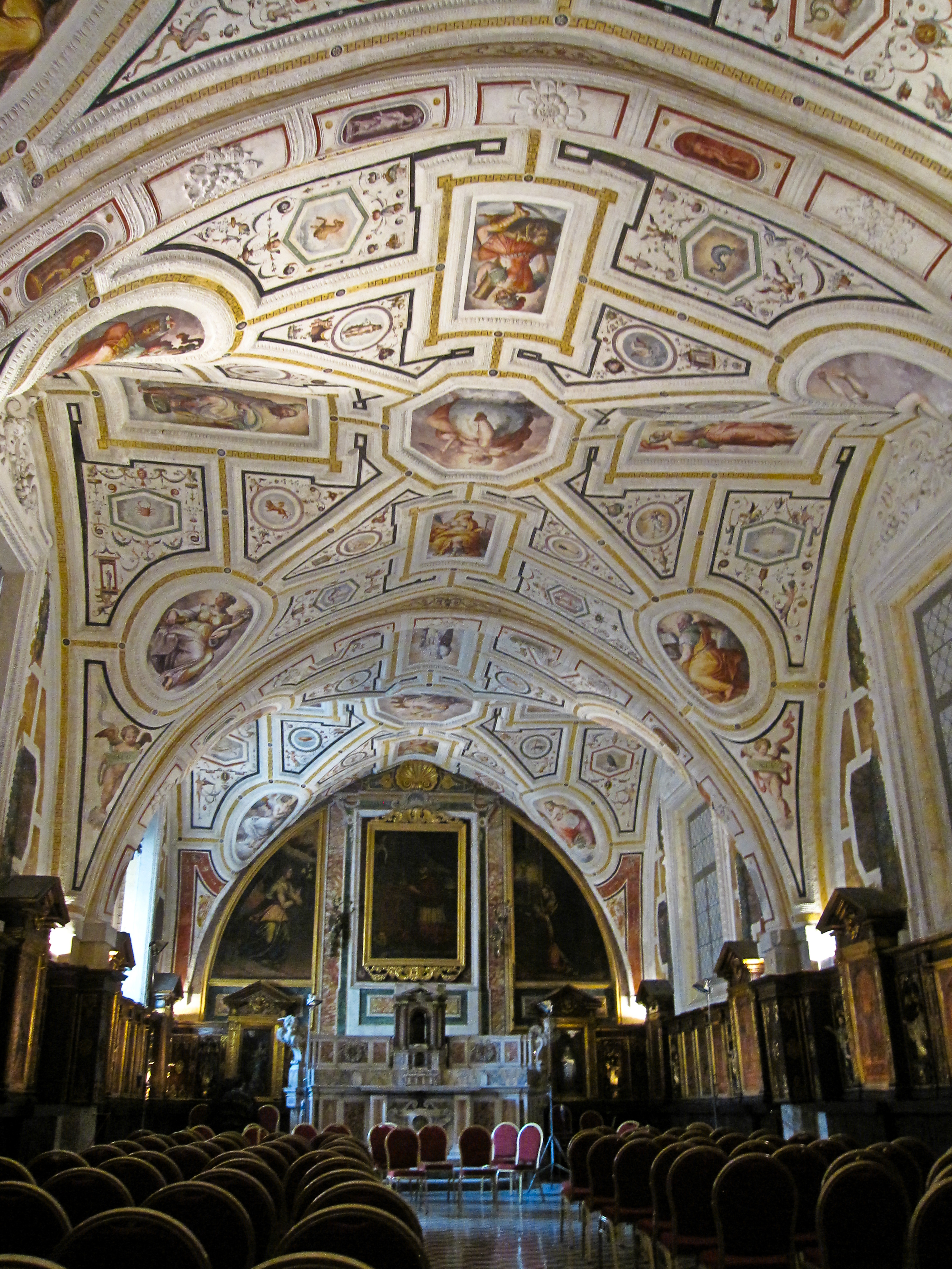
Veduta generale della Sagrestia del convento di Monteoliveto, Napoli

Tappa fondamentale della stagione del manierismo internazionale fu il soggiorno di Giorgio Vasari a Napoli. L'introduzione di nuovi elementi provenienti dalle coeve esperienze toscane divenne occasione di confronto per il mondo artistico napoletano che aveva iniziato a trovare una propria strada per declinare la cultura manierista sul lascito culturale di alcune personalità di spicco nell'ambito dell'architettura, della scultura e della pittura della scena classica precedente.
Nella seconda metà del 1544, Vasari giunse a Napoli con la fama di pittore della corte fiorentina medicea, famiglia già imparentata con il viceré Don Pedro di Toledo attraverso il matrimonio di Eleonora di Toledo e il duca Cosimo I de' Medici. Il soggiorno napoletano dell'aretino fu dovuto dalle particolari esigenze della committenza cittadina rappresentate dal cardinale agostiniano Girolamo Seripando per il convento di San Giovanni a Carbonara, dall'arcivescovo di Napoli Ranuccio Farnese e dal generale degli Olivetani Gianmatteo d'Anversa.
Ne Le Vite l'artista toscano tracciò un passo autobiografico significativo per la sua breve parentesi napoletana relativa al suo incarico più importante ricevuto nella capitale del viceregno: affrescare le volte tardogotiche del Refettorio di Monteoliveto. Il lavoro della sacrestia rappresentò uno dei massimi esempi dell'arte successiva alla fase rinascimentale e allo stesso tempo anche l'apice del rifiuto culturale dell'arte medioevale. Come riferisce il pittore e architetto toscano nel suo libro, egli fu propenso a rifiutare l'incarico di decorare uno spazio del primo Quattrocento definito da "volte a quarti acuti e basse e cieche di lumi", venne costretto poi da Miniato Pitti e da Ippolito da Milano ad accettare l'incarico presso la casa degli Olivetani di Napoli con l'obiettivo di fare "gran copia di ornamenti, gli occhi abbagliando di chi avea a vedere quell'opera con la varietà di molte figure, mi risolvei a fare tutte le volte di esso refettorio lavorate di stucchi, per levar via, con ricchi partimenti di maniera moderna, tutta quella vecchiaia e goffezza di sesti"

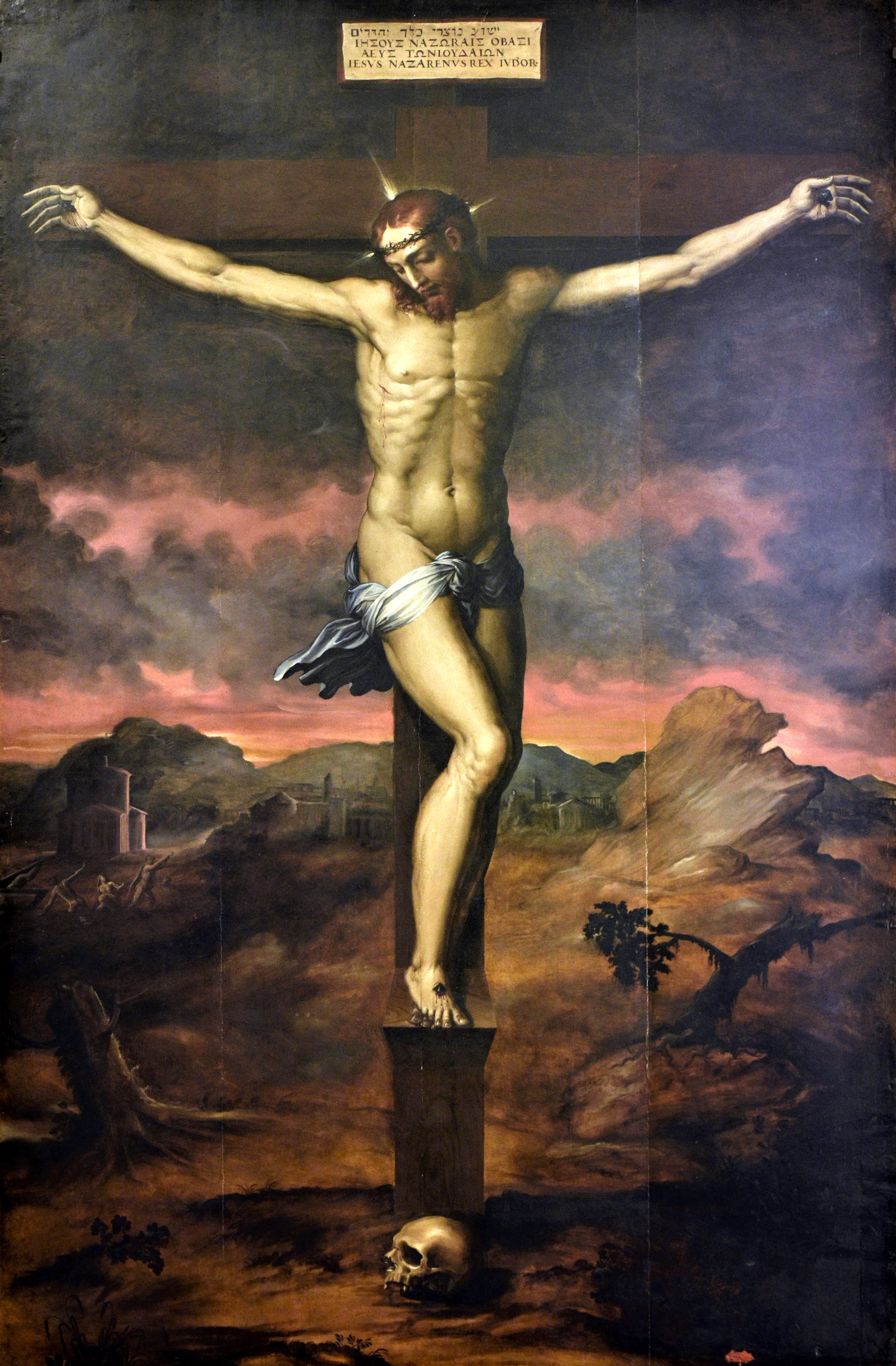
Vasari, Crocifissione, 1545

Il lavoro fu compiuto anche per la facile lavorabilità del tufo napoletano, permettendo operazioni per sottrazione al fine di restituire "buone proporzioni", il lavoro compiuto definì architettonicamente uno spazio adeguato alla cultura del tempo con la smussatura delle volte ogivali tardogotiche, impiegando massicciamente gli intonaci che annullavano il senso spaziale originario dell'ambiente per un approccio più contemporaneo per la nuova rappresentazione iconografica.
Il programma vasariano fu articolato nelle tre campate del refettorio impiegando nelle tre chiavi di volta medaglioni ottagonali che raffigurano la triade della Fede, Religione ed Eternità, e intorno a ciascun elemento una costellazione di altre figure, tra queste, negli ovali, le virtù. Il ricorrere a specchiature decorative ottagonali e ovoidali avevano la funzione di celare a livello ottico la percezione spigolosa dei precedenti costoloni ponendo formalmente una distanza storica con il supporto architettonico sottostante di altra natura stilistica. Nell'opera del refettorio di Monteoliveto, Vasari mostrò la sua complessa formazione artistica derivata dalle esperienze pregresse il viaggio napoletano, inizialmente influenzato dalla pittura di Rosso Fiorentino e Pontormo, attraverso Cristoforo Gherardi – amico e aiuto dell'aretino – e Raffaellino del Colle recuperò la cultura pittorica cinquecentesca romana di Raffaello Sanzio e del suo allievo Giulio Romano che poté studiare ed analizzare di persona nei suoi viaggi nella Repubblica di Venezia, in particolare al Palazzo Te di Mantova dove vide la potenzialità degli stucchi ornamentali in architettura e pittura, nonché la sua frequentazione con Michelangelo dove la sua influenza fu notevolmente assorbita nell'impostazione delle figure delle virtù, eseguite da Raffaellino del Colle su cartone dello stesso Vasari.
Il soggiorno fu caratterizzato anche dall'esecuzione di opere importanti nel passaggio dal rinascimento al manierismo in campo pittorico. Significative furono le committenze per San Giovanni a Carbonara e per la Cattedrale di Napoli, seppure queste opere siano state iniziate a Napoli e compiute a Roma e poi spedite, furono collegate comunque al particolare ambiente culturale napoletano della controriforma. La Crocifissione fu eseguita per conto del cardinale Seripando per esporla nella sua cappella in San Giovanni a Carbonara. L'esecuzione dell'opera vede un Vasari contrastato dalle vicissitudini religiose che la città partenopea viveva in quegli anni, rappresentando infatti un evento storico narrativo della crocifissione ma più un tema di riflessione sul sacrificio di Cristo. Ciò si deve infatti al fatto che Gesù in croce è raffigurato in proporzioni dominante con un contesto di "isolamento" scenico caratterizzato da un'ambientazione pressoché astratta nella quale gli elementi che vi appaiono servono ad evidenziare la crudeltà e la sofferenza che l'opera vuole trasmettere (emblematico il teschio posto ai piedi del Cristo).

### Lo stato della scultura napoletana nella prima parte del Cinquecento

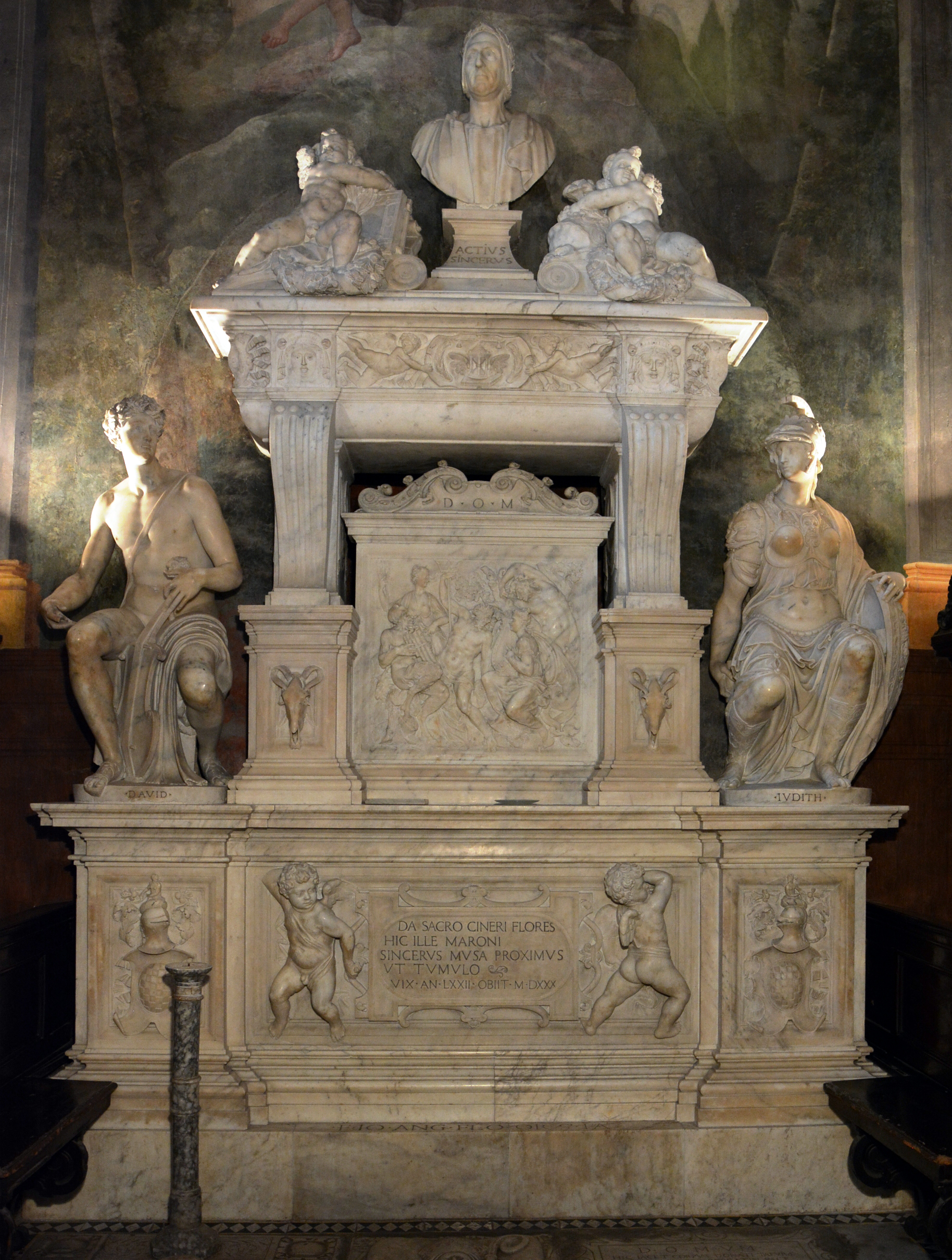
Giovanni Angelo Montorsoli, Bartolomeo Ammanati e Francesco del Tadda, Tomba di Jacopo Sannazaro

Intorno al terzo decennio del Cinquecento la bottega dominante del panorama scultoreo napoletano fu quello di Giovanni da Nola che fu in grado di formare, ed influenzare, il corso della scultura del primo Cinquecento a Napoli e nei suoi dintorni. Nella parte tarda della propria vita lo scultore di Nola diresse una molteplicità di allievi che in seguito acquisirono un grado di sicurezza e autonomia creativa da poter anch'essi proseguire con una propria bottega la carriera, nonostante il continuo legame con il loro anziano maestro come aiuti esterni per opere tarde più complesse. Dalla sua bottega uscirono Annibale Caccavello e Giovan Domenico d'Auria tra le principali figure oltre a nomi meno noti, ma comunque di altissima bravura esecutrice, quali Salvatore Caccavello, presunto fratello di Annibale, e Antonio Tenerello.
Caccavello, originario di Massa Lubrense, e d'Auria costituirono uno dei più importanti sodalizi professionali partendo dalla bottega del loro maestro. Era usanza nelle botteghe di scultori del Cinquecento quella di formare dei legami lavorativi flessibili e non costrittivi in base alle necessità operative del momento. La forza della coppia artistica si andò, nel corso del secolo, sempre più affermandosi ed acquisì un dominio nell'ambiente della scultura cinquecentesca napoletana dopo la morte di Giovanni da Nola. In Caccavello, come fece notare Ferdinando Bologna, si potevano scorgere nel suo stile echi del manierismo di Giovanni Angelo Montorsoli, mentre il sodale d'Auria presentava uno stile derivato direttamente dal maestro, accademizzadolo.
Intono al 1547 fu commissionata alla bottega del nolano, con la collaborazione del Caccavello e del d'Auria, l'esecuzione delle tombe di Galeazzo Caracciolo e di Nicola Antonio Caracciolo, marchesi di Vico, nella cappella gentilizia in San Giovanni a Carbonara. La configurazione delle due tombe, poste una di fronte l'altra, ha un'impostazione architettonica di reminiscenza sansovinesca, in linea con la composizione dell'altare realizzato un trentennio prima.
Il lavoro scultoreo più rilevante della prima metà del Cinquecento non fu affidato alle botteghe locali ma ad artisti forestieri incaricati da familiari di Jacopo Sannazaro dopo la sua morte nel 1530. L'opera, il Cenotaffio del poeta, fu commissionata nel 1536 al Montorsoli, coadiuvato da Bartolomeo Ammanati e Francesco del Tadda. La tomba, pur configurandosi con la classica disposizione a tabernacolo, tipica del classicismo rinascimentale, presentava per la prima volta nella capitale del viceregno un linguaggio di sapore pienamente michelangiolesco nell'impostazione figurativa, al pari di Vasari nel refettorio di Monteoliveto. La transizione verso un manierismo aggiornato fu compiuta attraverso queste due committenze di elevato prestigio. La scultura del Sannazaro divenne la base di confronto delle botteghe napoletane più aggiornate alle tecniche artistiche contemporanee, dove anche il Caccavello trasse ispirazione per i monumenti sepolcrali e sculture a partire dalla seconda metà del secolo.

### La pittura napoletana della prima metà del Cinquecento

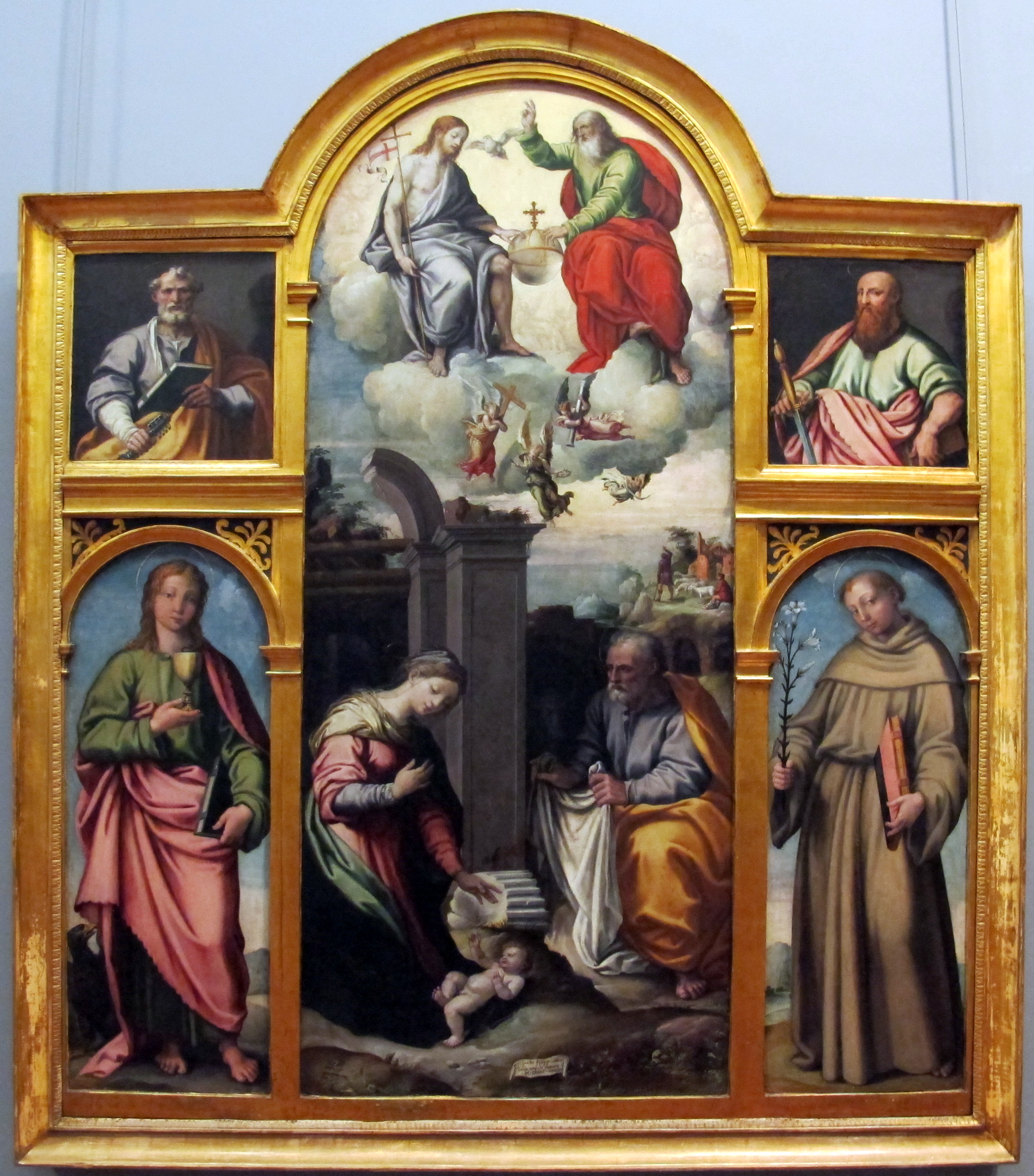
Giovanni Filippo Criscuolo, Adorazione del Bambino e santi, 1545, Museo di Capodimonte

La prima stagione del manierismo antecedente al soggiorno vasariano ebbe una particolare condizione di continuità con la pittura della maniera moderna del tardo-rinascimento e gli aspetti emulativi dei maestri regnicoli attivi dal secondo e terzo decennio del secolo, apprendendo la lezione pittorica di stampo accademico di Raffaello Sanzio e Polidoro da Caravaggio introdotta nel Regno sia dalla presenza diretta di opere, che dalla diffusione del linguaggio ad opera di discepoli capaci come Andrea da Salerno e Marco Cardisco.
Dalla bottega di Andrea da Salerno uscì la figura di Giovanni Filippo Criscuolo, pittore originario di Gaeta ma che ebbe fortuna presso le prestigiose committenze religiose della capitale del viceregno. La pittura del Criscuolo risentì molto della formazione ricevuta dal maestro salernitano e successivamente sotto la guida di Perin del Vaga. Questo percorso formativo per un pittore meridionale che si formava negli anni Venti del Cinquecento e nella cerchia di un pittore così imbevuto di raffaellismo quale era Andrea Sabatini da Salerno. La cultura contemporanea della pittura destava particolare interesse verso le più recenti opere del maestro di Urbino quali le logge vaticane. L'influenza raffaellesca sul Criscuolo venne mitigata e condizionata anche dalla presenza di pittori iberici attivi nella temperie culturale napoletana del primo trentennio del secolo come Alonso Berruguete e Pedro Machuca; l'influsso spagnolo si orientò verso la composizione di grandi polittici a più scomparti come i polittici perduti di Donnaregina e di Regina Coeli. Il lavoro più rappresentativo del Criscuolo resta comunque la realizzazione della Grotta d'Oro a Gaeta, eseguita a partire dal 1513 con aiuti. L'opera della maturità dove il suo eclettismo raffaellesco raggiunge livelli di altissimo pregio è nel polittico dell'Adorazione del Bambino e santi del 1545, attualmente a Capodimonte. Nel polittico di Capodimonte, oltre alla lezione di Raffaello ravvisabile nella composizione della figura del San Giovanni Evangelista a lato dell'adorazione, nello scomparto centrale e nelle mezze figure in alto ai lati si scorgono i riflessi della cultura post-raffaellesca di Polidoro da Caravaggio. A partire dalla metà del Cinquecento la figura di Giovanni Filippo Criscuolo scomparve dalla scena artistica napoletana.

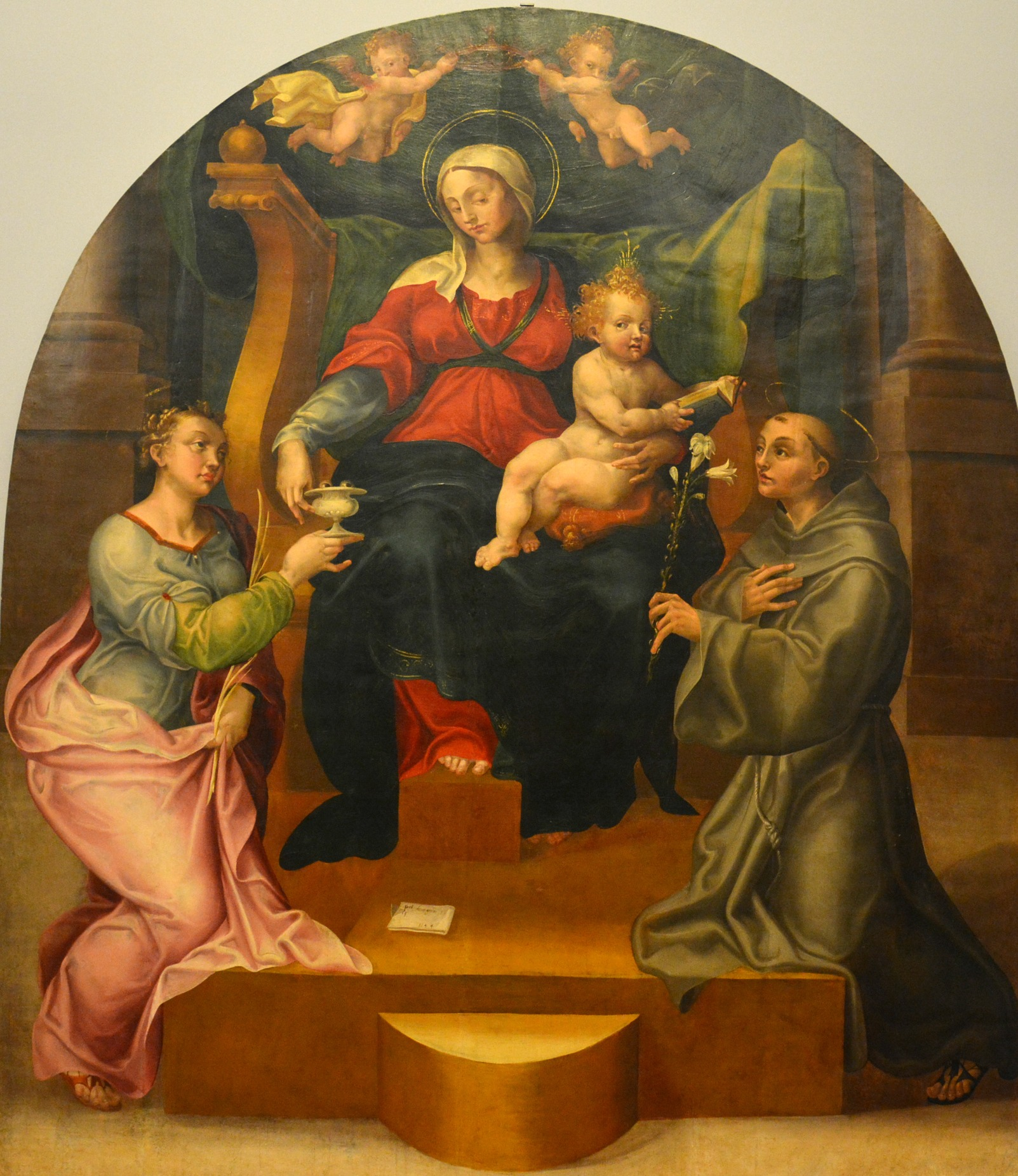
Pietro Negroni, Madonna con Bambino e i santi Lucia e Antonio da Padova, 1544, Museo di Capodimonte

In ambito salernitano fu attivo Severo Ierace, pittore poco conosciuto alla critica artistica ma imparentato con Andrea da Salerno. Al pari del Criscuolo, con il quale collaborò alla realizzazione del ciclo di tavole raffiguranti la vita di San Benedetto, insieme al loro maestro, e destinate all'Abbazia di Montecassino. La fase matura del pittore s'inquadrava dal 1531 all'anno della sua morte. La formazione del pittore avvenne in un clima molto complesso, formatosi sotto la guida del cognato Andrea da Salerno, la sua pittura risentì anche riferimenti a Marco Cardisco, che stando a Bernardo De Dominici, fu suo maestro, il cui incontro, come sostenne Pierluigi Leone de Castris, avvenne nel 1540, anno in cui il pittore calabrese si trovava a Cava de' Tirreni per una pala, oggi perduta, per la chiesa di Chiesa di San Francesco. L'abbazia benedettina di Montecassino fu il trampolino di lancio per il pittore che a partire dal 1536 fu operativo presso la Badia di Cava come pittore di fiducia dei monaci benedettini. La parabola creativa dello Ierace si concluse molto presto per la presenza di nuove personalità molto più aggiornate che iniziarono ad emergere negli stessi anni.
Dalla bottega di Marco Cardisco emerse la figura di Pietro Negroni, dalla bottega napoletana del suo conterraneo lo Zingarello poté apprendere la maniera di Polidoro da Caravaggio. La prima documentazione del pittore calabrese risalì al 1539 con la commissione di una Immacolata. Nello stesso anno eseguì la sua prima opera certa, la pala raffigurante la Madonna col Bambino e i SS. Antonino e Catello nella Basilica di Sant'Antonino a Sorrento. Negroni operò nel segno linguistico polidoresco appreso dal maestro semplificandone didatticamente i modi pittorici, inoltre l'influsso del Caldara appare addolcito e smussato tali da definire un tono molto più leggero della scena. Insieme agli influssi italiani, sono presenti atteggiamenti derivati dal contatto con artisti di area fiamminga come Maarten van Heemskerck.
Il periodo più prolifico per l'artista furono gli anni Quaranta del Cinquecento, dove operò in diversi centri del basso casertano, quali Aversa e Gricignano d'Aversa, per poi trasferirsi nuovamente nelle terre natie a partire dalla seconda metà del secolo lavorando per gli ordini minori in Calabria. Un nuovo rinvigorimento del linguaggio negroniano si ebbe a partire dalla seconda metà degli anni Cinquanta del Cinquecento attraverso un nuovo ciclo frequentazioni romane di metà secolo, in particolare Pellegrino Tibaldi, Daniele da Volterra e Francesco Salviati.

## La seconda fase del manierismo (1545 - 1610)

### L'architettura della controriforma, le rifondazioni e le nuove edificazioni

#### Le indicazioni cardine della controriforma: San Carlo Borromeo e Cesare Baronio

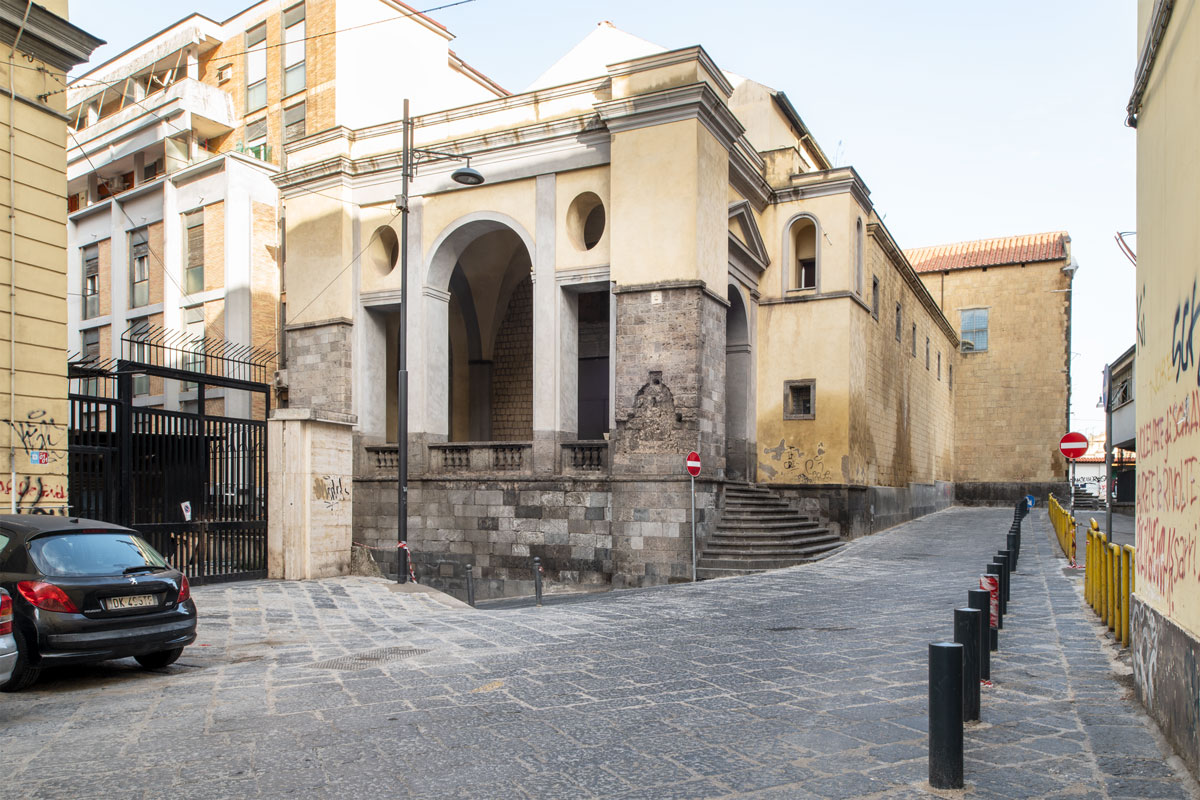
Facciata cinquecentesca della Chiesa di Sant'Agnello Maggiore a Caponapoli

La risposta alla Riforma protestante di un ventennio prima non si fece attendere e a tal proposito venne indetto il Concilio di Trento, di stampo controriformistico. L'evento durò circa un ventennio con interruzioni intermedie, esso iniziò nel 1545 e si concluse nel 1563. Oltre a definire ruoli prettamente liturgici del cattolicesimo, le decisioni prese durante il Concilio furono determinanti per lo sviluppo dell'architettura sacra a partire dalla seconda metà del Cinquecento fino alle nuove disposizioni stabilite con il Concilio Vaticano II, dettando la legge delle costruzioni religiose per circa quattrocento anni.
In questo periodo storico si avvertì il bisogno di consolidare le tradizioni della chiesa cattolica attraverso un processo di riforma della simbologia, delle strutture sacre e il valore semantico di esse attraverso il ritorno ad un linguaggio del cristianesimo primordiale. Gli interventi su fabbriche religiose più antiche vennero definiti come i luoghi preferenziali per la riaffermazione dei valori tridentini attraverso una completa riorganizzazione degli apparati architettonici e figurativi. La tempestiva risposta al luteranesimo giunse da Milano con un gruppo di intellettuali ferventi cattolici guidati dai cardinali Carlo e Federico Borromeo della prestigiosa casata lombarda dei Borromeo, a coadiuvare le azioni controriformistiche si affiancarono l'oratoriano e storico sorano Cesare Baronio e successivamente, verso la fine del Cinquecento, da Antonio Bosio e Pompeo Ugonio – entrambe gravitanti intorno al nuovo ordine dei gesuiti. Lo scopo che accomunava i succitati intellettuali divenne quello della rivalutazione delle architetture paleocristiane con una funzione di difesa della dottrina.

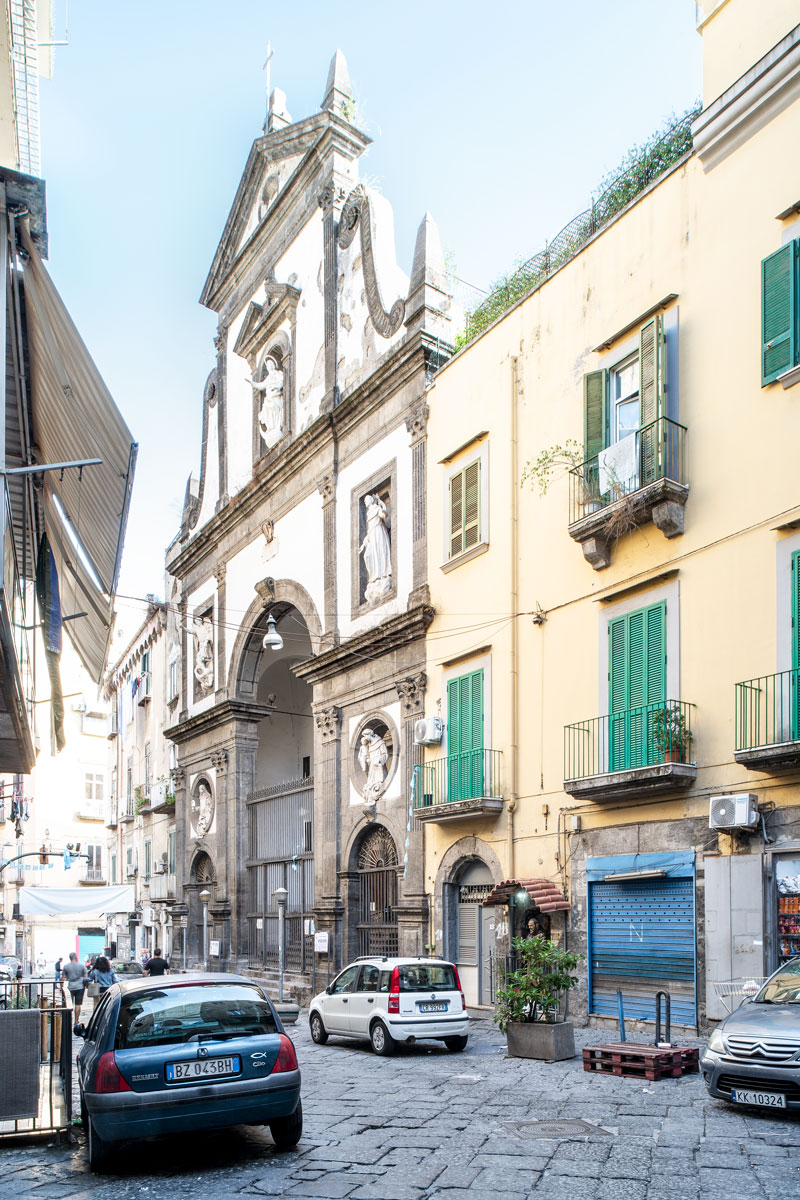
Facciata tardocinquecentesca della Chiesa del Gesù delle Monache, in alto si riconosce la statua della Vergine indicata nelle istruzioni borromee

Nella feroce opposizione alle tesi luterane si schierarono in prima linea proprio l'ordine di San Filippo Neri, che a Napoli ebbe una solida base con la fondazione dell'Oratorio partenopeo nel centro antico nell'anno 1586. Baronio, attraverso gli Annales Ecclesiastici, pubblicati a partire dal 1588 per circa un ventennio, pose come cardine della comunità l'edificio di culto fornendo un modello esemplare da seguire e il corretto "restauro" come strumento fondamentale della Chiesa cattolica per riaffermare la propria centralità.
Diversamente dalle teorie di Baronio si mosse Carlo Borromeo, che un decennio prima diede alla luce le Instructiones Fabricae et Supellectilis Ecclesiasticae, l'arcivescovo meneghino con questo compendio di preoccupò di dare ad architetti e religiosi delle prescrizioni su come edificare le nuove costruzioni sacre e riadattare allo scopo controriformistico quelle esistenti. La teoria borromea, a differenza degli oratoriani, ha un'articolazione maggiormente più complessa in grado di incidere con prorompenza nei nuovi modelli architettonici di metà secolo, l'obiettivo da raggiungere era quello di modellare lo spazio sacro prendendo a riferimento gli esempi basilicali paleocristiani. Tra le raccomandazioni presenti nelle sue istruzioni vi erano in particolar maniera quelle nei confronti dell'architettura del luogo sacro da edificare come l'isolamento della costruzione da quelle circostanti onde evitare fonti rumorose dall'esterno; innalzamento del piano calpestio con un massimo di cinque gradini (o comunque in numero dispari) e se non fosse possibile accentuare il verticalismo dell'opera.
Anche sulla disposizione planimetrica il cardinale diede suggerimenti molto rigidi, ma non sempre rispettati per le naturali giaciture orografiche e di orientamento delle città. Il consiglio principale per questo aspetto fu il principio di imitazione della croce latina come nelle architetture paleocristiane, lasciando, però, ampio margine al progettista di scegliere, a seconda degli spazi disponibili, la configurazione planimetrica più idonea da adottare. La planimetria, inoltre, doveva avere un preciso orientamento astrale con l'abside posizionata ad est-equinoziale. La regola poteva essere derogata solamente previo parere del Vescovo appartenente alla comunità ecclesiastica. Il programma costruttivo e decorativo degli absidi doveva essere caratterizzato con molta precisione, esso doveva avere una calotta voltata e trovarsi ad una quota lievemente superiore rispetto a navate e transetti; le superfici dovevano presentare ornamenti a mosaico o ad affresco.

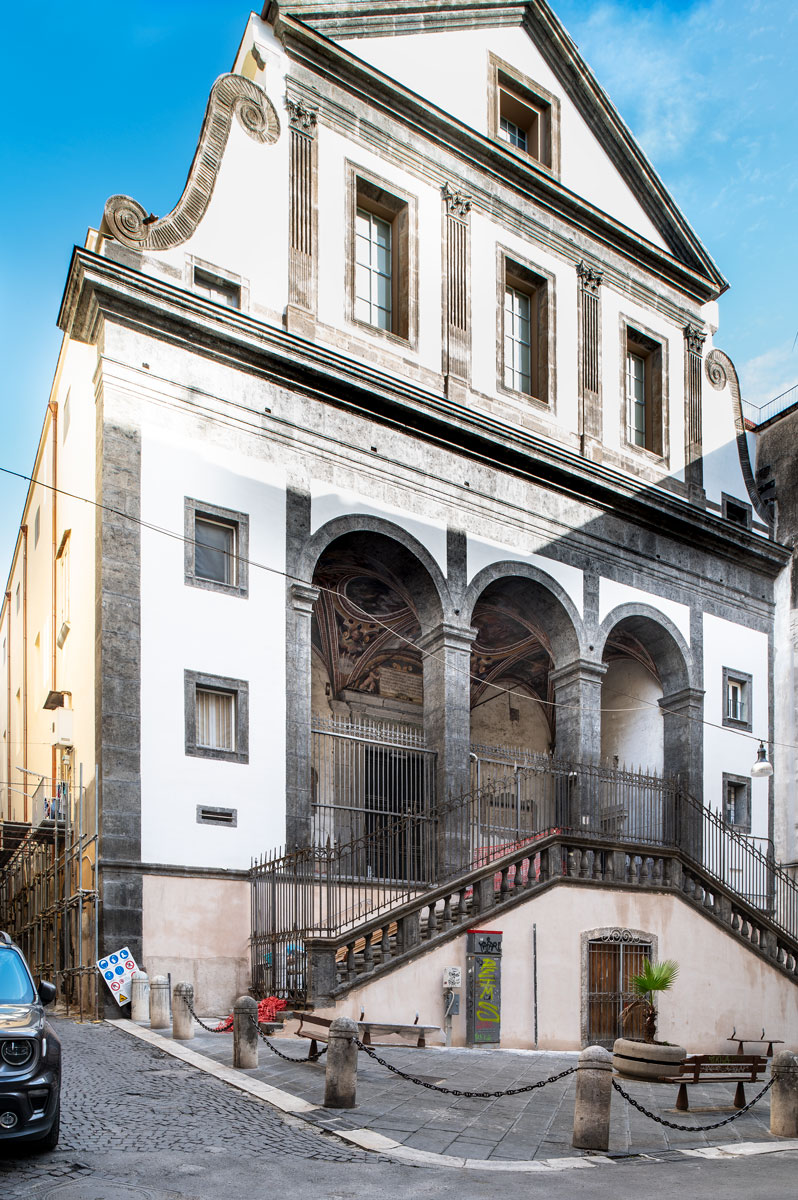
Facciata a pronao della Chiesa di Santa Maria Regina Coeli

L'analisi delle nuove istruzioni continua sulla disposizione della navata e dei transetti. Essa doveva essere, analogamente all'abside, conclusa da una volta a botte. Le superfici finestrate dovevano trovarsi il più elevate possibili, e in numero dispari, inoltre dovevano presentare lieve strombatura sulla faccia esterna per evitare l'ingresso della pioggia all'interno. Le cappelle, al pari della navata, dovevano essere coperte da strutture voltate. L'impiego forzato di apparecchiature murarie in copertura, secondo il Borromeo, doveva avere il compito di scongiurare l'innesco di incendio per la presenza di sole strutture lignee impiegate per le capriate o per la realizzazione di ampi soffitti a cassettoni. Le cappelle non dovevano essere caratterizzate da opere in muratura sporgenti rispetto all'ingombro generale dell'edificio sacro e dovevano essere rialzate dal piano calpestio della navata con un gradino. In spazi di modeste dimensioni la realizzazione di cappelle laterali poteva essere soppressa e sostituita attraverso la costruzione dei soli altari laterali, sempre rialzati di un gradino.
Importante è l'indicazione fornita sugli esterni, ed in particolare alla facciata principale. Essa doveva avere la caratteristica di spiccare, mentre i fronti laterali ed eventualmente quello absidale dovevano presentarsi con un programma figurativo ed architettonico meno elaborato e non contrastante con quello del fronte privilegiato. Sulla porta maggiore doveva campeggiare l'immagine della Vergine Maria e lateralmente i santi titolari della chiesa. Per distinguere il carattere religioso dell'edificio le porte di accesso dovevano presentare profili architravati al fine di evitare confusione con quelle civiche. Alla funzione di purificazione dell'anima venne ripescato il concetto degli spazi filtro tra l'esterno e gli interni presenti tipicamente nelle architetture paleocristiane con il nome di nartece in base alla convenienza del luogo se attraverso l'impiego di facciate porticate oppure con vestiboli dove fosse impossibile configurare diversamente. Borromeo concluse le sue istruzioni in merito alla costruzione del luogo sacro con le coperture che dovevano essere dotate di capriate realizzate con legni ben stagionati e coperti da tegole in piombo o in bronzo al fine di impermeabilizzare gli spazi sottostanti e proteggere il legno da incendi che potrebbero mettere a repentaglio le strutture.
L'influenza di Carlo Borromeo si verificò anche nel programma decorativo degli spazi sacri, gli artisti dovevano presentare opere che non avessero un linguaggio scandalistico per la presenza di mascheroni e di nudi artistici con un ritorno ai valori di pudicizia e castità dei personaggi ritratti nella scultura e nella pittura segnando così un drastico cambio di rotta nell'arte della Controriforma.

#### La controriforma a Napoli

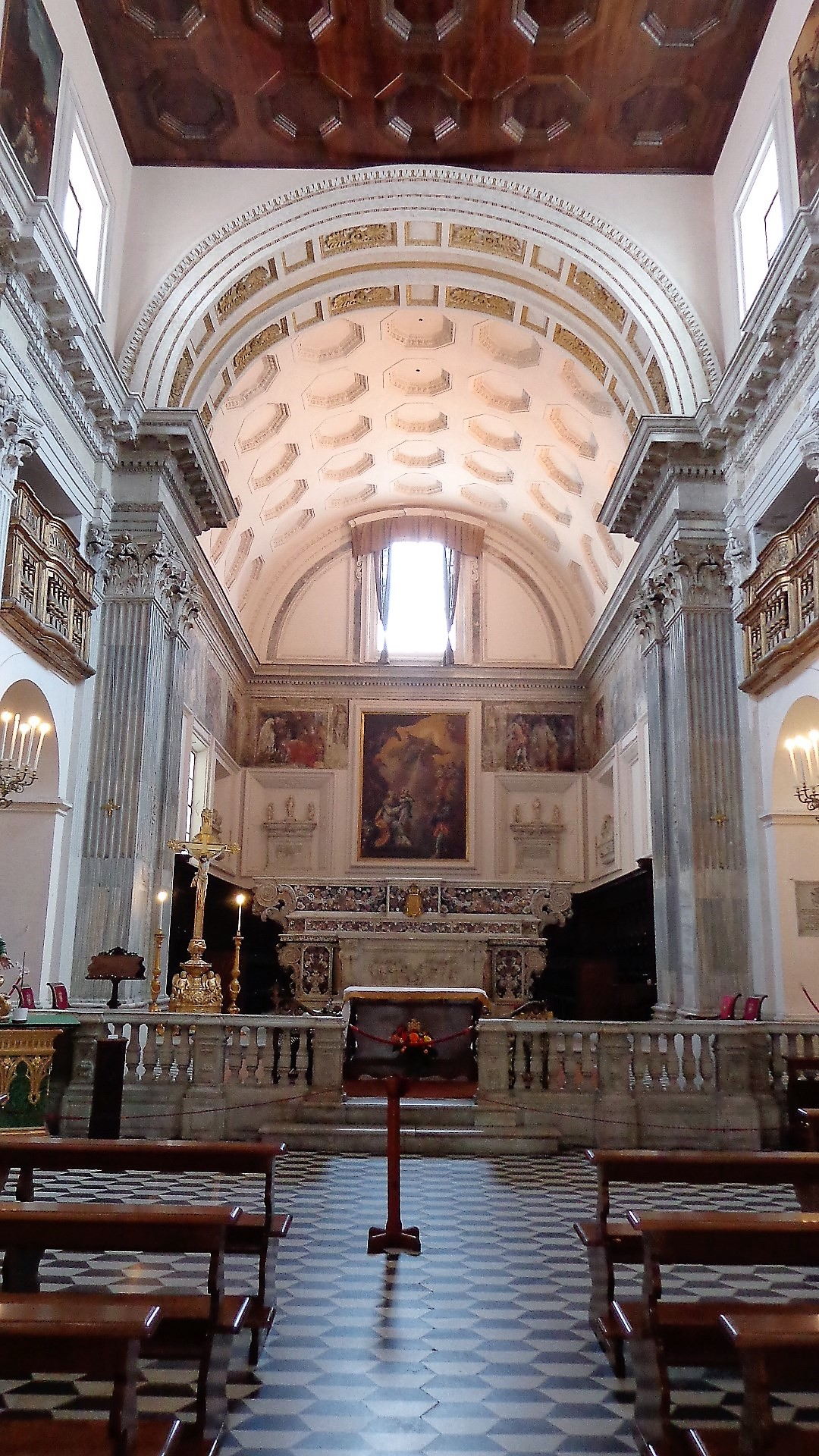
Abside della chiesa degli Olivetani, la volta fu concepita secondo i dettami delle Istruzioni borromee

Oltre ai dettami di Baronio e Borromeo, la controriforma portò con se un nuovo modo di fare l'architettura religiosa. I nuovi ordini cinquecenteschi implementarono nei loro ranghi anche personalità esperte di architettura, di matematica e discipline scientifiche allora conosciute. Un tale livello di erudizione, legati anche alle ricche biblioteche dei nuovi monasteri, come ad esempio quelle gesuite, formarono intere generazioni di architetti-religiosi che si occupavano in prima persona delle nuove fabbriche. Uno dei primi casi napoletani fu l'arrivo di Giovanni Vincenzo Casali, toscano e padre servita. La formazione di Casali fu condotta dal Montorsoli dal quale apprese i modi della scultura che il padre servita seppe sfruttare per la realizzazione di diverse fontane monumentali napoletane e capuane, ormai perdute, e la realizzazione come architetto e ingegnere militare di architetture sacre, la più rappresentativa fu la Chiesa di Santa Maria ad Ogni Bene dei Sette Dolori, e opere di assestamento infrastrutturale del porto della città e del fiume Volturno.
I cantieri della controriforma vennero avviati molto presto dopo la conclusione del Concilio di Trento, l'ingresso in città di nuovi ordini nati proprio in quegli anni divennero la spinta propulsiva per un rinnovamento del programma architettonico nel tessuto antico della città che si trasformò ben presto sede di centinaia di piccoli e grandi monasteri. Gli ordini più antichi dovettero adeguarsi alle imposizioni tridentine che resero necessari adeguamenti funzionali delle case religiose presenti già da secoli sul territorio. Fu imposto loro di abbandonare completamente l'uso di spazi religiosi privati, se non pertinenti alla clausura, e di tenerli aperti anche alla cittadinanza in osservanza al concetto della messa tridentina. Nuove fondazioni sorsero ai limiti della città e in alcuni casi anche al di fuori dove non vi era la carenza di spazi per poter costruire case per religiosi ampie e ariose.
I criteri di San Carlo Borromeo vennero comunque attesi, nonostante la carenza di grandi spazi edificatori all'interno della città murata. La pratica di edificare grandi conventi andò a discapito dei ricchi giardini privati delle residenze gentilizie costruite un cinquantennio prima. L'ultima immagine della città caratterizzata da orti e giardini privati fu la veduta Lafrery del 1566, bastarono sei decenni per saturare tutto il centro antico della città con strutture conventuali e congestionare l'edilizia cittadina come si vide nella successiva veduta di Alessandro Baratta del 1629. I giardini vennero quindi ceduti agli ordini monastici dai nobili come impegno personale della casata al fine di ingraziarsi il capitolo cittadino degli stessi per potersi permettere l'ingresso nelle file degli adepti religiosi maschili e femminili e consolidare così anche un legame stretto con l'aristocrazia religiosa romana, attraverso la progressiva promozione dei rampolli a priori, vescovi e addirittura cardinali.
L'architettura della controriforma era caratterizzata principalmente da fabbriche dotate di chiese esterne alla struttura conventuale che comunque era legata attraverso passaggi laterali e/o posteriori negati alla popolazione dei fedeli, in genere collegati alla zona presbiteriale, oppure alle spalle dell'altare maggiore. L'idea dei portici proposti da San Carlo Borromeo a Napoli venne assorbito nella composizione spaziale delle facciate sin dalla metà del Cinquecento e continuata nella stagione barocca, le prime composizioni a portico furono le chiese di San Gregorio Armeno,  il Gesù delle Monache, Regina Coeli e la scarna facciata di Sant'Aniello a Caponapoli. Inoltre esse presentarono la questione dell'isolamento dello spazio sacro dal suolo cittadino con scalinate più o meno accentuate, problema legato anche all'orografia cittadina; le cappelle vennero ricavate all'interno dell'estensione massima della facciata al fine di contenere la planimetria all'interno dello sviluppo perimetrale della muratura; in diversi casi le chiese napoletane del secondo Cinquecento ebbero coperture in legno intarsiato, limitando l'impiego di volte in muratura agli absidi, transetti e cupole.

#### Gesuiti e teatini

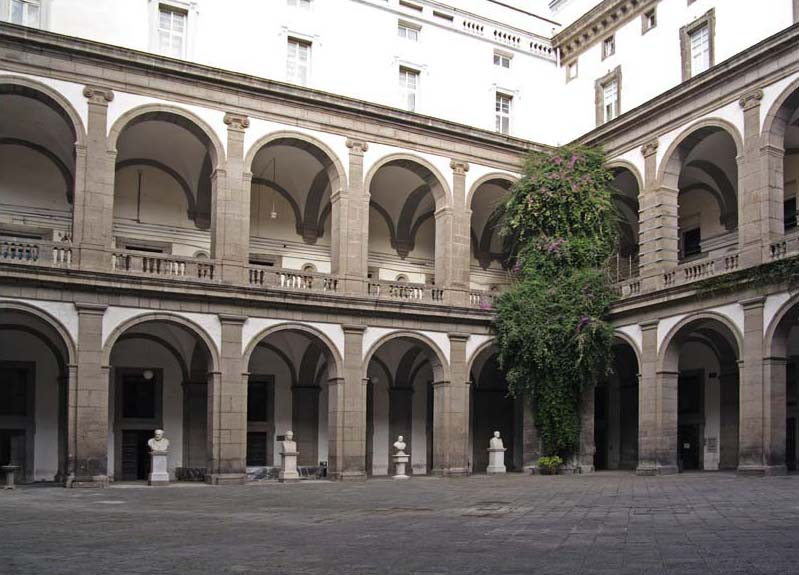
Il cortile del Salvatore, già collegio massimo

L'attività edilizia della stagione post-tridentina divenne il cardine per l'espansione di ordini religiosi nati proprio in questa fase storica. Organizzati militarmente, i gesuiti e i teatini, insieme all'ordine di girolamini, costituirono le basi per l'indottrinamento capillare nei principali stati europei e per quanto riguarda i gesuiti anche al livello mondiale guidando tra Cinquecento e Seicento le conversioni forzate degli indios americani e nell'estremo oriente tra Cina e Giappone. Gesuiti e teatini incorporavano all'interno dei loro ordini religiosi anche luoghi di formazione culturale, come i famosi collegi gesuiti, dove avveniva oltre all'istruzione anche l'indottrinamento religioso il cui scopo teleologico era quello di formare nuovi religiosi pronti a diffondere gli insegnamenti di Sant'Ignazio di Loyola e San Gaetano da Thiene. All'interno di tali collegi tra le materie insegnate vi erano la matematica, la geometria e l'architettura, discipline base per la pratica edilizia atta a formare i religiosi-architetti che si occupavano delle case dell'ordine.
Ad insediarsi nella capitale del viceregno di Napoli vi furono dapprima i Teatini che stabilirono, nel 1538, grazie all'arcivescovo Carafa, la propria sede nella basilica Basilica di San Paolo Maggiore. Ad essi seguirono i gesuiti che si stanziarono a partire dal 1554, presso gli attuali locali della sede centrale dell'Università Federico II. 
Ad attivarsi per il programma edilizio furono per primi i gesuiti che, per necessità d'officio, incaricarono l'architetto Giovanni Tristano da Ferrara a progettare ed edificare quello che venne considerato il primo nucleo della presenza gesuitica a Napoli: il Gesù Vecchio e il relativo Collegio Massimo dei gesuiti in città. La figura di Tristano nelle vicende architettoniche dell'ordine risultò abbastanza marginale per il suo breve soggiorno, dal mese di ottobre del 1558 all'aprile del 1560. Le sue decisioni furono significative per il modello di chiesa controriformistica da introdurre all'interno delle mura cittadine e nei suoi dintorni, come per il collegio gesuitico di Nola all'interno del Palazzo Orsini. Dopo la partenza del Tristano venne incaricato, nel completamento delle fabbriche già avviate, Giovanni de Rosis. Trascurato dalla critica architettonica, il suo contributo all'evoluzione delle architetture religiose dell'ordine lo inseriscono di diritto tra i principali architetti promotori dell'edilizia gesuitica. Dopo una prima formazione presso il Collegio Romano, sotto la guida del Tristano, nel 1565 si trasferì nel Collegio di Nola dove dal 1568 al 1570 progettò e diresse i lavori della Chiesa del Gesù della città dei gigli. L'interno, in pieno rigore controriformistico, è caratterizzato da un'aula centrale con tre cappelle laterali, i cui prospetti interni vengono impostati secondo un ordine gerarchico preciso con la cappella centrale più alta; nell'insieme ripropongono uno schema che ricorda l'arco trionfale. La facciata, molto semplice nell'impostazione, è a due livelli con marcapiano e timpano di chiusura; al primo, trattato completamente in pietra, si apre il portale affiancato da quattro nicchie sormontate da finestre cieche; al secondo un finestrone con timpano arcuato allineato al portale. La composizione ricorda una formazione avvenuta osservando il linguaggio sangallesco presente a Roma e molto imitato fino alla metà del secolo. Divenne "architectus provinciae" occupandosi tra l'altro del Collegio massimo napoletano con la rielaborazione del progetto del Tristano per il repentino accrescimento dei suoli edificatori acquisiti nell'arco di dieci anni dall'insediamento; progettò il Collegio di Catanzaro nel 1571 e il Chiesa del Gesù di Lecce con una facciata derivata parzialmente dal modello nolano e dal Gesù di Roma. Nel 1575 lasciò il Regno di Napoli per far ritorno alla Casa professa generale per sostituire, dopo la dipartita del Tristano, l'incarico di "consiliarius aedificiorum". Al De Rosis subentrò nelle fabbriche del Regno Giuseppe Valeriano, anch'egli gesuita. Venne inviato a Napoli come consulente nella costruzione del Collegio massimo di Napoli. I ritardi per la messa in opera del progetto furono legati a questioni di natura economica dell'Ordine e solo dal 1605, dieci anni dopo la morte del progettista, videro la luce. Il disegno del Cortile del Salvatore rimase fedele alle indicazioni definite dal Valeriano anche a seguito delle revisioni in fase esecutiva dell'idea originaria.. Il cortile napoletano presenta richiami, nell'organizzazione del portico continuo e del loggiato sovrastante, con quello del Collegio Romano. Le sostanziali differenze sono legate alla dimensione ridotta del cortile del Collegio napoletano e ad un'applicazione diversa degli ordini architettonici, toscano al portico e ionico al loggiato. Ciò consentì all'insieme una giusta compostezza delle proporzioni architettoniche. Il capolavoro del Valeriano resta il Gesù Nuovo, realizzato nell'area di sedime del palazzo rinascimentale dei Sanseverino, conservandone solo la facciata. Per il motivo di occupazione delle aree di sedime del precedente edificio, Valeriano propose un modello planimetrico divergente da quello adottato dalla maggioranza delle fondazioni gesuitiche basate sul Gesù di Vignola. La croce greca allungata, presentata per la nuova casa partenopea, mostra delle analogie con l'organizzazione planimetrica e spaziale del Gesù di Genova progettata dallo stesso architetto. Allo stesso modo entrambi gli interni, secondo Anthony Blunt, sono di straordinaria spaziosità e limpidezza. Da indicazioni inviate da Roma, la chiesa in origine non presentava decorazioni in marmo limitando l'uso del solo piperno alle basi e alle trabeazioni delle paraste e intonaco bianco al resto per i principi dettati dalla controriforma.

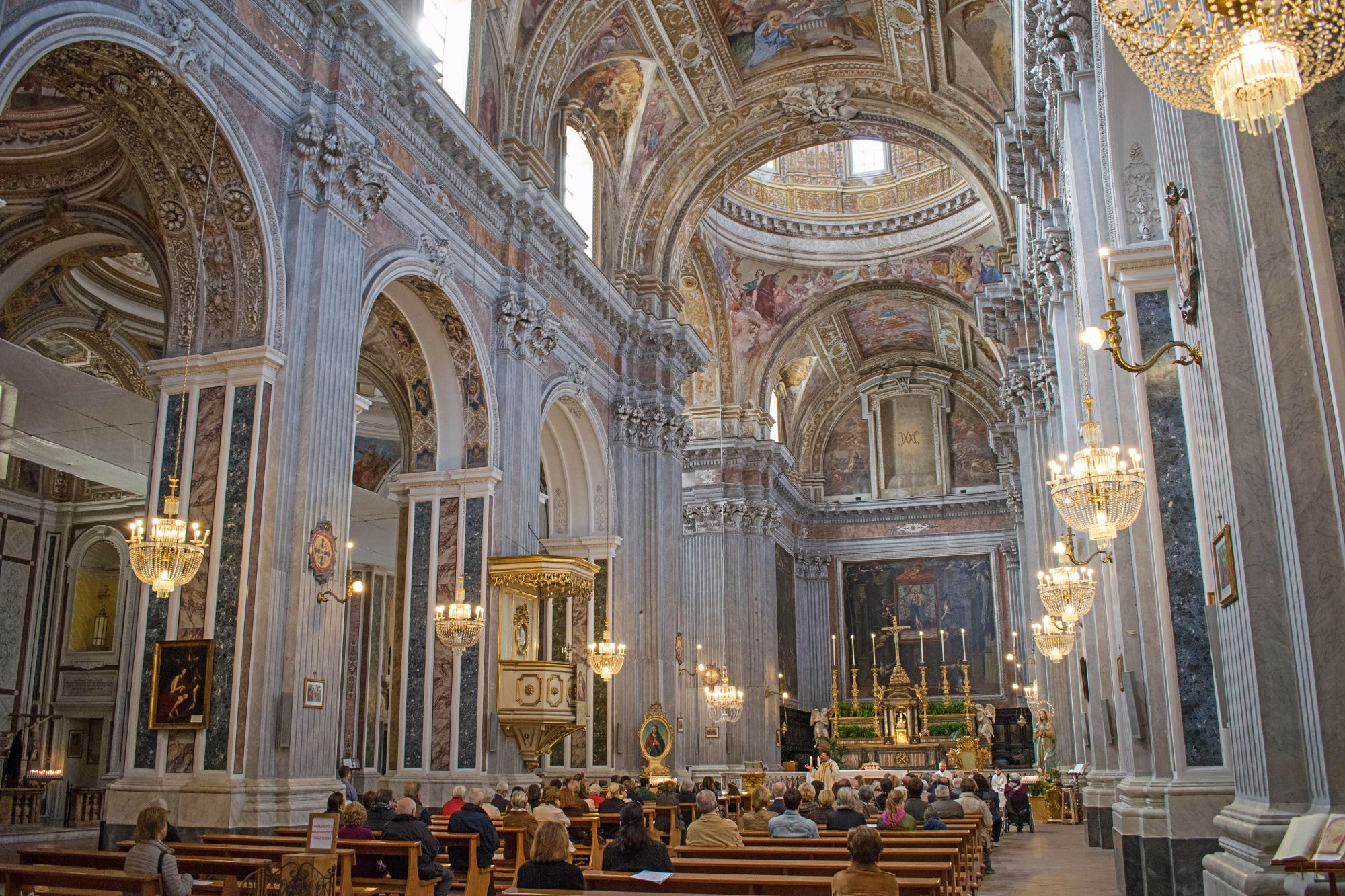
Interno di Santa Maria degli Angeli

Sul versante dell'ordine teatino il principale protagonista fu Francesco Grimaldi. La formazione architettonica risulta tutt'oggi ignota, ipotizzando un apprendistato nella stessa città capitolina per la sua approfondita conoscenza dei modi vignoleschi. Il suo soggiorno certo a Roma avvenne tra il 1588 e il 1598 per la progettazione e costruzione della Basilica di Sant'Andrea della Valle, insieme a Giacomo Della Porta. Per il resto della sua vita l'attività di architetto venne svolta presso la casa dei Teatini di Napoli dove ebbe opportunità di progettare la nuova Basilica di San Paolo Maggiore, i cui progetti vennero redatti tra il 1581 e il 1583 e portati a termine dal Cavagna per l'avvenuto soggiorno romano. Nonostante le alterazioni avvenute in età barocca e rococò, l'impianto architettonico cinquecentesco della chiesa permane nell'impostazione, particolarmente sofisticata, delle sequenze spaziali. Il Grimaldi apportò una variazione al modello imposto dai gesuiti attraverso il progetto di Vignola della propria chiesa organizzato su una semplice scansione di arcate in sequenza. Il modello di riferimento potrebbe assimilarsi alla travata ritmica di albertiana memoria, già adottata magnificamente dal teorico quattrocentesco in Sant'Andrea a Mantova e in seguito copiata e riproposta da Bramante nel Cortile del Belvedere e da Sebastiano Serlio, quest'ultimo attraverso il suo trattato di architettura possibile ispiratore diretto del Grimaldi. L'organizzazione delle partiture interne della navata principale è organizzata in modo del tutto originale, essa non segue la linea perimetrale dell'invaso ma si spezza nei punti di apertura degli archi di passaggio alle navate laterali, lasciando lo spazio libero per l'inserimento di decorazioni pittoriche. La configurazione compositiva dell'ordine architettonico frammentato e limitato solamente al modulo minore della navata regala un'inusuale articolazione plastica che non trova parallelismi neanche nella Roma di fine Cinquecento. Di ritorno da Roma, nel 1600 si occupò della costruzione della Basilica di Santa Maria degli Angeli a Pizzofalcone. Anche in questa chiesa il Grimaldi interpretò secondo una propria sensibilità concetti già introdotti dai gesuiti come il senso di spazialità concepito dal Valeriano per il Gesù Nuovo. Inoltre per aumentare il senso di fluidità dell'invaso adottò licenze nell'applicazione degli ordini architettonici trasgredendo l'applicazione da manuale degli stessi. Il tema delle paraste raggruppate viene ripreso dal progetto romano di Sant'Andrea, ma con un tono maggiormente accentuato e chiaroscurale. Sul finire della carriera approntò il progetto della casa dei Teatini nei pressi dell'arcivescovado, la chiesa dei Santi Apostoli, continuata dopo la sua morte da altri e la Chiesa di Santa Maria della Sapienza, dove riprese il motivo della travata ritmica.

### La crisi dell'edilizia civile

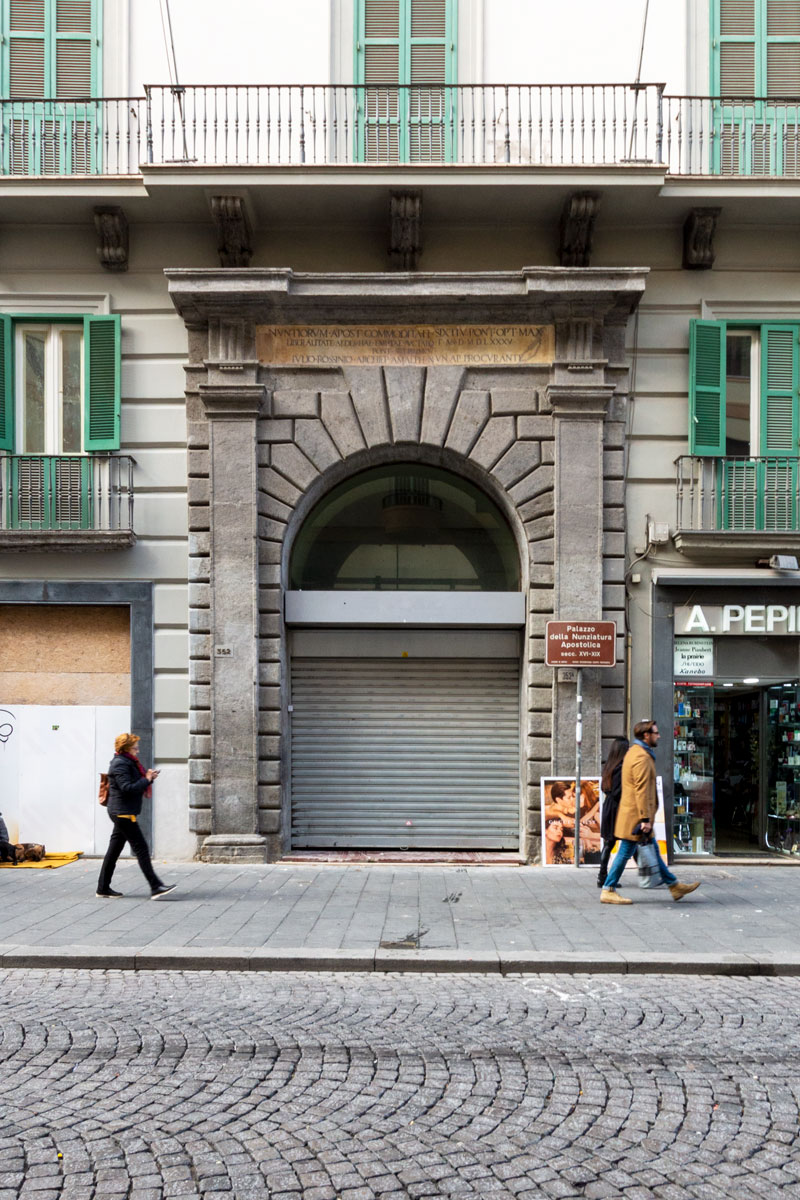
Portale cinquecentesco del palazzo del Nunzio Apostolico

La prima metà del secolo, in seno al classicismo cinquecentesco, l'edilizia civile raggiunse il suo massimo sviluppo linguistico fino agli anni Quaranta del secolo. L'avvento della controriforma e il rapido inurbamento all'interno della murazione vicereale dei nobili che fino a quel momento vivevano nei feudi furono la causa dell'abbassamento della qualità dell'edilizia civile. La metà del secolo rappresenta per Napoli un periodo di stasi. La mutata condizione politica del regno, e in particolare della città di Napoli, condusse il viceré Don Pedro di Toledo ad occuparsi di questioni più impellenti della fabbricazione di nuovi edifici.
In questo momento storico la fabbricazione di palazzi non divenne più prerogativa degli architetti, se non per le grandi commissioni di stato, e che preferirono impiegare la loro creatività al servizio della controriforma e alla rifondazione di antichi monasteri. I piccoli palazzi sorti a partire dalla metà del secolo furono caratterizzati da un impoverimento compositivo significativo legato indissolubilmente alla rapidità esecutiva di questi capomastri-architetti che popolavano la città. Alle ricercatezze mormandee si preferivano facciate semplici, raramente scandite da ordini architettonici e da cornici marcapiano, che concedevano alla decorazione solamente le cornici in piperno delle finestre e dei portali a tutto sesto; questi nei casi di maggior complessità erano caratterizzati da una cornice in bugne di piperno, o piperno e marmo, oppure da un'intelaiatura di ordine architettonico come nel caso del portale cinquecentesco dell'ex palazzo del Nunzio Apostolico in via Toledo.

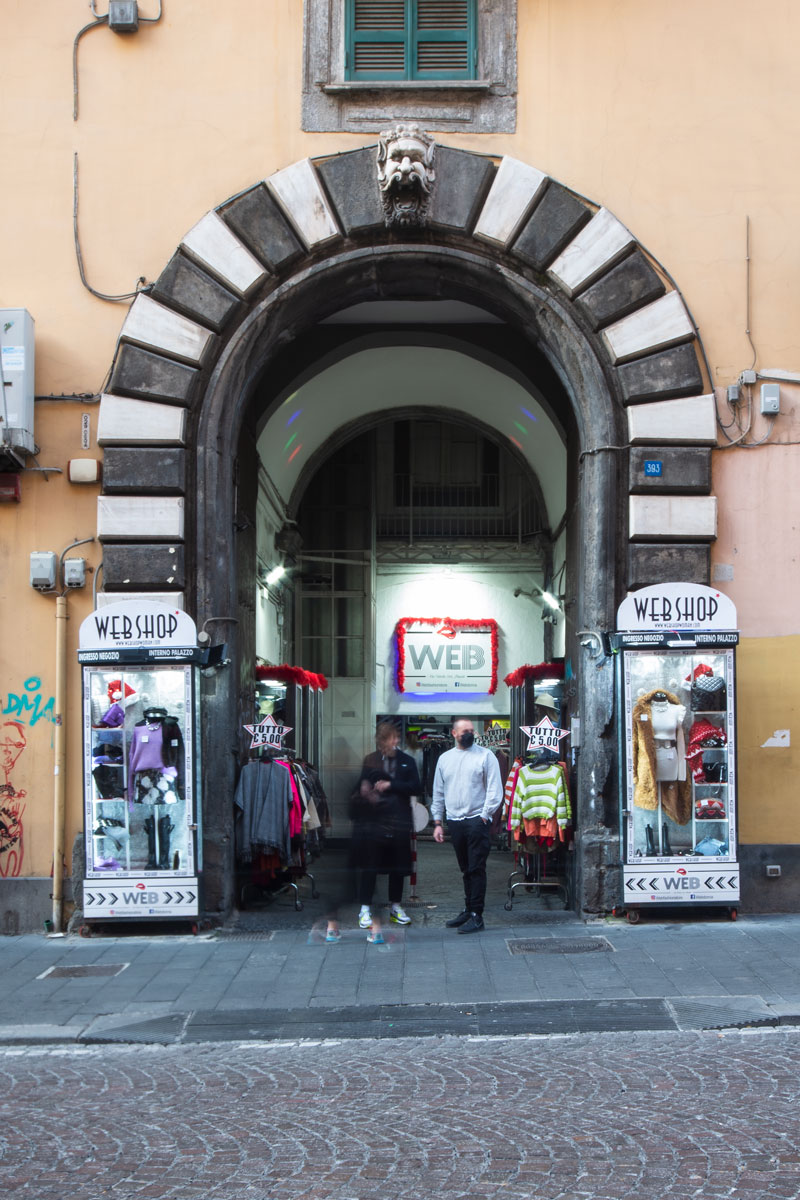
Portale cinquecentesco a bugne alterne in piperno e marmo in Via Toledo

La metà del cinquecento segnò anche l'introduzione di una nuova tipologia residenziale che caratterizzò lo sviluppo architettonico di vaste porzioni della città vicereale come i neonati Quartieri Spagnoli, la città bassa del porto e via Lavinaio e tutte le aree a nord sorte fuori le mura della città come il Borgo Sant'Antonio, i Miracoli, i Cristallini, il Rione Sanità, la collina di San Potito nella sua parte più alta e Materdei. La casa palaziata identifica un modello residenziale tipo delle classi artigiane,  imprenditoriali e burocratiche al servizio della Corona di Spagna che all'epoca iniziarono a diffondersi e ad accumulare significative ricchezze tali da poter auto fabbricarsi la propria abitazione.
Nel secondo Cinquecento si contavano già 200.000 abitanti nella sola città ampliata dal viceré, il doppio della popolazione presente ad inizio del secolo, senza contare la popolazione residente nei borghi costituitisi al di fuori delle mura. La conseguenza strettamente collegata a questa impennata demografica fu la penuria dei suoli edificatori, ormai ad appannaggio dei grandi ordini monastici nell'ottica espansiva post-tridentina nel tentativo, riuscito, di fare insula all'interno della città murata, e più tardi anche nei territori esterni alla cinta, togliendo inevitabilmente spazio per edificare palazzi con adeguate caratteristiche di comfort abitativo. La soluzione di ripiegare su un sistema a case palaziate per i ceti intermedi della società richiama in parte la logica dei lotti gotici nord-europei. L'abitazione si sviluppa in verticale su più livelli, generalmente due o tre livelli, collegati da un corpo scala laterale e con accesso indipendente. Al piano terra generalmente era collocata l'attività dell'abitante che alloggiava con la famiglia ai piani superiori; i piani destinati a residenza consistevano, nei casi più semplici, in un camerone comune che si ripeteva anche ai restanti. Non mancarono casi più complessi di case palaziate costituite da più unità aggregate e servite da corpo scala, in questi episodi si presentavano come piccoli palazzi a corte, ma differivano da questi per la presenza di una chiostrina comune dalle dimensioni di una piccola stanza e non più grande di venticinque metri quadrati, utile ad arieggiare gli ambienti con un effetto camino. I portali di queste abitazioni presentavano temi piuttosto semplici, anche per le esigue dimensioni dell'elemento stesso che non raggiungevano i toni monumentali dei palazzi nobiliari posti nelle strade più in vista, l'accesso dava direttamente ad un piccolo androne pedonale non adatto all'ingresso con carrozze.
Nel corso dei decenni successivi le case palaziate divennero oggetti di fusioni immobiliari con le proprietà adiacenti che venivano acquistate dalla piccola nobilita di toga per dotarsi di abitazioni più accoglienti ma a cifre non esorbitanti e per creare una tipologia residenziale di rendita attraverso il fitto dei locali a persone bisognose. La gran parte degli artisti napoletani del periodo possedette case palaziate con la propria bottega al piano terra e in alcuni casi anche dotate di piccoli giardini privati. Un esempio ci viene fornito dalla perizia della fine del Seicento stilata da Arcangelo Guglielmelli di una casa palaziata con giardino appartenuta alla fine del Cinquecento allo scultore Michelangelo Naccherino e in seguito donata ai domenicani della Sanità.

### Le committenze di Stato: Domenico Fontana, Giovan Battista Cavagna e la romanizzazione dell'architettura

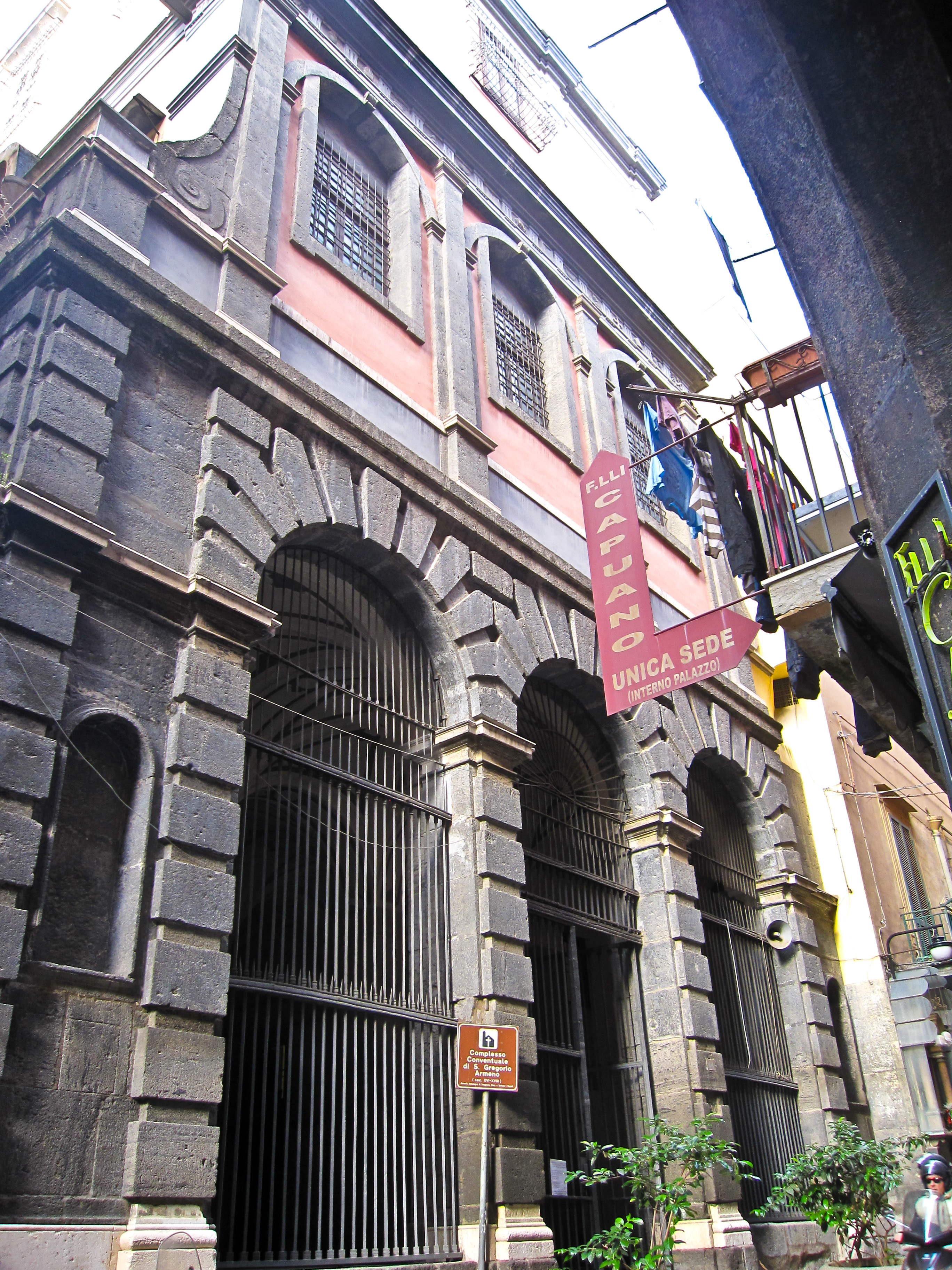
Facciata cinquecentesca della chiesa di San Gregorio Armeno

Intorno alla metà del secolo si facevano arrivare numerosi artisti che venivano dalle diverse zone dell'Italia, con particolare attenzione a quelli centro-settentrionali. Tra gli architetti più rappresentativi dell'ultimo scorcio del secolo figurano Giovan Battista Cavagna e Domenico Fontana. Entrambi impegnati in quelle che potrebbero essere definite committenze di Stato al servizio del viceré.
La figura del Cavagna venne attestata a Napoli in due lunghissimi soggiorni: dal 1572 al 1577 e ad un secondo datato tra il 1591 e il 1605.  Architetto non particolarmente versato in creatività da poter personalmente inventare personali schemi compositivi, risultò fondamentale nel passaggio e nell'introduzione di modelli che contemporaneamente si diffondevano in ambiente romano. Nella sua formazione, per l'appunto di ambiente capitolino, sono ravvisabili elementi desunti dal linguaggio della prima stagione manierista raffaellesca e peruzziana, aggiornata ai modi delle più recenti teorie di Vignola e alle derive michelangiolesche di Giacomo Della Porta.
Il primo soggiorno partenopeo fu incentrato alla ricostruzione di Chiesa di San Gregorio Armeno secondo i dettami della controriforma. I documenti dell'epoca riferiscono al Cavagna solamente alla chiesa sulla pubblica via. La chiesa, sebbene ricoperta da una fastosa epidermide barocca, conserva ancora l'ossatura cinquecentesca del Cavagna. L'originaria decorazione doveva rispettare i canoni tridentini con un semplice registro in piperno e superfici intonacate, di chiara reminiscenza toscana. La facciata, di chiara foggia vignolesca, al piano terra è impostata su una teoria di arcate che annunciano il vestibolo di accesso e le cui superfici sono trattate con la bicromia del piperno e del marmo attraverso un gioco chiaroscurale incrementato dall'uso di superfici ruvide e bugnate. Il piano superiore, che accenna alla sequenza di arcate sottostanti, si aprono le finestre del coro con una semplice cornice in piperno ed inquadrate dall'ordine dorico. Con molta probabilità la facciata superiormente doveva concludersi con un timpano triangolare nella più classica tradizione architettonica dell'ambiente romano.
Il secondo soggiorno, più lungo, svoltosi nell'arco di quattordici anni, fu quello più corposo per l'architetto romano. In questo secondo capitolo professionale nella capitale vicereale il Cavagna assunse anche ruoli di prestigio all'interno delle committenze di stato, entrando in competizione con Domenico Fontana per alcuni incarichi. Chiamato nel 1591 per la sistemazione del coro della Chiesa di Sant'Anna dei Lombardi che riprese i modi e i temi dell'architettura classica romana come nell'adozione di un arco trionfale con volta a lacunari per definire il nuovo spazio presbiteriale. L'opera più rappresentativa di questo secondo soggiorno resta inevitabilmente Monte di Pietà. L'opera iniziata sul finire del secolo, intorno al 1597, resta l'edificio più "romano" della città nella sua attitudine urbana e linguistica. In termini urbani, la costruzione manifesta proporzioni e dimensioni che non sono apprezzabili in una strada di larghezza limitata, necessitando di uno spazio antistante maggiormente rappresentativo per ammirare la composizione nella sua interezza, aspetto verificabile solamente per gli edifici più importanti romani come ad esempio Palazzo Farnese relazionato alla propria piazza. Il palazzo del Monte di Pietà è caratterizzato da un blocco compatto rivestito in blocchi di piperno e da un programma decorativo dei fronti molto asciutto. La fascia basamentale è conclusa da un motivo a ricorrente che funge da appoggio alle finestre del piano terra. Il tema del cancorrente molto probabilmente è ripreso dalle fabbriche del primo cinquecento di Bramante e Raffaello Sanzio, come in Palazzo Alberini. Al piano nobile, caratterizzato da una ripartizione ritmica di paraste senza ordine architettonico definito, è dotato di finestre a timpani alterni molto pronunciati. La lezione del Vignola si evince notevolmente nel portale d'ingresso al Monte di Pietà che ricorda il portale di Palazzo Farnese a Caprarola, con leggere varianti al modello archetipico. Notevole è il vestibolo di ingresso, organizzato in tre navate suddivise da possenti pilastri in piperno, di dimensioni colossali che non ha eguali ne in città e neanche nel resto della penisola; esso immette alla corte del palazzo dove sul fondo si trova la piccola cappella del Monte di Pieta. 
La facciata di questa, che ritrova similitudini in città con la Chiesa di Santa Maria della Stella alle Paparelle edificata ottanta anni prima e forse più plausibilmente con la facciata della Chiesa di Sant'Andrea del Vignola. L'interno della piccola cappella si manifesta come un ambiente organizzato organicamente secondo il linguaggio manierista raffaellesco, caratterizzato dall'uso della decorazione grottesca in rilievo e arricchito dalla presenza di affreschi di Belisario Corenzio e tele di Girolamo Imparato, Ippolito Borghese e Fabrizio Santafede. La fluidità degli spazi interni anticipano le dinamiche compositive degli ambienti liturgici del secolo successivo, preannunciando il barocco.
Contemporaneamente al Monte di Pietà assunse incarichi di prestigio come la realizzazione delle fosse del grano e diversi lavori come ingegnere regio nelle provincie. La sua carriera si concluse con uno scontro a colpi di libelli nei confronti di Fontana, attaccando inutilmente il progetto del Palazzo Reale di Napoli pensato dall'architetto ticinese. Il Cavagna si ritirò dalla scena napoletana dopo gli eventi e la preferenza del Fontana, architetto di maggior prestigio già al servizio del Papa, presso la corte vicereale.
Domenico Fontana arrivò a Napoli intorno al 1594 e si stabilì con fissa dimora fino alla data di morte. Egli dopo la morte del suo protettore, Papa Sisto V, ebbe notevoli difficoltà ad esercitare il proprio potere come ingegnere papale per l'ardua resistenza dei suoi detrattori. Nella capitale vicereale ebbe, grazie ai suoi servigi nella città eterna, sin da subito la nomina di ingegnere regio. La carica gli garantì lavori di un certo prestigio in ambito delle infrastrutture idrauliche, quali Regi Lagni e diversi acquedotti come il Canale Conte di Sarno. Come architetto si occupò alla fine del secolo della costruzione di due importanti edifici: il Palazzo Reale e il Palazzo degli Studi, nonché di opere minori sparse per il regno. Come per il Cavagna, anche la figura di Fontana appare ridimensionata nel suo bagaglio creativo, infatti l'opera più rappresentativa dell'architetto ticinese, il palazzo reale, presenta forti analogie con la facciata di Villa Peretti Montalto; similmente il cortile monumentale del palazzo è articolato sulla falsariga di quello del Palazzo Laterano con minime variazioni per quanto riguarda le quattro arcate cardinali ad arco ribassato per consentire agevolmente alle carrozze di eseguire manovre tra le sequenze di archi del portico.
Il Palazzo degli Studi mostra spunti di maggiore originalità, nonostante gli ampliamenti e le alterazioni sette-ottocentesche. L'edificio, in origine ad un solo piano, tranne per il corpo centrale che presenta un'ulteriore piano, è articolato intorno a due cortili simmetrici collegati da un corpo trasversale a tre navate che si conclude con un'esedra, un tempo aula magna per le lezioni dell'università di Napoli. Il coronamento, come per il palazzo Reale, fu affidato un motivo caro al Fontana di alternare piccoli obelischi e urne. Interessante è l'uso dell'ordine rustico adottato per il portale laterale e l'impiego di finestre inginocchiate al piano terra, motivo compositivo estremamente raro a Napoli nell'architettura del periodo.
Incerte sono le attribuzioni su alcune opere compiute a Napoli e fuori. Secondo Agostino Basile, storico ottocentesco giuglianese, il progetto per la nuova chiesa di Santa Sofia di Giugliano in Campania secondo una disposizione analoga alla Basilica di Sant'Andrea della Valle è attribuibile all'architetto ticinese, informazione confermata anche da Bernardo De Dominici nel secolo precedente.

### Giovanni Antonio Dosio: una sintesi tra le esperienze cinquecentesche toscane e il linguaggio michelagiolesco

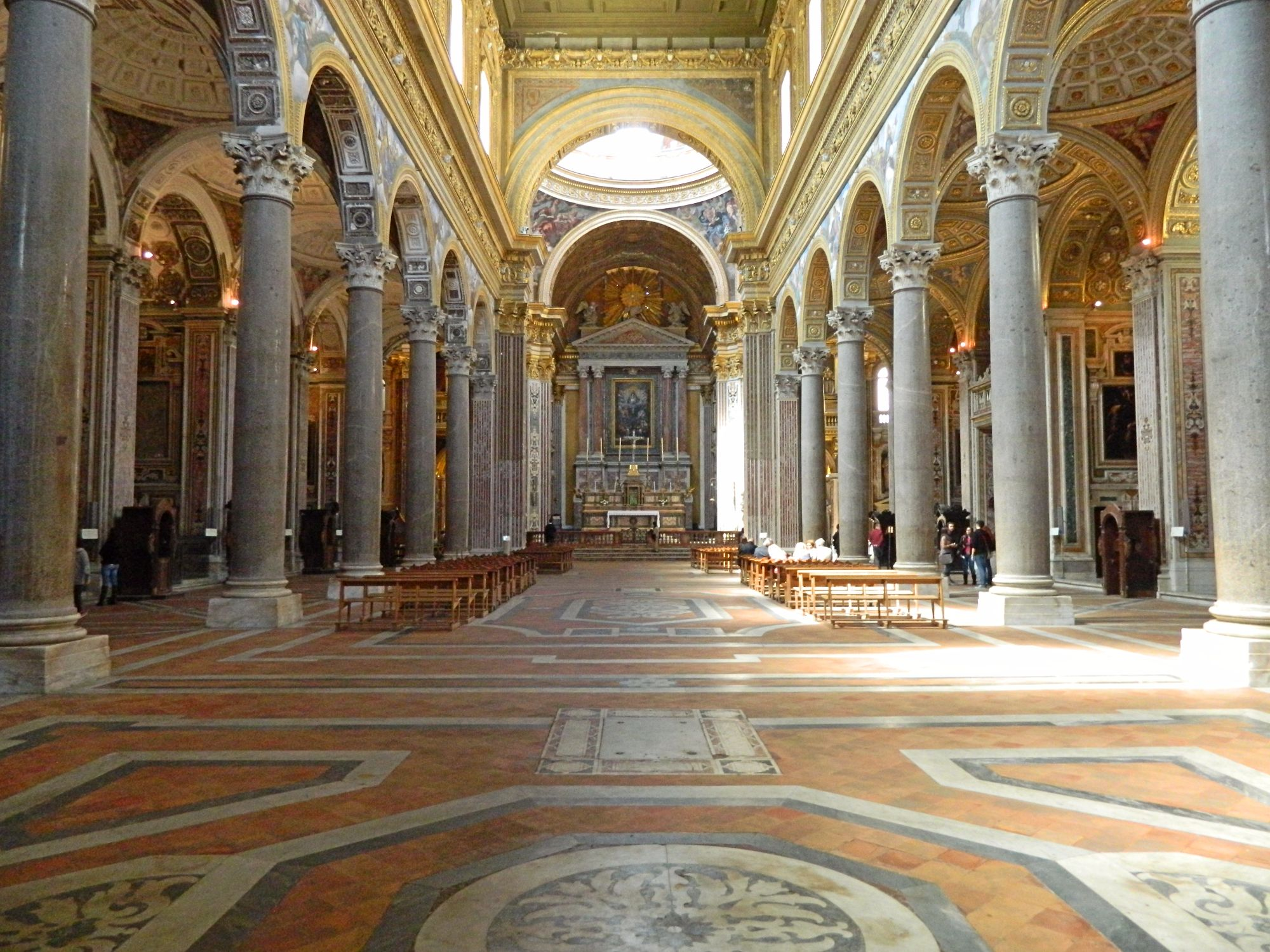
Interno cinquecentesco della Chiesa dei Girolamini

Insieme a Fontana e al Cavagna, il terzo protagonista del rinnovamento architettonico di fine secolo fu anche Giovanni Antonio Dosio. La sua figura presenta tratti molto singolari configurandosi come un artista in grado di sintetizzare il classicismo della prima metà del secolo come in Palazzo Larderel a Firenze e le pulsioni più contemporanee del linguaggio di Michelangelo Buonarroti, riconoscibile nella Cappella Gaddi in Santa Maria Novella. Questo eclettismo stilistico confluì nella sua tarda esperienza napoletana creando uno stile tardo cinquecentesco antologico delle migliori esperienze pregresse.
L'architetto fiorentino, chiamato a in occasione del rinnovamento architettonico della Certosa di San Martino, voluto dal priore certosino Severo Turboli nei suoi mandati tra il 1583 e il 1597 e un secondo di più breve durata tra il 1606 e il 1607 e dalla Confederazione dell'oratorio di San Filippo Neri per la loro casa monastica nel cuore del centro antico della città. Da documentazioni storiche la presenza del Dosio nella capitale vicereale è attestata a partire dal 1590 proprio per i lavori della Chiesa dei Girolamini. L'impostazione della chiesa, unico esempio napoletano di interno a tre navate su colonne, risente dei riferimenti toscani quattrocenteschi derivate dal tipo modulare brunelleschiano impostato su un sistema archivoltato appoggiato direttamente sui capitelli che nelle navate laterali chiudono con piccole volte a vela e in quella centrale con copertura piana adornata con soffitto ligneo ornato. Lo stile inconfondibile dell'architetto fiorentino è riscontrabile nel lungo prospetto laterale della chiesa su vico Gerolomini. Esso, poco visibile per la limitata larghezza della strada che non consente una visuale d'insieme a colpo d'occhio, evidenzia la modularità compositiva della pianta attraverso una scansione regolare di archi ciechi, intervallati da grandi lesene corinzie in corrispondenza delle colonne interne, che raddoppiano impiegando l'escamotage dell'ordine binato nel punto di discontinuità del transetto. Il trattamento del fronte laterale ricorda un approccio assimilato nella sua formazione romana osservando le fabbriche in costruzione nel tardo-cinquecento.
Contemporaneamente iniziò la sua attività di rifacimento della Certosa di San Martino secondo canoni cinquecenteschi. Il programma architettonico e decorativo per il rinnovamento degli spazi certosini era basato sul massiccio impiego del rivestimento in marmo. Resti di questo programma decorativo sono i due pilastroni ai lati dell'altare maggiore risparmiati da Cosimo Fanzago nel suo programma. L'ingresso del Dosio presso il cantiere della Certosa è accompagnato dai maestri marmorari carraresi come Raymo Brigantino e Felice De Felice. Attraverso l'arte marmorea dei maestri carraresi venne introdotta per la prima volta la tecnica del marmo commesso a Napoli che ebbe enorme fortuna e qualità esecutiva in età barocca. La vivacità culturale della città consentì all'artista toscano di contaminarsi con il linguaggio vignolesco introdotto dal Cavagna attraverso probabili frequentazioni dei due architetti nei cantieri più rappresentativi della città. Analogie compositive degli spazi certosini si ritrovano anche nelle architetture toscane di Santi di Tito come i fronti traversali del Cortile dOnore della Certosa e la facciata di Villa San Michele a Doccia; le due facciate analogamente sviluppano il tema del porticato al piano terra, mentre al primo piano, in contrapposizione, una composizione a parete piena intervallata da una teoria di ordini architettonici slanciatati che incorniciano finestre - nel caso della certosa napoletana - e finestre e nicchie - nella villa toscana. Altri richiami al linguaggio di Santi di Tito sono rintracciabili nei prospetti interni del Chiostro dei Procuratori della Certosa, in particolare al sistema di arcate cieche del piano superiore del loggiato, che richiama la corte della Villa I Collazzi a Scandicci.

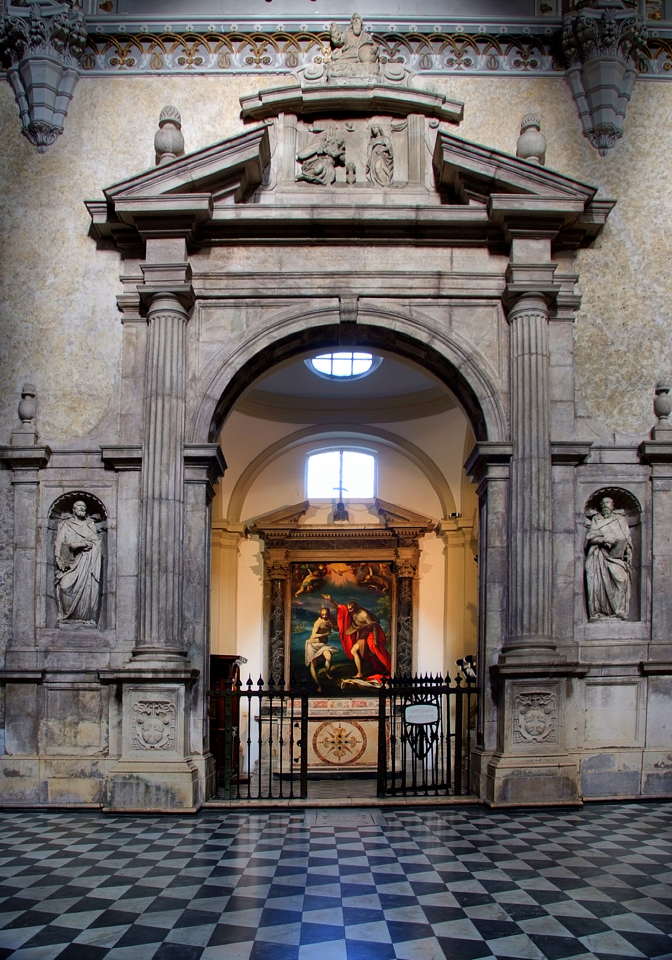
Cappella Brancaccio nel Duomo di Napoli

Il Chiostro grande della Certosa, nascosto dall'apparato decorativo in bardiglio e marmo di Carrara secentesco, conserva ancora le forme cinquecentesche impostate dall'architetto toscano. Lo spazio claustrale prende a riferimento l'ordine inferiore presente nella corte della villa di Scandicci, una sequenza di arcate che poggiano le reni direttamente sull'ordine dorico. Altro probabile influsso deriverebbe dal Chiostro di Michelangelo presso la Certosa di Santa Maria degli Angeli a Roma, edificato a partire dal 1565, periodo compatibile per il Dosio durante la sua esperienza romana. Come anche nel chiostro minore dei Gerolomini, anch'esso attribuito al toscano, si verificano le stesse matrici linguistiche rintracciabili nel riferimento architettonico presente nella certosa romana. In entrambi i chiostri Dosio seguì un modello introdotto da Michelangelo, e in seguito proposto da altri seguaci, dove il pilastro d'angolo delle arcate viene riprodotto similmente a quello romano.
Il richiamo sia a Michelangelo, che alle opere manieriste toscane, sono rintracciabili anche nell'apparato decorativo sopravvissuto alla ridecorazione fanzaghiana. Cinquecentesco è l'atrio della chiesa maggiore della certosa con un portale a sesti spezzati di derivazione michelangiolesca, come anche i fastigi in stucco laterali che richiamano il portale; la piccola Chiesa delle Donne che conserva ancora gli apparati decorativi dell'architetto toscano, come anche l'imponente portale in marmo e piperno di accesso al complesso certosino. Alla fase del Dosio risalgono anche i puteali dei due chiostri, che trovano analogie figurative con quelli della villa I Collazzi e con il puteale cinquecentesco della Basilica di San Pietro in Vincoli di attribuzione sangallesca. La critica ha attribuito al Dosio la teoria di finestre cieche dell'ordine superiore del chiostro, organizzate come terne intervallate da nicchie, sono caratterizzate da un'alternanza di timpani dalla forma triangolare e curvilinea, già impiegate in fabbriche dell'architetto a Firenze. In una dimensione meno monumentale venne ripreso lo stesso motivo nella teoria di edicole nella cappella del Tesoro della Basilica della Santissima Annunziata Maggiore. La riproduzione di tali modelli architettonici sono da rintracciare nella sua complessa formazione artistica e in particolare ad Antonio da Sangallo il Giovane e Raffaello da Montelupo nella facciata di Palazzo Crispo a Orvieto
Opere minori del Dosio sono la Cappella Brancaccio, nella Cattedrale di Napoli e il Palazzo del Boschetto a Caserta per la famiglia Acquaviva. Nella prima opera, datata tra il 1598 e 1599, denota un linguaggio di estrazione toscana della metà del secolo ibridato dall'imitazione dello stile antico derivato dallo studio diretto dell'architettura romana classica. Il palazzo casertano rappresenta una delle rare testimonianze della cittadina pre-borbonica. L'edificio conserva un'antologia di citazioni desunte da lavori precedenti osservati dall'architetto nel suo soggiorno romano e parzialmente rintracciabili anche nella Certosa di San Martino e nei Girolamini e fanno riferimento al linguaggio sangallesco di inizio secolo.

### Giovan Vincenzo della Monica, Cafaro Pignalosa e Cola di Franco: da maestri di muro ad ingegneri

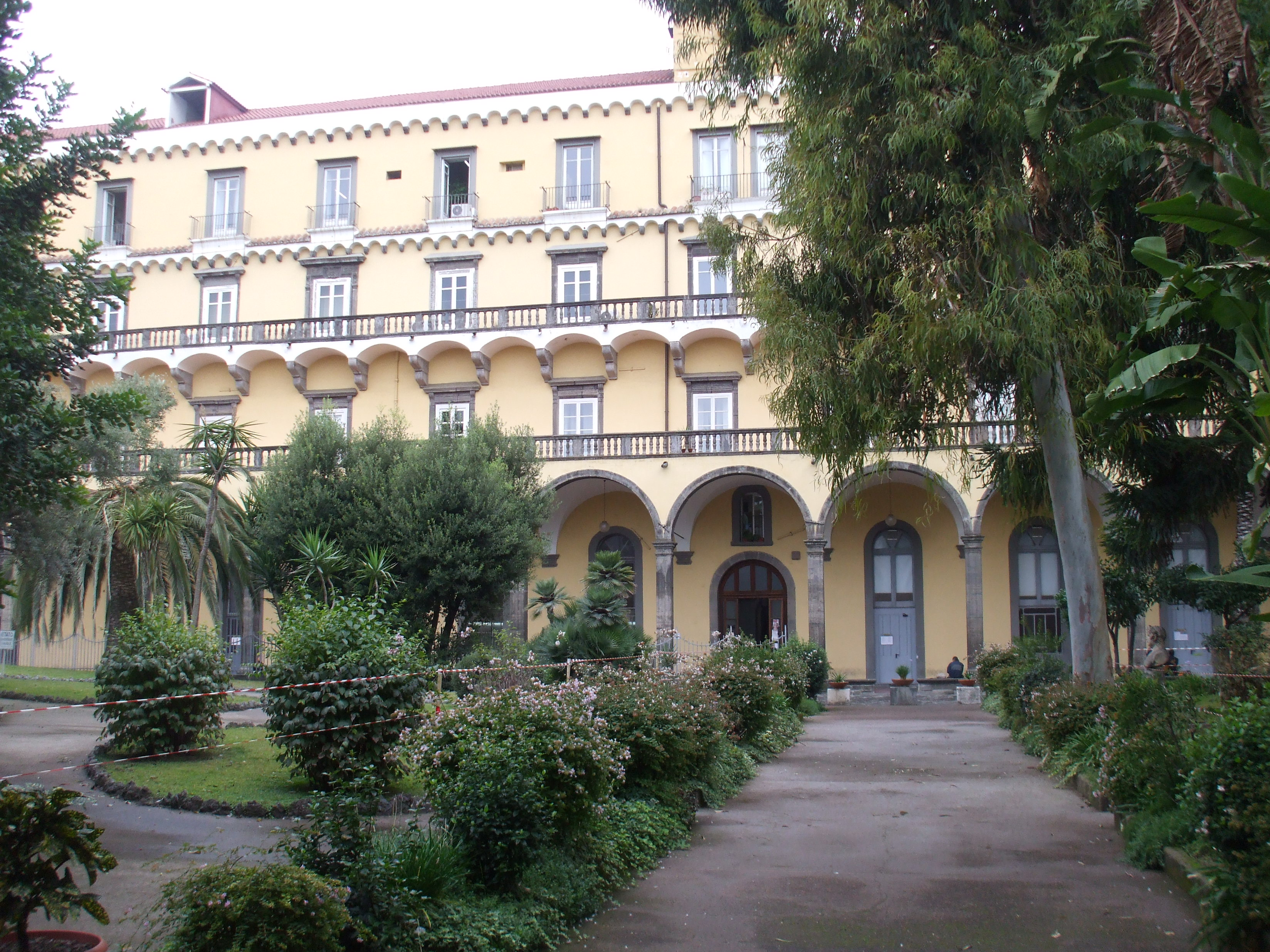
Chiostro di San Marcellino e Festo

La seconda metà del Cinquecento portò alla ribalta la figura dell'architetto-capomastro-appaltatore. La città, e il regno in generale, brulicava di queste figure professionali impegnandosi ad edificare maggiormente opere di rilievo relativo e di maggior semplicità esecutiva che non richiedevano ne il prestigio del nome artistico come per le committenze di stato e neanche un impegno economico di rilievo da giustificare. In seguito alle vicende della Controriforma, la proficua attività edilizia di riadattamento dei vecchi monasteri, e alle vicende di difesa delle coste dagli attacchi dei pirati ottomani con nuove opere di difesa e di collegamento infrastrutturale, la corporazione dei tagliamonti uscì dall'oblio di semplici esecutori acquisendo un maggior prestigio ed indipendenza creativa. La dimostrazione dell'importanza raggiunta è data dalla costruzione di opere a carattere ingegneristico come la strada che va da Napoli a Salerno estendendosi fino ad Eboli e realizzata tra il 1563 e il 1586 sotto la direzione di Rainaldo de Lamberto coordinando il lavoro di ben tredici ditte provenienti da Cava de' Tirreni.
Negli stessi anni fiorirono due nomi di rilievo nelle trasformazioni urbane della Capitale del viceregno: Giovanni Vincenzo Della Monica e Pignaloso Cafaro, entrambi cavesi. Il Della Monica fu una personalità piuttosto complessa da inquadrare tra le personalità, discendente da una prestigiosa famiglia cavese già attiva nel campo dell'edilizia e fregiata del titolo nobiliare di patrizi di Cava de' Tirreni sin dal Quattrocento dopo aver prestato fedeltà a Re Ferdinando I di Napoli durante la Battaglia di Sarno. Il prestigio e la ricchezza della famiglia favorì facilmente l'ascesa sociale del Della Monica nella capitale del viceregno, dove peraltro visse quasi per tutta la sua vita. È molto probabile che la sua formazione sia avvenuta sotto la guida di Giovanni Francesco Di Palma e che abbia collaborato a metà del secolo alla realizzazione della Chiesa dei Santi Severino e Sossio assumendo nelle produzioni successive un linguaggio derivato dal maestro ma meno gentile nei rapporti proporzionali. 

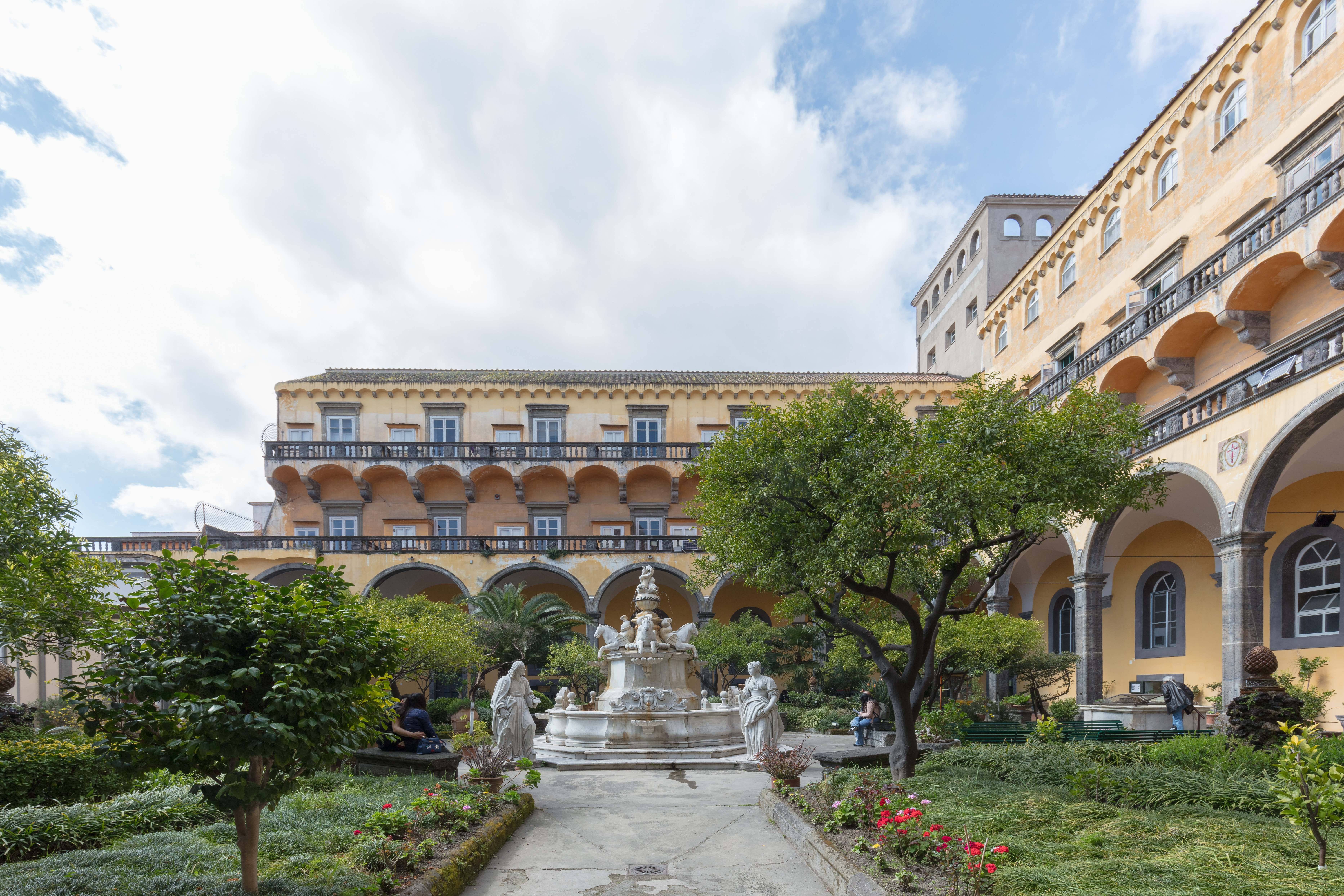
Chiostro di San Gregorio Armeno

Il suo nome cominciò ad emergere intorno agli anni Sessanta del Cinquecento – s'ignorano ancora gli estremi di nascita e di morte – in un sodalizio con l'architetto e ingegnere bresciano Benvenuto Tortorelli. Questi già progettista delle rampe di Pizzofalcone, oggi note con il nome di rampe Lamont Young e nel 1560 del coro ligneo, ancora in sito, di Santi Severino e Sossio. Nel 1565, i due ingegneri, progettarono insieme la costruzione del nuovo ponte sul Sele ad Eboli. A Napoli i due si resero noti per aver partecipato, insieme al banchiere genovese Nicolò Grimaldi, alla speculazione dei terreni edificatori intorno Palazzo Sanseverino dopo che il genovese lo rilevò tra le sue proprietà rivendendolo in seguito ai Gesuiti.
Il primo lavoro di prestigio per il Della Monica fu la riedificazione del Monastero dei Santi Marcellino e Festo dopo la soppressione dell'ordine Basiliano a seguito del Concilio di Trento che ammetteva il solo rito latino. A confermare la presenza dell'ingegnere cavese fu la stipula di una convenzione tra Della Monica e le suore Benedettine, nuove titolari del monastero. Per la costruzione, come indicato nella convenzione, fu affiancata la collaborazione di Giovan Francesco Di Palma. La lentezza di esecuzione dell'opera comportò inevitabilmente il trasloco temporaneo delle religiose presso una casa dell'ordine e per circa otto anni, dal 1582 al 1590 furono ospitate presso San Gregorio Armeno. La presenza, e l'intercessione, di Giovan Francesco Di Palma è dovuta alla fiducia che le benedettine gli riservano e tale aspetto è importante per comprendere determinate scelte e l'esecuzione dei lavori di trasformazione dei due monasteri. Egli fu chiamato per ammodernare anche il Convento di San Gregorio Armeno, anch'esso passato nelle mani benedettine dopo l'espulsione delle basiliane. Il chiostro, eseguito in concomitanza della chiesa sulla pubblica strada ad opera del Cavagna, fu commissionato per l'appunto al Della Monica che lo eseguì tra il 1572 e il 1577. Le scarse informazioni relative al suo operato non consentono una lineare ricostruzione dell'attività, notizie frammentarie del suo operato ci fanno comprendere che si mosse all'ombra del solco lasciato dal maestro, infatti nel 1581 lo si ritrova in Santa Maria Donnaromita per un tramezzo in piperno "de meczo de la chiesa". Nel 1586 venne interpellato come testimone in un processo a carico del monastero di San Gregorio Armeno e nel 1591 venne nominato ingegnere di corte.

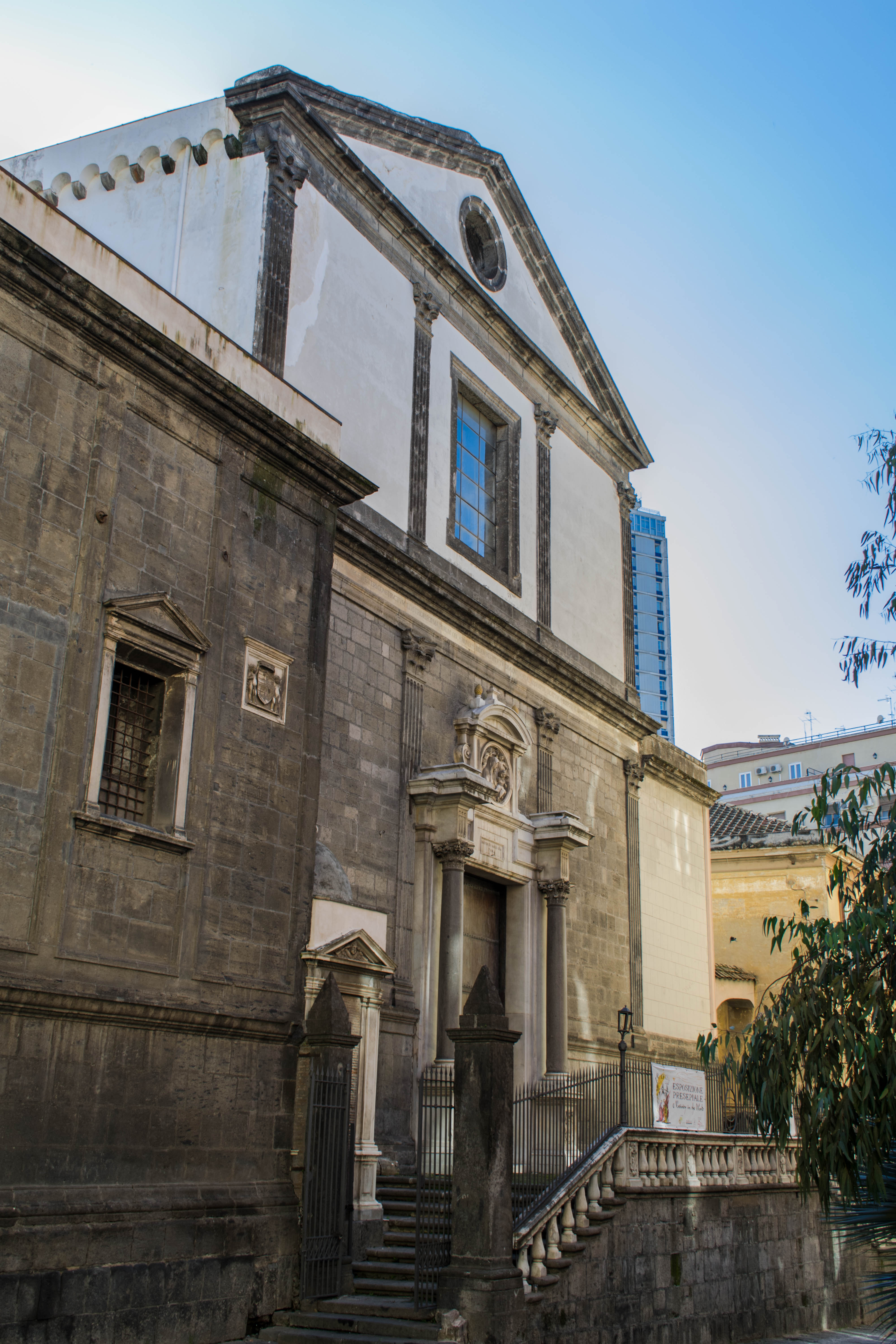
Facciata di Santa Maria la Nova

L'altro cavese presente negli stessi anni fu Pignaloso Cafaro, o Pignalosa secondo alcune fonti. Egli doveva essere più giovane del Della Monica. Le prime notizie relative alla sua attività risalivano alla costruzione del Duomo di Cava de' Tirreni che ebbe una lunga gestazione progettuale ed esecutiva dopo aver ricevuto l'autonomia dalla Abbazia di Cava nel 1513 attraverso l'atto di Papa Leone X. Al Cafaro Pignalosa fu, quindi, affidato il progetto della nuova chiesa, dietro garanzia della presenza in cantiere del padre, Giovan Giacomo Cafaro, e dell'approvazione del progetto da parte di Giovan Vincenzo Della Monica. La configurazione originaria allo stato attuale dell'edificio non è più dimostrabile per le successive modifiche ottocentesche. Con buona probabilità esso doveva presentare una facciata di sapore mormandeo come nella piccola Chiesa di Santa Maria della Stella alle Paparelle, il che lascia intendere un proseguimento per tutto il Cinquecento, ed in particolare nei centri periferici, di uno strisciante residuo manieristico dei modi del Mormando presso figure minori dell'architettura. Una valida presunzione teorica potrebbe addursi alla presenza del Della Monica come revisore del progetto della cattedrale cavese apportando modifiche al disegno originario, poiché questi era già attivo nella capitale vicereale insieme al Di Palma per il complesso di Santi Severino e Sossio. Contemporaneamente alla costruzione della cattedrale vennero commissionate nella sua stessa città d'origine come la Chiesa di San Pietro a Siepi, rifatta completamente in epoca barocca, la Chiesa dell'Annunziata, la piccola cappella di Santa Maria degli Angeli e San Michele Arcangelo. Attivo nei possedimenti della famiglia Caracciolo, in particolare a Brienza e Marsicovetere, nel 1571 eresse la Chiesa dell'Annunziata di Brienza e nel 1575 il Monastero di Santa Maria di Costantinopoli di Marsicovetere, oggi ridotto a rovina.
L'unica opera rintracciabile nella capitale vicereale è il primitivo impianto della Basilica dello Spirito Santo in Via Toledo. L'appalto per la nuova chiesa risale al 1572, è stato supposto un primo coinvolgimento del Della Monica nel cantiere, ma a partire dal 1580 il Pignalosa Cafaro subentrava al predecessore come progettista e costruttore dell'opera. Nella veduta di Alessandro Baratta del 1630 si evince di una chiesa caratterizzata da una facciata articolata su basamento, probabilmente in piperno, come per la chiesa di Donnaromita, sul quale si elevano due ordini di equivalente larghezza ritmati da una teoria di quattro lesene per ciascun livello con l'intercolumnio più ampio al centro dove a livello basamentale è ospitato l'attuale portale marmoreo di inizio Seicento. Il coronamento della facciata è lasciato ad un timpano triangolare con oculo centrale. La vicinanza tematica generale della facciata fa presupporre ad una influenza delle fabbriche religiose del Di Palma.

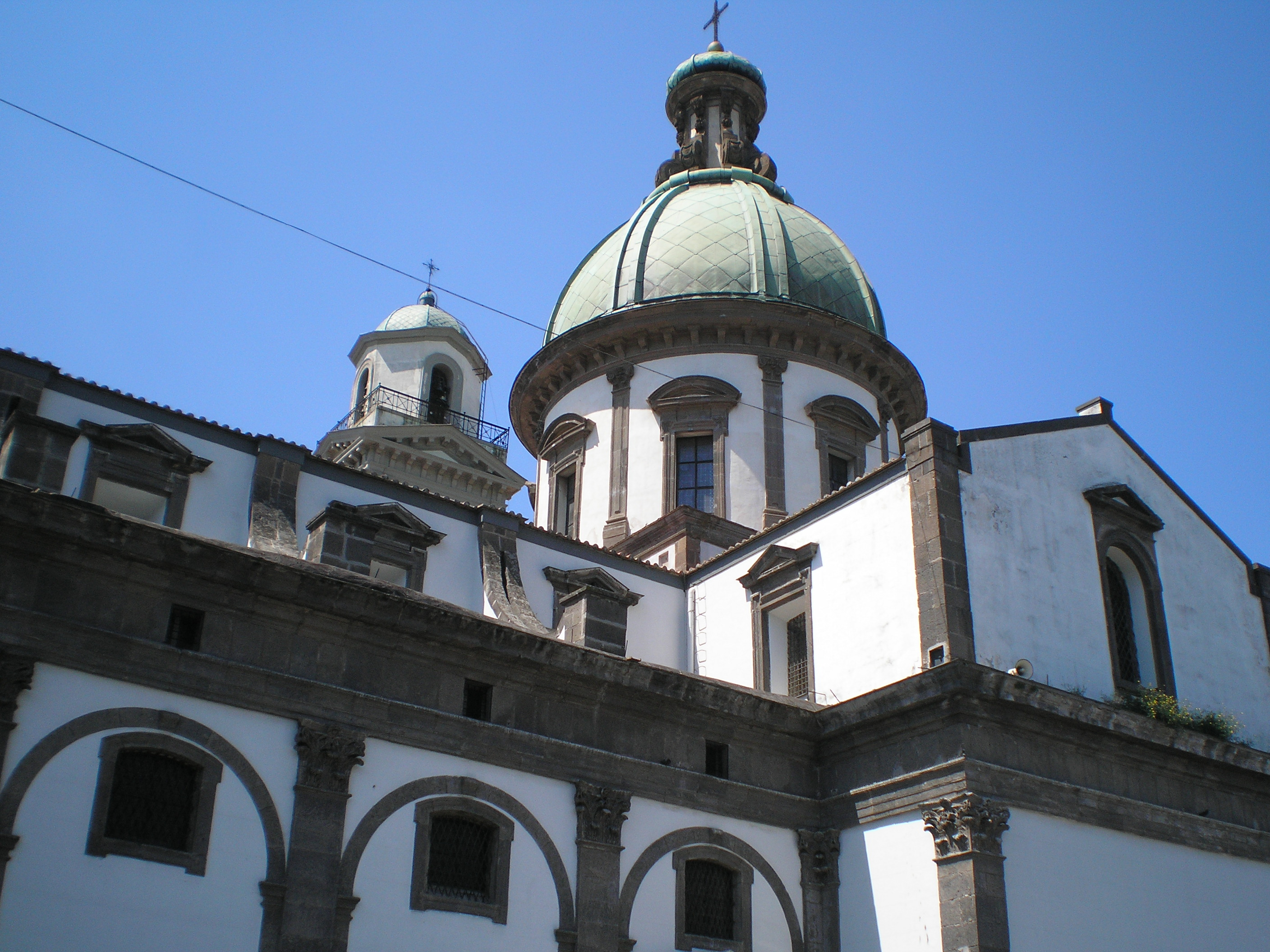
Dettaglio del Santuario della Madonna dell'Arco, Sant'Anastasia

Una terza personalità, proveniente dallo stesso ambiente culturale dei costruttori-architetti, fu Giovanni Cola di Franco. Il suo operato si estese tra il 1590 e il 1620. Dai documenti archivistici è possibile tracciare un esiguo curriculum di lavori. Negli anni Novanta del Cinquecento egli apparve principalmente come costruttore ed appaltatore di progetti altrui, tra il 1593 e il 1595 edificò il Santuario della Madonna dell'Arco a Sant'Anastasia, forse seguendo un progetto del Dosio. A partire dal 1597 risultava alle dipendenze del Cavagna nel cantiere del Monte di Pietà assistendolo nella direzione dei lavori dell'opera. Tra il 1596 e il 1599 fu incaricato della ricostruzione della Chiesa di Santa Maria la Nova. L'unica parte riferita al progetto originario è la facciata, poiché gli interni furono stravolti dai rifacimenti seicenteschi e ottocenteschi di Federico Travaglini. La facciata, elevata su un alto basamento servito da una lunga scalinata, si articola su due livelli di uguale ampiezza ritmati da lesene corinzie; la particolarità della facciata è il primo ordine interamente in piperno. La relativa fama acquisita presso questi cantieri lo spinse a partecipare al prestigioso concorso del 1607 per la costruzione della Reale cappella del Tesoro di san Gennaro insieme a progetti di Giulio Cesare Fontana, Francesco Grimaldi, Giovan Battista Cavagna, Giovan Giacomo Di Conforto, Michelangelo Naccherino, Dionisio Nencioni di Bartolomeo e Cercardo Bernucci. Il progetto vincitore risultò quello di Francesco Grimaldi in ex aequo al Cola di Franco, quest'ultimo, in seguito, limitandosi alla direzione dei lavori del progetto grimaldiano in osservanza alla sua attitudine di costruttore.

### La scultura della seconda metà del secolo: Michelangelo Naccherino e Pietro Bernini

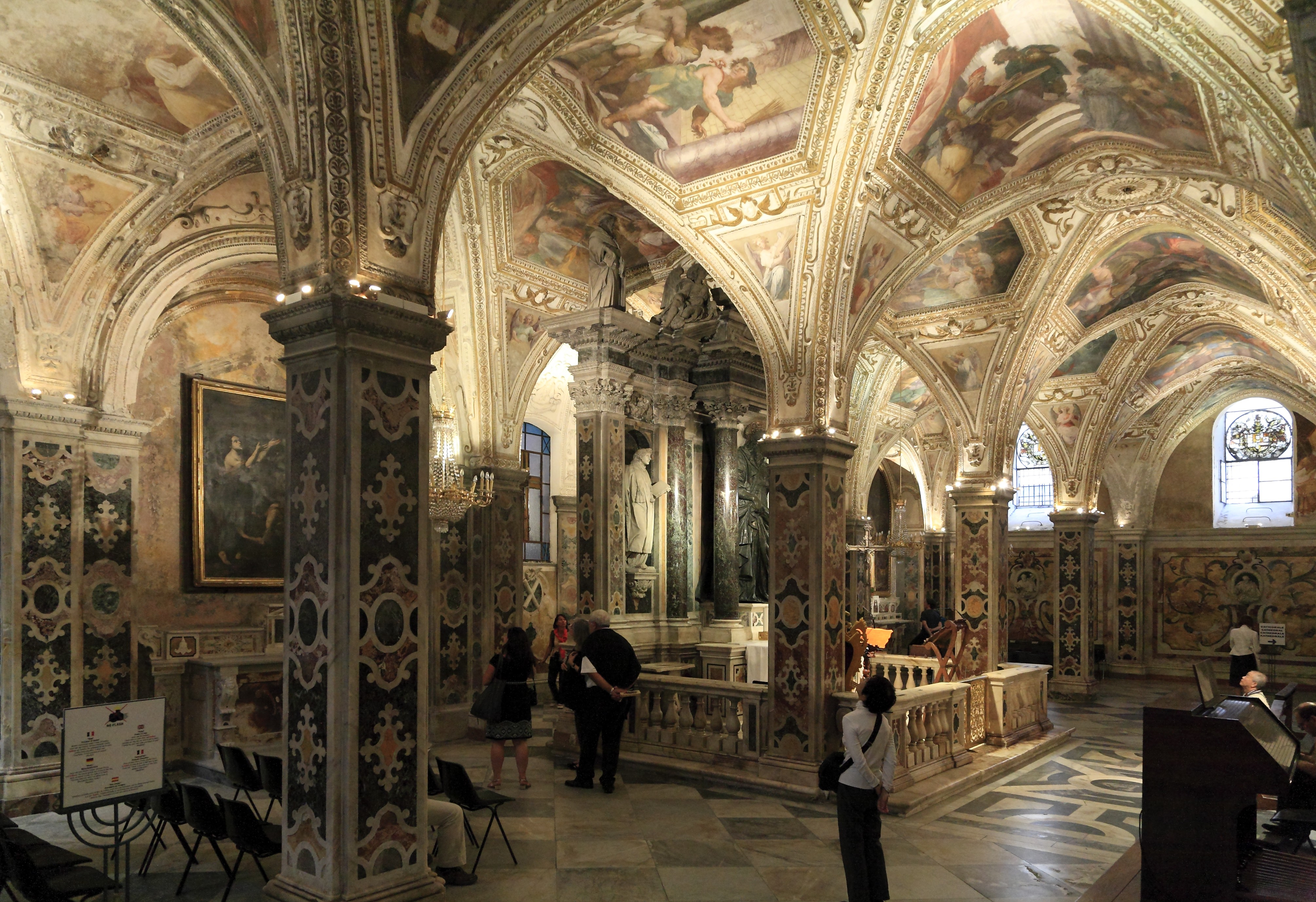
Cripta del Duomo di Amalfi

Nella seconda metà del Cinquecento il fervore artistico nell'ambito della scultura subì un nuovo rinvigorimento per la presenza, oltre dei cantieri edili da costruire e realizzare, anche per la cospicua presenza di artisti locali e forestieri che avevano continuo contatto reciproco per confrontarsi sui temi proposti, specialmente dal mondo della controriforma, e dalla committenza statale dei viceré.
Sullo scorcio del secolo il vivace ambiente artistico napoletano condusse ad un aggiornamento dei gusti della committenza allontanandola dai modelli imposti dal classicismo, piuttosto statico, di inizio secolo e preferire artisti al passo con i mutamenti stilistici del secondo Cinquecento come si è verificato nel cantiere della Certosa di San Martino. La ricerca dei nuovi impulsi avvenne in una schiera di artisti forestieri, diretti dalla carismatica figura del Dosio. I nuovi artisti e artigiani del marmo provenivano per gran parte dal Granducato di Toscana e i nomi principali furono Michelangelo Naccherino, Pietro Bernini e, marginalmente, Giovan Battista Caccini al quale gli è stata attribuita la Statua del San Giovanni Battista nel chiostro grande della Certosa. Inoltre, per i cantieri del Dosio, arrivarono anche scalpellini dotati di ottima maestria nella lavorazione della tarsia marmorea, introducendo per la prima volta a Napoli il marmo commesso, diventando in età tardo-manierista e, in seguito, durante la stagione barocca uno dei tratti distintivi della scultura napoletana. Il marmo commesso fiorentino fece la prima comparsa, oltre sui pilastroni di sostegno del presbiterio della chiesa maggiore in Certosa, anche nelle arche delle tombe angioine nella Cattedrale di Napoli che nelle cripte del Duomo di Amalfi e del Duomo di Salerno, entrambe eseguite sotto la direzione di Domenico Fontana. Tra gli artisti esperti della tecnica del commesso marmoreo si possono annoverare Clemente Ciottoli, Raymo Brigantino, Angelo Landi e Jacopo Lazzari. Tutti provenienti dall'ambito toscano.

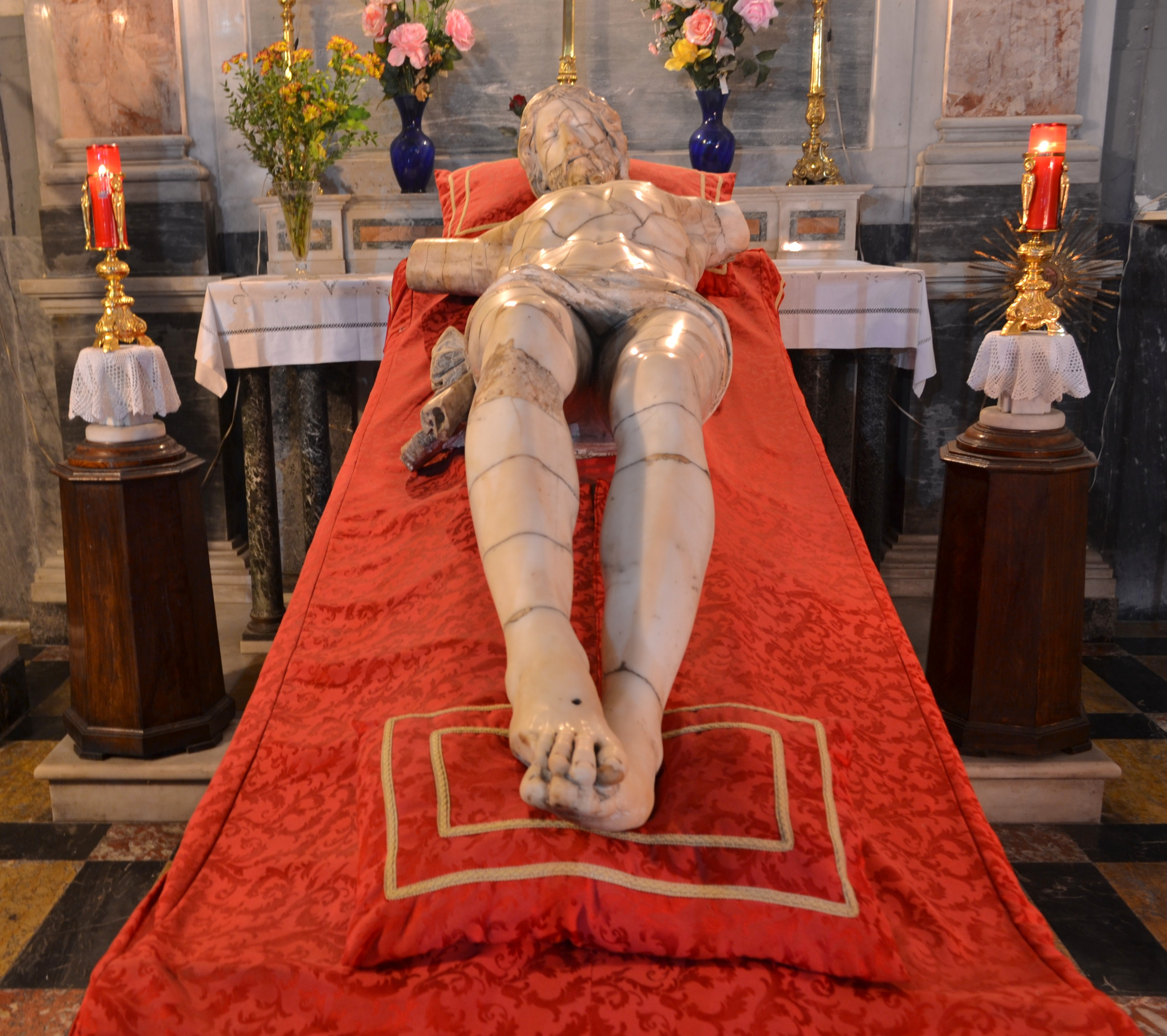
Crocifisso del Naccherino

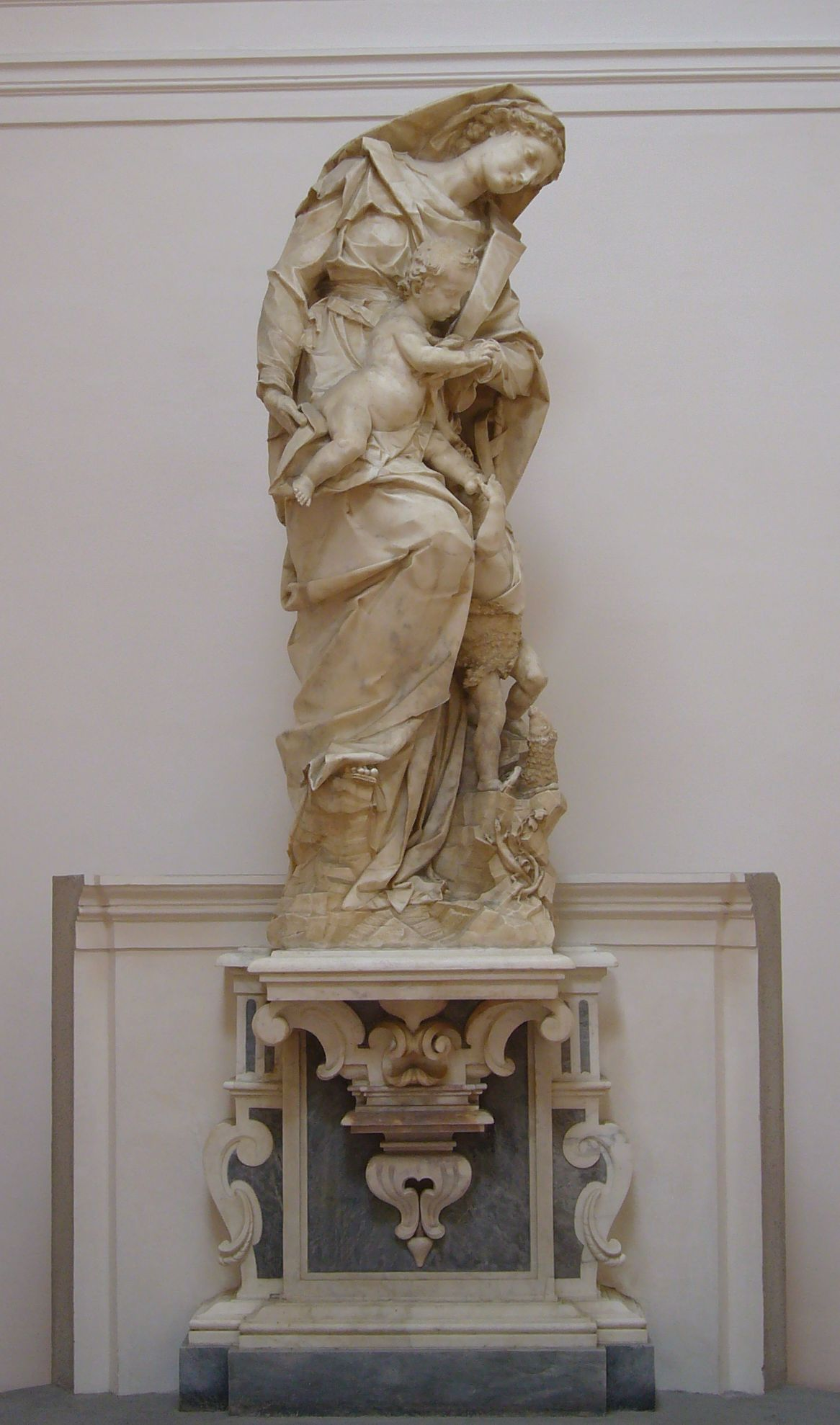
Madonna con il Bambino, Pietro Bernini. Certosa di San Martino

Gli scultori che riuscirono ad imporsi ed introdurre un linguaggio manierista maturo e derivato dalle contemporanee esperienze del Giambologna e della scultura post-michelangiolesca furono proprio Naccherino e Bernini. Il Naccherino, tra i due, fu quello che si impiantò in città stabilmente fino alla morte. Questa lunga permanenza fu la causa dell'errata attribuzione, da parte di Bernardo De Dominici, di essere uno scultore napoletano e avesse appreso la scultura da Annibale Caccavello. Naccherino, nato nella Firenze ducale dei Medici, studiò la scultura per dieci anni presso la bottega del fiammingo Giambologna come attesta una denuncia fatta dallo stesso presso il Santo Ufficio di Napoli. Il Naccherino arrivò a Napoli, per sua stessa ammissione, intorno al 1571, all'età di ventuno anni. Questo dato risulta rilevante perché testimonia la longevità professionale dello scultore prima dell'arrivo di altri artisti toscani e che fosse ben inserito nell'ambiente artistico delle botteghe partenopee concorrenti. Una delle prime opere che diedero saggio della sua abilità di scultore fu il Crocifisso marmoreo per la Cappella Spinelli nella basilica dello Spirito Santo. La qualità esecutiva del corpo umano avvicinava, come afferma il marchese di Serracapriola primo studioso dello scultore sulle opere napoletane, più che al pittoricismo contorsionistico del Giambologna ad un approccio vicino alla scultura classica cinquecentesca toscana. Suo è il gruppo della Pietà sul timpano della cappella del Monte di Pietà. Oltre alla vasta produzione di opere private, per la maggior parte epitaffi e ritratti mortuari di rappresentanti della nobiltà napoletana, fu partecipe del rinnovamento decorativo voluto dal viceré Pimentel de Herrera con la costruzione e assemblaggio della Fontana di Santa Lucia, insieme a Tommaso Montani e Girolamo D'Auria e insieme al Bernini autore, per volontà del viceré Antonio de Toledo, della Fontana del Gigante. Le due fontane hanno la caratteristica di ispirarsi al tema degli archi trionfali antichi e riproposti nel Cinquecento, come architetture effimere, per l'ingresso in città di un monarca in visita. Esse non sono altro che la pietrificazione di questo tema arricchito con giochi d'acqua.

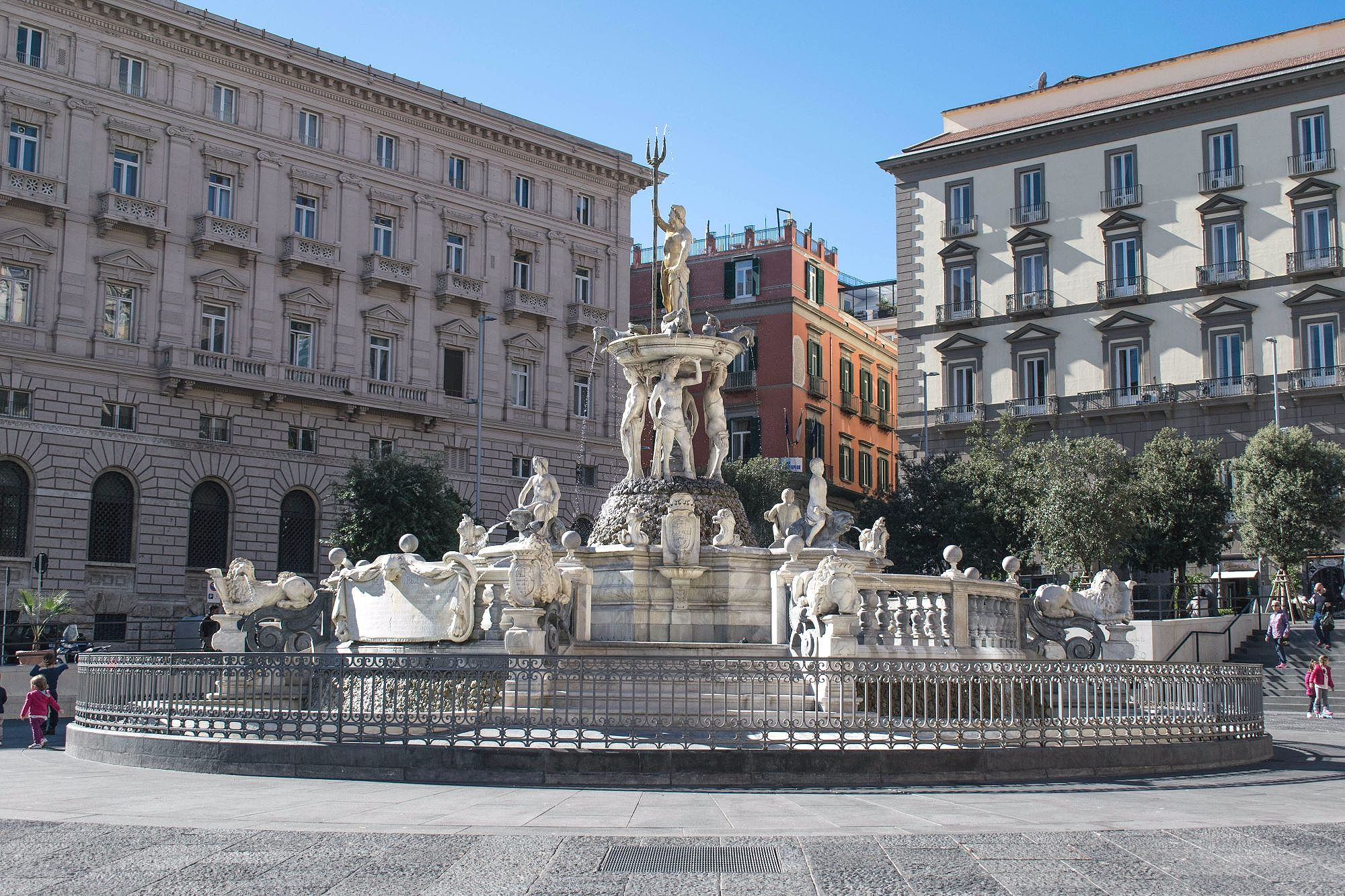
Fontana del Nettuno, piazza Municipio

La vicenda di Pietro Bernini, padre del più noto Gian Lorenzo Bernini, fu analoga a quella del Naccherino. A differenza di quest'ultimo il Bernini non seguì alcuna formazione presso botteghe rinomate, formandosi presso quella dello scultore Ridolfo Sirigatti di Firenze. In un periodo non precisato, ma databile intorno alla metà degli anni Ottanta del Cinquecento, egli arrivò nel Regno di Napoli per l'esecuzione di una Madonna della Neve e una Santa Caterina d'Alessandria nella chiesa principale di Terranova Sappo Minulio, Reggio Calabria. Contemporaneamente per la Chiesa di San Giovanni a Carbonara eseguì un San Giovanni Battista. In questa prima fase del soggiorno nel Regno di Napoli fu attivo principalmente nei centri calabri di Morano Calabro e Pizzo Calabro, nonché una piccola incursione anche a Palermo per un San Giovanni Battista. Dopo un breve passaggio a Firenze tornò, nel 1594, a Napoli e vi restò per circa dieci anni. Questa seconda fase fu molto propizia per lo scultore che fu impegnato nel programma decorativo della Certosa di San Martino. Altre sculture sono conservate presso il Monte di Pietà, nel Gesù Nuovo e nella Cattedrale di Napoli. Fuori dalla capitale eseguì sculture per la cripta del Duomo di Amalfi. Il suo lavoro più importante fu la decorazione della Cappella Ruffo nella Chiesa dei Girolamini eseguito negli anni conclusivi del suo soggiorno, prima di trasferirsi definitivamente a Roma. I modi della scultura di Bernini, secondo Hibbard, nella prima parte della sua carriera risente dei modi sansoviniani e progressivamente affinandosi per la frequentazione di artisti vicini al Giambologna, come Naccherino e Caccini, l'uso del trapano divenne orientato verso l'effetto pittorico.
Lavoro corale dei due toscani fu la Fontana del Nettuno, voluta alla fine del Cinquecento da viceré di Olivares e realizzata nel viceregno del successore. La creazione dell'opera s'inserisce in un momento dove il linguaggio toscano, alla fine del secolo, era permeato all'interno della cultura artistica napoletana. Da recenti studi la fontana nacque da pensieri di Giovan Vincenzo Casali nei suoi ultimi anni di vita e che non trova riscontro nei modelli compositivi di fontane realizzate da Domenico Fontana, sia a Roma che a Napoli. Alla morte del Casali, nel solco della cultura toscana, il tema venne ripreso opportunamente dal Naccherino che ne rielabora le idee, probabilmente sotto la direzione generale dell'ingegnere regio Domenico Fontana, all'epoca impegnato nei lavori di sistemazione del porto. Al Naccherino toccò la realizzazione delle figure più plastiche della composizione, mentre al Bernini e a Landi toccarono le figure di corredo come mascheroni, virtù e figure mitologiche.

### La scultura minore regnicola, tra echi toscani e post-michelangioleschi

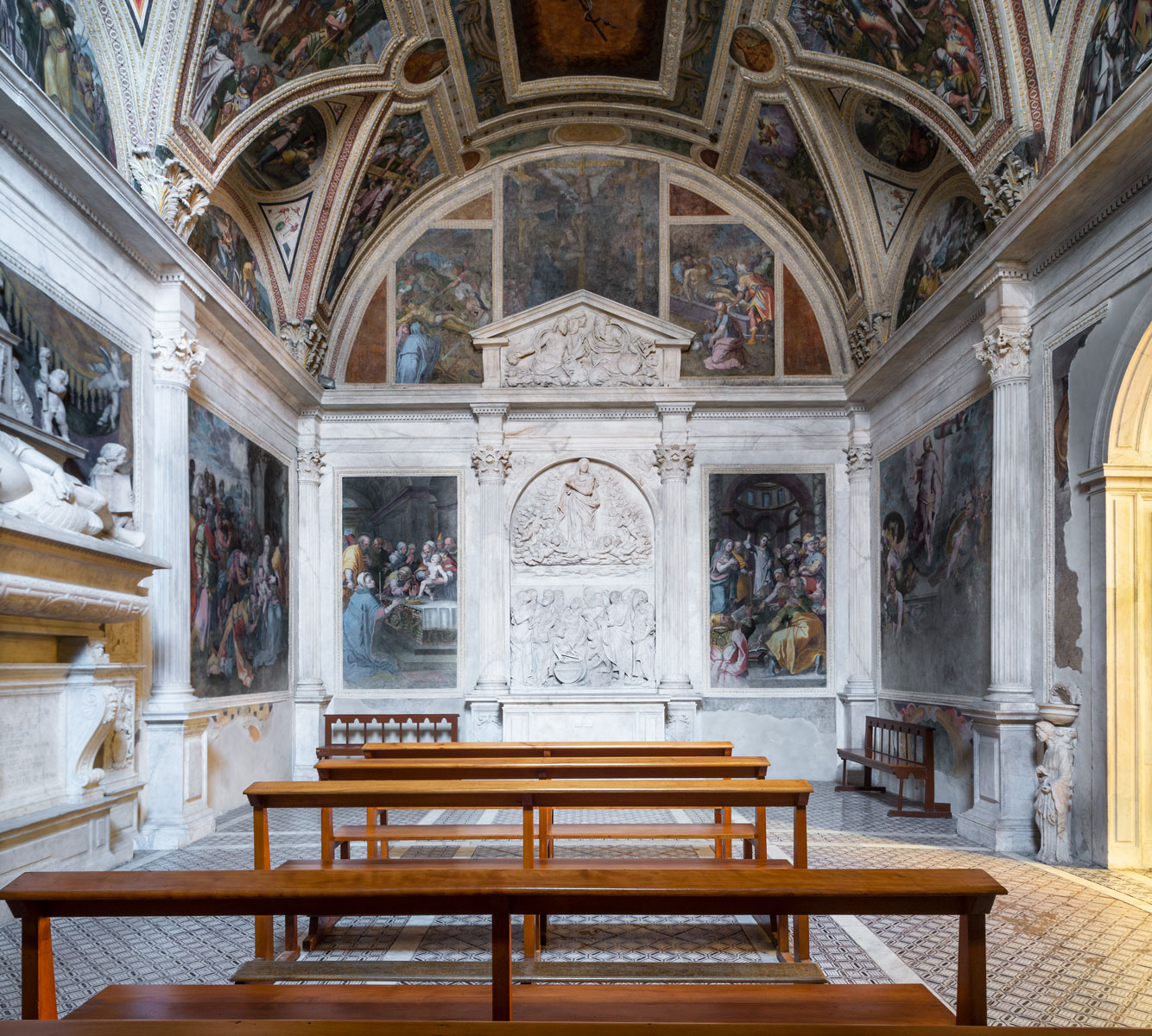
Vista della Cappella Somma, Chiesa di San Giovanni a Carbonara

L'arrivo di scultori forestieri, e importatori delle novità del mondo della scultura europea nel Regno, divenne velocemente occasione di scambio e aggiornamento presso le botteghe napoletane attive dalla metà del secolo, in particolare quelle di Giovanni Domenico D'Auria e Annibale Caccavello che dopo la morte del loro maestro, Giovanni da Nola, monopolizzarono il mondo della scultura locale fino alla fine degli anni sessanta del Cinquecento colmando quel vuoto artistico tra il tardo-classicismo e la nuova scultura di matrice michelangiolesca e toscana mitigata dall'approccio sensuale del Giambologna.
L'approccio dei due scultori napoletani, che spesso lavorarono in forma di sodalizio professionale, era ancora largamente influenzato dalla cultura sansovinesca fin oltre la metà del secolo senza grandi attenzioni ai nuovi atteggiamenti stilistici contemporanei. La produzione scultorea delle due botteghe, prese singolarmente, non produsse nessun eccelso brano di scultura nonostante le notevoli capacità tecniche ed espressive dei due capi bottega. Le sculture si limitarono in questo lasso di tempo alle ornamentazioni pavimentali, armoriali di famiglie nobili per i palazzi e cenotafi funebri nelle chiese. Le rare opere eseguite in sodalizio erano destinate al completamento dei progetti incompiuti del maestro come la Fontana dei Quattro del Molo, oggi dispersa. Uno dei brani più alti della scultura napoletana della metà del secolo è la Cappella Somma in San Giovanni a Carbonara dove i due scultori, oltre a curare la parte statuaria, hanno progettato l'intero ambiente in termini architettonici creando uno dei più sublimi esempi di manierismo di metà secolo. Il lavoro costituisce anche l'ultima opera eseguita dal sodalizio prima di rendere completamente autonome le due botteghe con il proprio discepolato. L'ambiente della cappella è organizzato in partiture verticali scandite da semicolonne corinzie dove sono raffigurate scene della Passione di Cristo eseguite da ignoto pittore napoletano in ambito manierista. A Giovan Domenico D'Auria toccò la realizzazione dell'altare e la porzione inferiore della pala marmorea dell'Assunta; mentre ad Annibale Caccavello il sepolcro di Scipione Somma e la parte superiore della pala. Le decorazioni in stucco della volta furono eseguite da un certo Aniello Bifulco, stuccatore alle dipendenze della bottega del Caccavello e affrescate con Profeti sempre dello stesso autore ignoto.

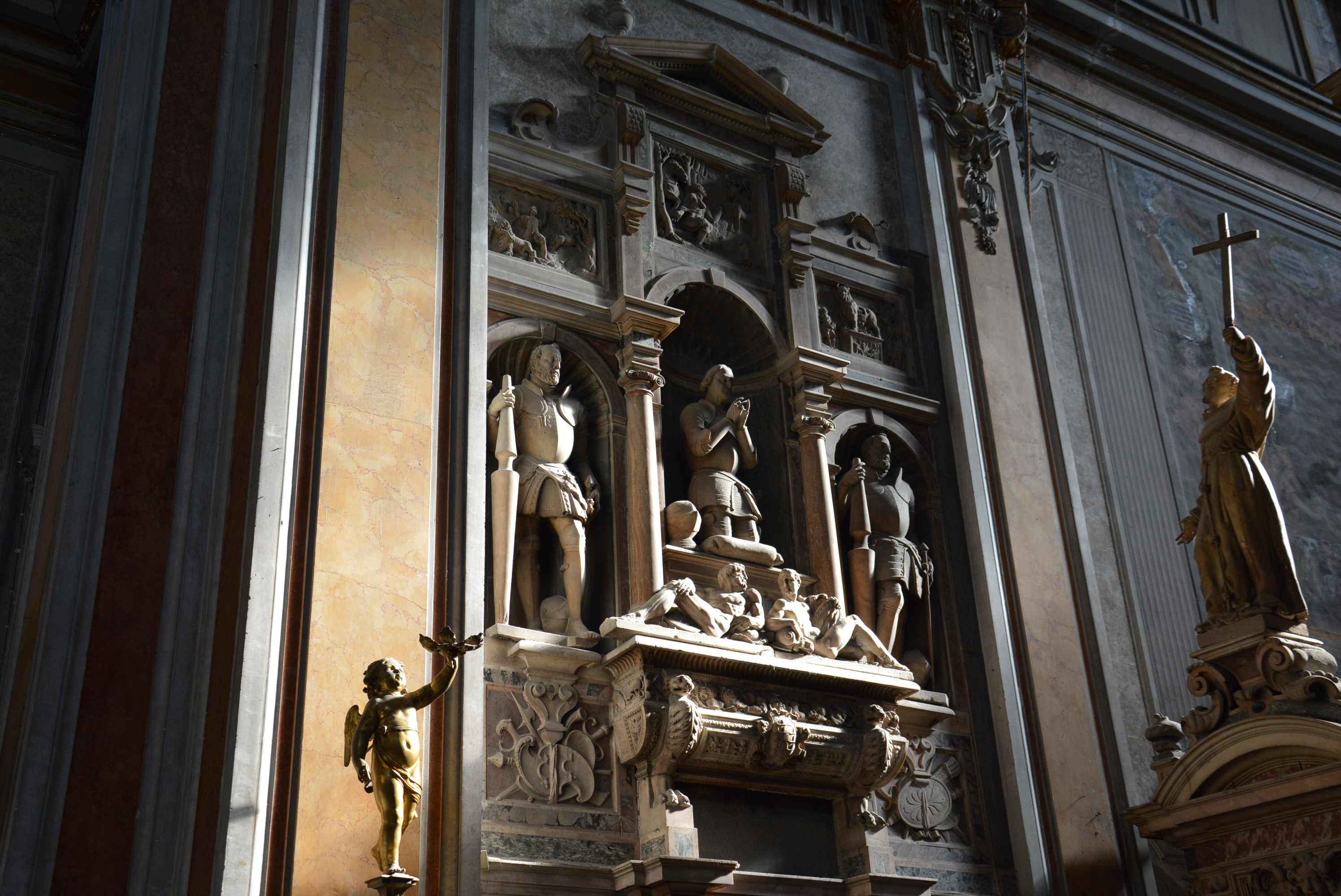
Girolamo D'Auria, Sepolcro D'Afflito di Trivento, 1580 - 1586, Chiesa di Santa Maria la Nova

Alla morte dei due maestri di bottega le scuole furono ereditate dai familiari, in tale circostanza, emerse quella dei D'Auria grazie al talento di Girolamo D'Auria, figlio di Giovan Domenico. A differenza del genitore, Girolamo mostrò una sensibilità verso le novità che si affacciarono sul panorama artistico della capitale, assorbendone gli influssi. Infatti gli esordi del giovane D'Auria coincisero con quelli dell'arrivo in città del Naccherino, dove entrambi gli scultori poterono confrontarsi nella Fontana Pretoria di Palermo, quando questa venne venduta dal Viceré al senato panormita. Allo scultore napoletano sono attribuite il Tritone e la Nereide del fiume Papireto e le Nereidi dei fiumi Oreto e del presunto Parnaso. Il contatto del D'Auria con il Naccherino divenne quello di continuo scambio e aggiornamento per entrambi gli artisti, per il napoletano fu l'occasione di dileguarsi dal linguaggio sansovinesco paterno per approdare indirettamente ad uno stile michelangiolesco, mentre per il fiorentino fu quello di cedere lievemente la sua formazione toscana con quella conservatrice locale ancora intrisa di riferimenti classici. Questo doppio processo osmotico aiutò, in circa un ventennio, lo svecchiamento dei gusti della committenza aristocratica per quanto riguarda la ritrattistica funebre e quella religiosa con l'abbandono di composizioni in marmi monocromatici in favore delle policromie in commesso marmoreo.

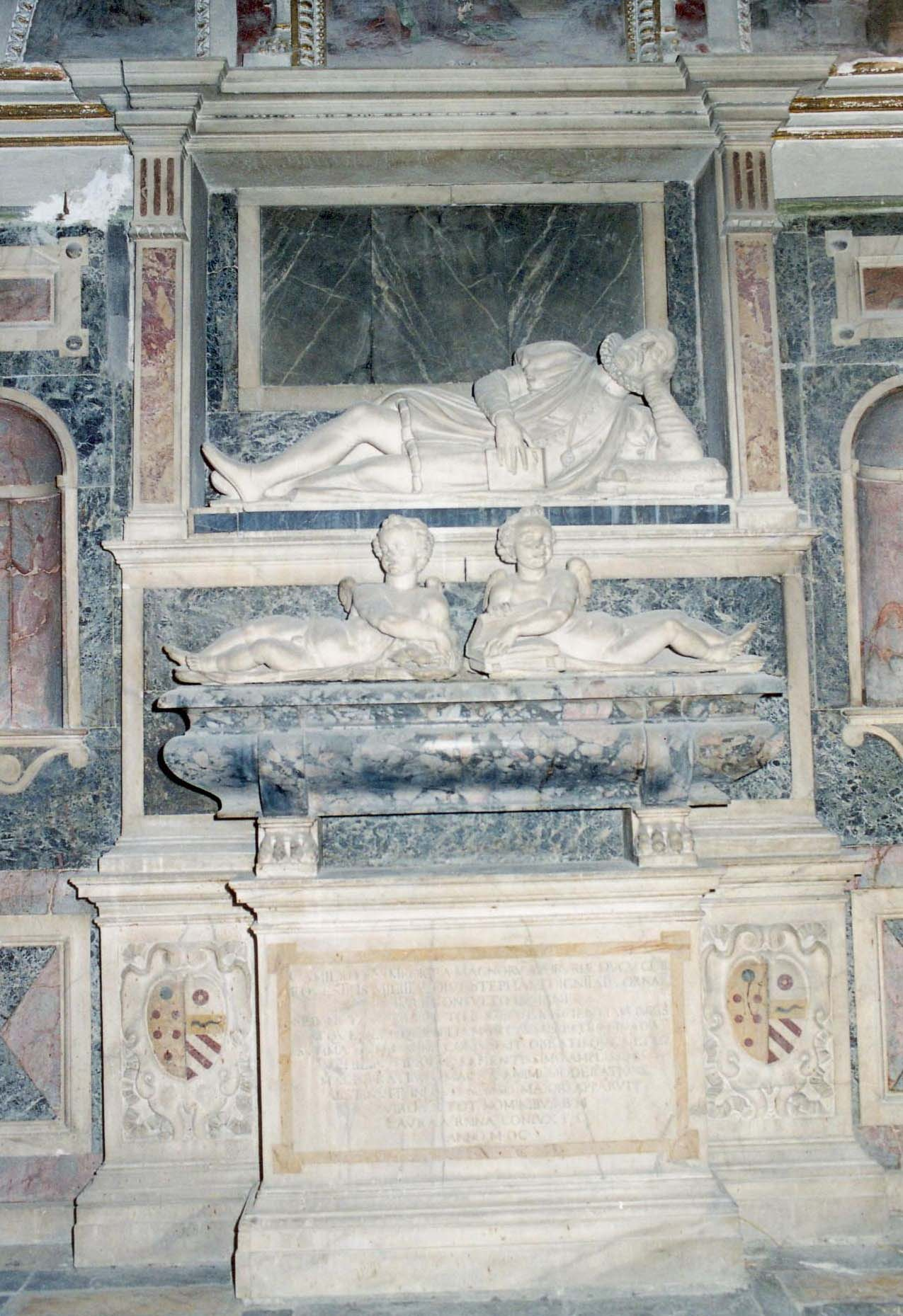
Geronimo d'Auria, Sepolcro di Camillo de' Medici di Gragnano, 1596-1600, Chiesa dei Santi Severino e Sossio

Una delle tombe dove sono evidenti suggestioni michelangiolesche è il monumentale sepolcro dei D'Afflitto di Trivento, collocato lateralmente all'altare maggiore della Chiesa di Santa Maria la Nova. La composizione, eseguita con aiuti di bottega tra il 1580 e il 1586, è organizzata come una complessa architettura parietale con tre nicchie organizzate come un piccolo arco trionfale con quella centrale maggiore e messa in risalto da colonne ioniche. Il sarcofago posizionato in posizione elevata è sormontata da due figure allegoriche che ricordano quelle scolpite per la Sagrestia Nuova in San Lorenzo. Il ritratto del defunto risente delle novità introdotte dal Naccherino dove la figura non appare più semigiacente, ma nell'atto di preghiera accovacciato sul cuscino. A questa audacia nel rinnovo del programma figurativo dei sarcofagi fa da contraltare una rappresentazione più convenzionale, ma comunque innovativa, di alcune composizioni come quella del Sepolcro di Camillo de' Medici, eseguito tra il 1596 e il 1600, dove il defunto appare questa volta nella posizione più tradizionale di figura semigiacente. A differenza del Sarcofago D'Afflitto, dove le allegorie appaiono plasticamente più definite nella struttura anatomica, i putti di don Camillo de' Medici appaiono più dimessi e stanchi nelle membrature. In questa tomba D'Auria abbandona, come in Cappella Turbolo in Santa Maria la Nova, il modello sansovinesco della tomba ad arco di trionfo in favore di uno spazio centrale per il ritratto del defunto inquadrato in una semplice nicchia quadrangolare.

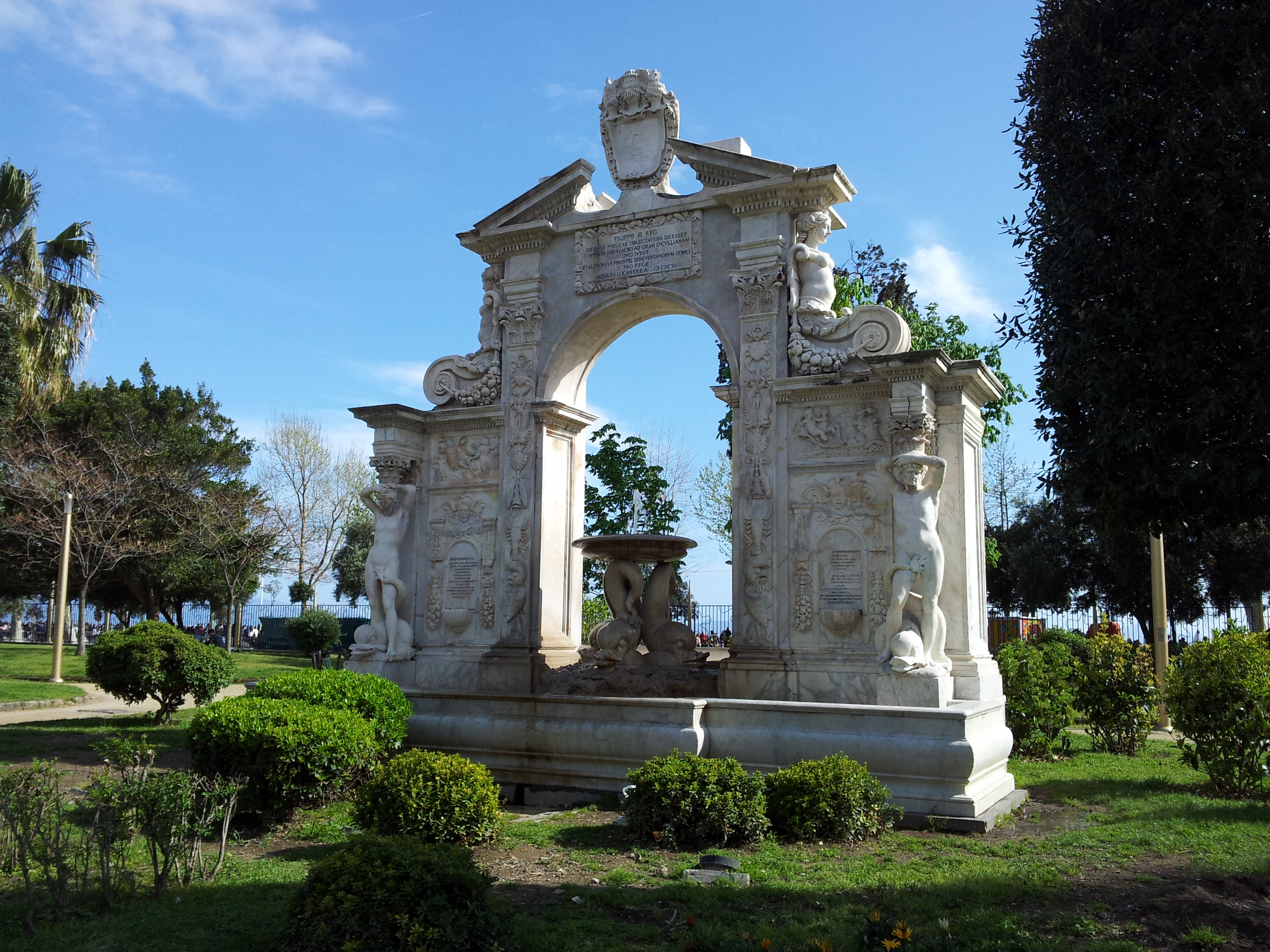
Michelangelo Naccherino e Tommaso Montani, Fontana di Santa Lucia, 1606 - 1609, Napoli

D'Auria raggiunse alla fine del secolo e inizi di quello successivo una maturità espressiva capace di eguagliare la maestria degli scultori forestieri attivi nella capitale del viceregno come dimostrano le statue Santo Stefano e il San Lorenzo nella Chiesa del Gesù Nuovo, entrambe eseguite con l'aiuto di Tommaso Montani nel 1613. Quest'ultimo scultore, di origine toscana, fu attivo a Napoli dal 1594 fino al 1622, collaborò sovente con il connazionale Michelangelo Naccherino per l'esecuzione di sculture della Fontana del Nettuno e tra il 1606 e il 1609 al completamento della Fontana di Santa Lucia. La figura di questo scultore, piuttosto secondaria rispetto ai suoi connazionali più prestigiosi, ha lasciato diverse tracce di sculture dal sapore toscano, forse appreso al seguito della collaborazione con il Naccherino, che a cavallo del secolo ha influenzato la scultura barocca napoletana. In uno dei suoi ultimi lavori fu coadiuvato da un giovanissimo Cosimo Fanzago, che nelle sue primissime commissioni autonome dell'artista bergamasco subì l'influenza stilistica toscana del Montani e del Landi, questi divenne suo suocero dopo il matrimonio contratto con la figlia. Le sue opere sono conservate nella Biblioteca dei Girolamini, nella Cattedrale di Napoli e per la Reale cappella del Tesoro di san Gennaro e in altre chiese cittadine prestigiose.

### La pittura napoletana tardo-cinquecentesca prima di Caravaggio

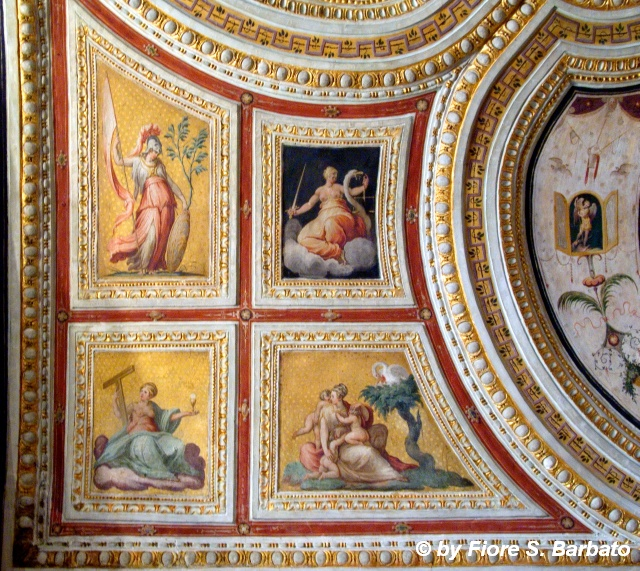
Pedro de Rubiales, affreschi nella Chiesa della Sommaria, 1547-1548

La pittura della metà del secolo ritrovò nuovi slanci stilistici che fecero progredire il linguaggio manierista raffaellesco (particolarmente radicato presso le botteghe napoletane) molto lontano, attraverso scambi artistici con pittori d'oltralpe e controriformati.
La parentesi vasariana portò con se un nuovo modo di approcciare alla pittura manierista. Al seguito dell'artista aretino, oltre i suoi collaboratori più stretti, arrivò nella capitale anche l'iberico Roviale Spagnolo. L'artista spagnolo, conosciuto anche come Il Polidorino per l'accostamento allo stile di Polidoro da Caravaggio e attivo dal 1547 ai primi anni del decennio seguente. In questo soggiorno napoletano lo stile del Polidorino funse da ponte per la maniera moderna degli inizi del secolo ancora intrisa del linguaggio centro-italiano traghettandola in direzione più tosco-romana secondo l'indirizzo del Salviati e del Vasari con i quali collaborò nella sua parentesi romana. Lavorò per conto delle commissioni statali di abbellimento di Castel Capuano, in particolare per la Chiesa della Sommaria e datati tra il 1547 e il 1548. Interessanti sono gli affreschi presenti nella Chiesa di Sant'Anna dei Lombardi aventi tema le Storie di Giacobbe e Esaù che vende la primogenitura ed eseguite intorno al 1552, prima di un nuovo soggiorno romano. 

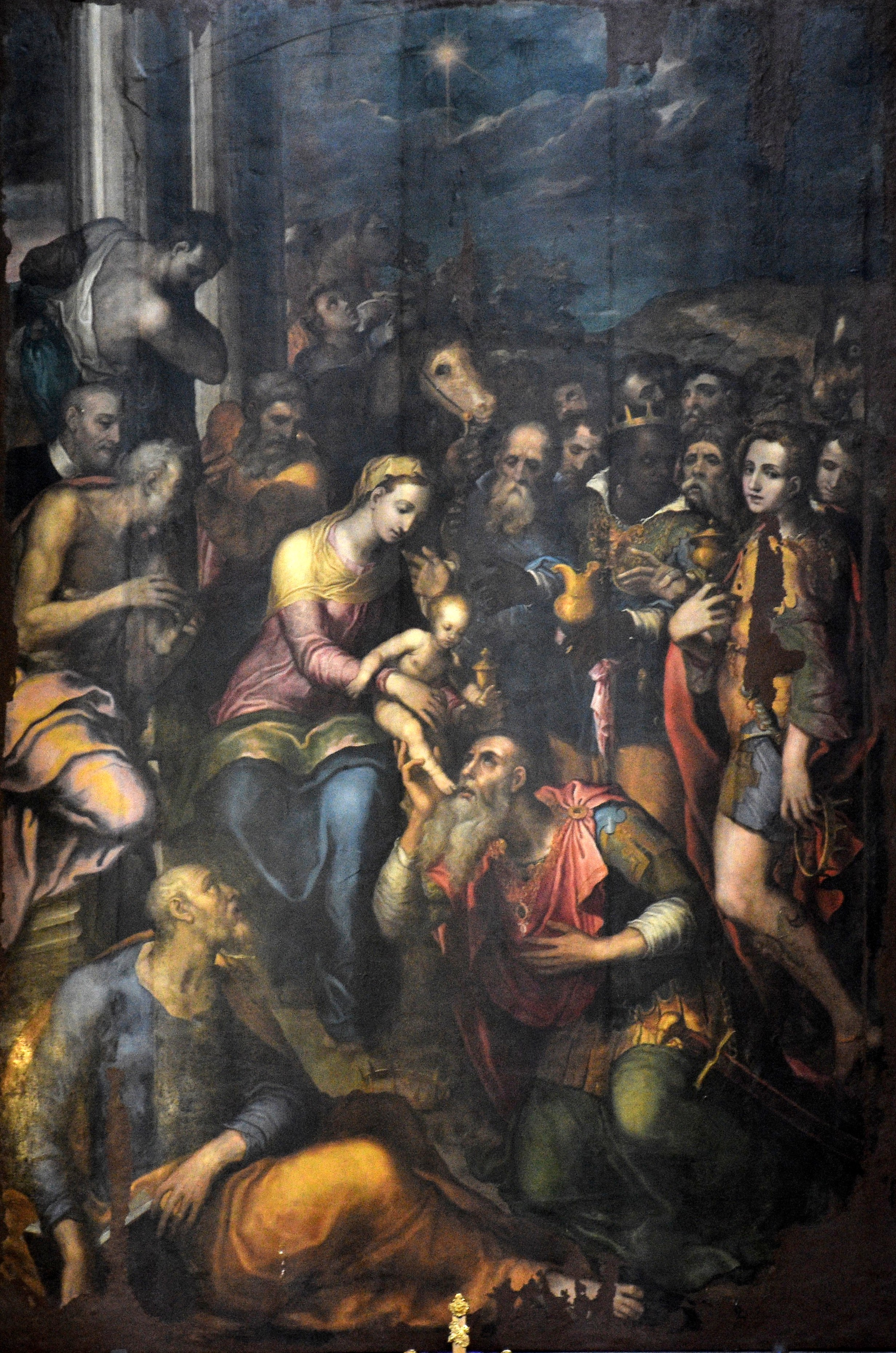
Marco dal Pino, Adorazione dei Magi, Basilica di San Lorenzo Maggiore, 1552-1568

Nel 1552, forse in una accidentale coincidenza, al rientro del Roviale a Roma, arrivò Marco dal Pino, anche egli pittore toscano ma di formazione romana sotto la guida di Perin del Vaga e Daniele da Volterra. Committenze rilevanti avvennero a partire dal 1557 quando venne documentato presso l'Abbazia di Montecassino e nell'agro nocerino-sarnese, nelle quali opere, aggiornate alla sensibilità artistica del tempo, risentono delle influenze pittoriche di Michelangelo Buonarroti, Perin del Vaga, Francesco Salviati e Daniele da Volterra. Con il dal Pino s'aprì, quindi, una nuova stagione della pittura napoletana del secondo Cinquecento fino all'avvento di Caravaggio. Il periodo più florido e più maturo del pittore senese s'inquadrava a partire dagli anni Sessanta del Cinquecento con la realizzazione di pale di altare per le chiese più importanti della capitale, al 1564 risale il Battesimo di Cristo in San Domenico Maggiore. Altre opere di rilievo furono realizzate per la Chiesa di Sant'Agostino alla Zecca e per San Giacomo degli Spagnoli. Queste prime opere commissionate spalancarono le porte per lavori più importanti presso i Gesuiti del Gesù Vecchio. Alla fine del decennio gli commissionarono la realizzazione del Battesimo di Cristo per la chiesa di San Giovanni dei Fiorentini, opera che fondeva la sua formazione all'ombra della grande stagione della maniera moderna con le simultanee esperienze fiamminghe. Dopo un breve soggiorno romano, dove ebbe l'opportunità di conoscere il lavoro di Taddeo Zuccari presso l'Oratorio del Gonfalone, rientrò a Napoli dove fu convocato dai governatori dell'Annunziata di Aversa per una Deposizione e i relativi lavori eseguiti per l'ancona che doveva contenere l'opera. In Santi Severino e Sossio l'artista mostrò efficacemente il suo talento artistico nelle due pale dell'Assunzione della Vergine e l'Adorazione dei Magi dove anche in questa occasione il suo linguaggio oscillò tra le suggestioni dell'ambiente romano con quelle di Albrecht Dürer sui fondali paesaggistici, nella chiesa dei benedettini lasciò numerose opere che lavorò fino all'indomani della sua morte. Contemporaneamente la sua bottega divenne un luogo affollato per l'esecuzione di numerose commissioni provenienti dalle nuove chiese controriformate, tra queste si ricorda il San Michele Arcangelo per la Chiesa di Sant'Angelo a Nilo. Tra i suoi allievi più talentuosi spiccò inevitabilmente Fabrizio Santafede.

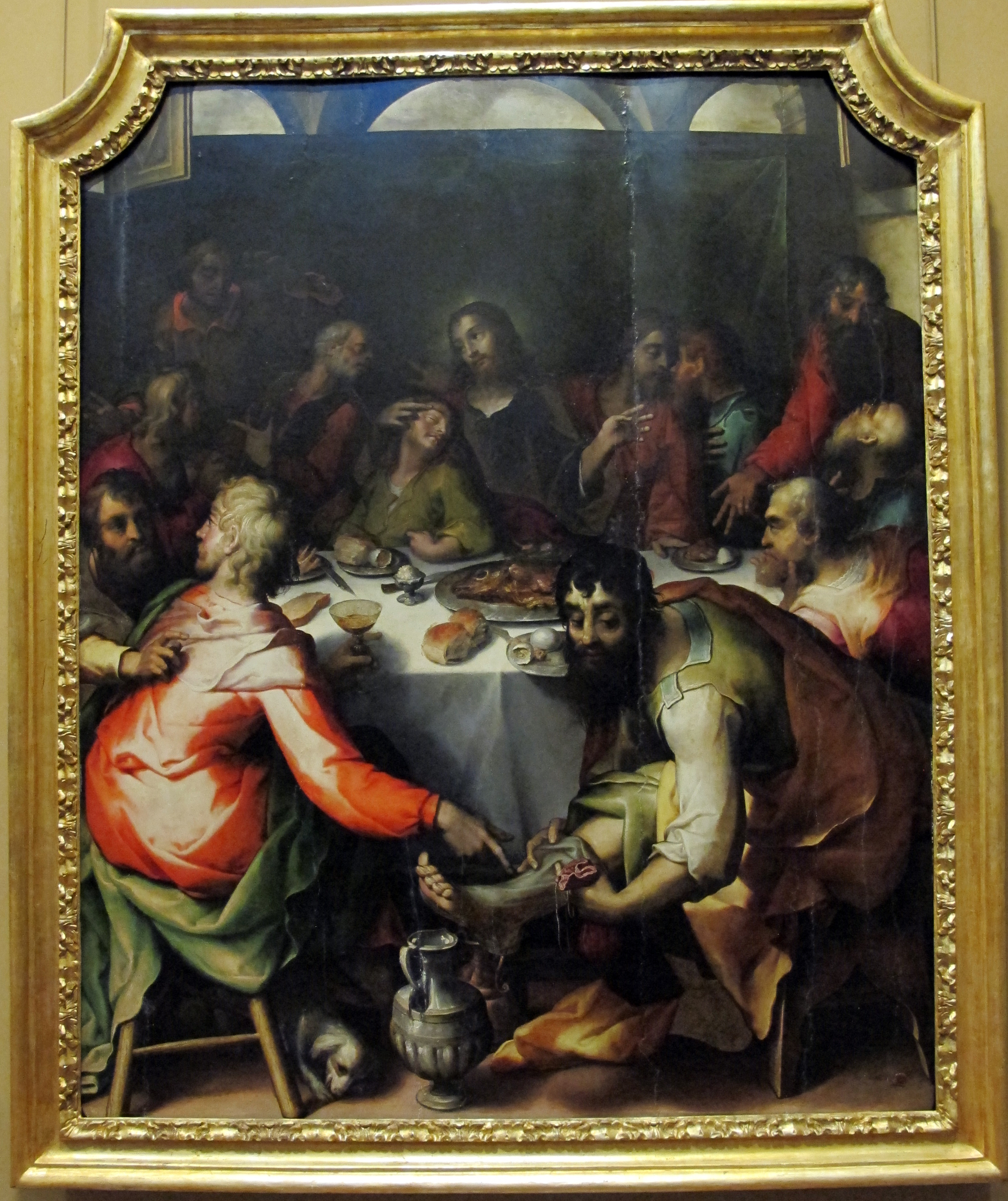
Dirk Hendricksz, Ultima Cena, Chiesa di Sant'Eligio ai Vergini (attualmente al Museo nazionale di Capodimonte, 1585

Se sul versante italiano si affermò un lento superamento degli stilemi raffaelleschi, su un altro terreno si affacciò, nell'ultimo trentennio del secolo, la presenza di pittori fiamminghi. Questi ebbero rapporti artistici con l'Italia meridionale sin dai primi decenni del Quattrocento. I tre nomi della scena pittorica fiamminga presente nella capitale furono Dirk Hendricksz, conosciuto come Teodoro d'Errico, Cornelis Smet, anch'egli conosciuto con il nome italianizzato di Cornelio Ferraro, e Aert Mytens con il nome Rinaldo Fiammingo. Il più noto dei fiamminghi fu Teodoro d'Errico, giunse da Amsterdam intorno al 1570, periodo in cui dipinse una Crocifissione per la Basilica di Santa Maria a Pugliano, negli stessi anni eseguì opere pittoriche per le chiese di della Sapienza e San Severo alla Sanità. La Crocifissione alla Sanità risente dell'impatto di un certo ambiente romano gravitante intorno alla famiglia Farnese e influenzato dalla pittura fiamminga di Pieter Pourbus e Frans Floris. Strinse rapporti con la comunità fiamminga napoletana e in particolare con Cornelis Smet, diventando suo testimone di nozze e in seguito socio in alcune imprese pittoriche di una certa rilevanza artistica. In breve tempo divenne tra i pittori più richiesti della committenza religiosa partenopea e del regno, eseguendo molte opere per chiese al di fuori della capitale, fino in Calabria. Tra il 1580 e il 1582, insieme allo Smet e a Giovanni Andrea Magliuolo, eseguì il soffitto cassettonato in San Gregorio Armeno. Il cassettonato della chiesa rappresentò una delle migliori opere della fine del Cinquecento, sintesi dell'arte scultorea e decorativa del legno e le decorazioni pittoriche dei fiamminghi. Pochi anni più tardi replicò l'impresa decorativa di un soffitto ligneo, questa volta per la Chiesa di Santa Maria Donnaromita, nel lavoro fu coadiuvato dal giovane Girolamo Imparato, da Giovanni Gralovo e Giovanni Andrea Magliuolo. La permanenza a Napoli durò fino al 1610, quando rientrò ad Amsterdam dopo la prematura morte del figlio. Tra la realizzazione del soffitto ligneo di Donnaromita e la sua partenza si rese autore di altre pregiate opere del tardo-manierismo pittorico come alcune tele sul soffitto ligneo della chiesa di Santa Maria la Nova, oltre alle sue opere il soffitto fu arricchito da lavori di Imparato, Fabrizio Santafede, Francesco Curia, Luigi Rodriguez, Giovanni Bernardino Azzolino e Belisario Corenzio per citare i più rappresentativi protagonisti della stagione pre-caravagesca.

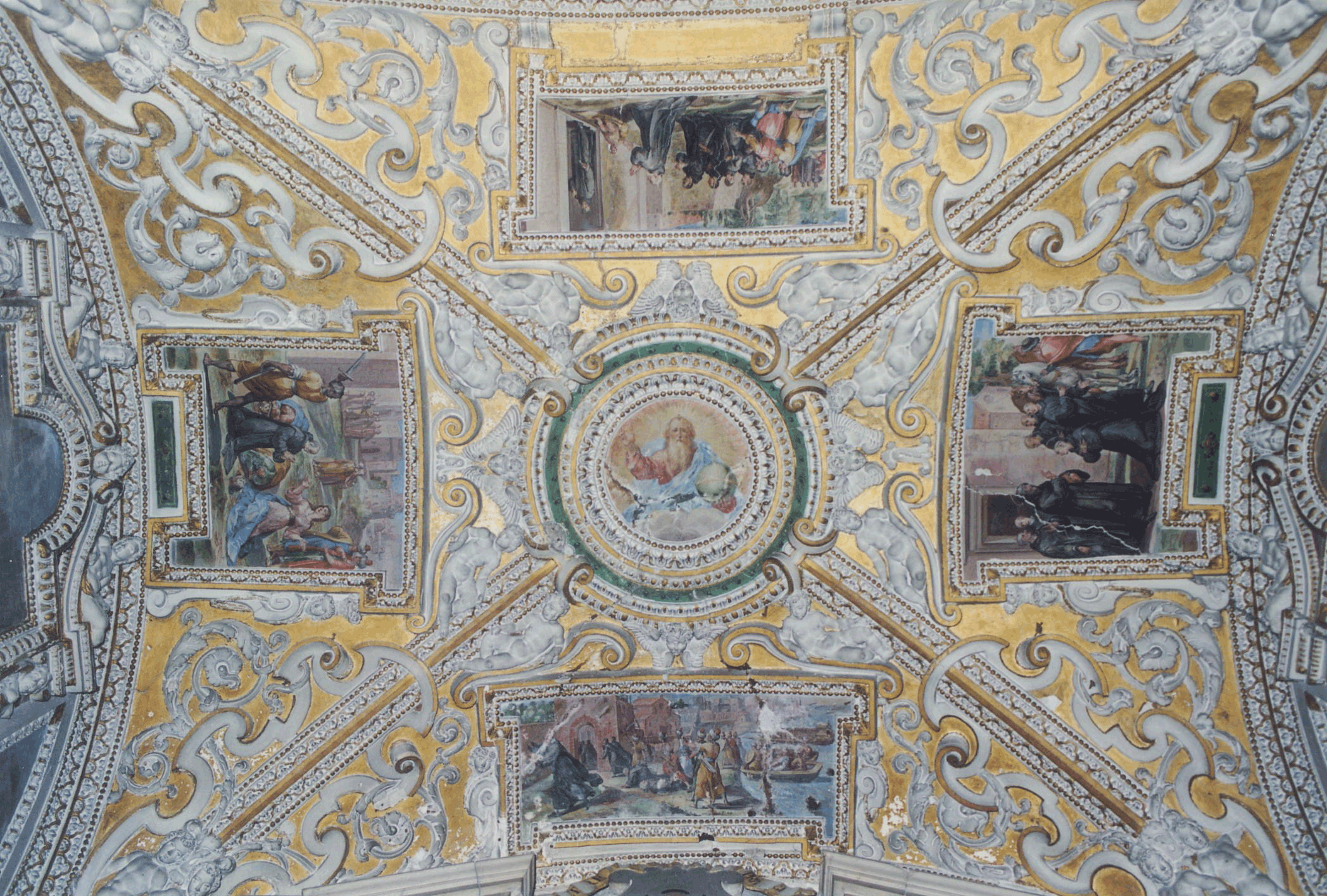
Belisario Corenzio, chiesa dei Santi Severino e Sossio, volta della Cappella Medici di Gragnano, ante 1593

Un caso particolare fu il pittore greco Belisario Corenzio. Attivo a Napoli a partire dal 1570 fino alla sua morte avvenuta negli inoltrati anni Quaranta del XVII secolo, dove lo storico Francesco Abbate ha rilevato la sua presenza nel basso Lazio dopo essersi ritirato dalla scena pittorica napoletana molto anziano. Negli oltre settanta anni di attività nella capitale del Regno, il Corenzio ricoprì una posizione molto complessa nella storia della pittura napoletana, rendendolo uno dei protagonisti indiscussi del passaggio dal tardo-manierismo alla pittura seicentesca napoletana influenzando, non poco, insieme a Caravaggio i giovani pittori protagonisti della stagione più florida dell'arte meridionale. La formazione del pittore greco, tuttora irrisolta, venne accreditata, erroneamente da Bernardo De Dominici nelle sue biografie, ad un improbabile apprendistato presso il Tintoretto per la comunanza di alcune pratiche metodologiche dei suoi dipinti. Storici dell'arte contemporanea hanno ribaltato la tesi del biografo settecentesco proponendo una formazione attinta dalle coeve esperienze romane del Cavalier d'Arpino, che proprio alla fine degli anni ottanta del Cinquecento si trovò a Napoli per la realizzazione di un ciclo di affreschi nei locali della chiesa della Certosa di San Martino. 

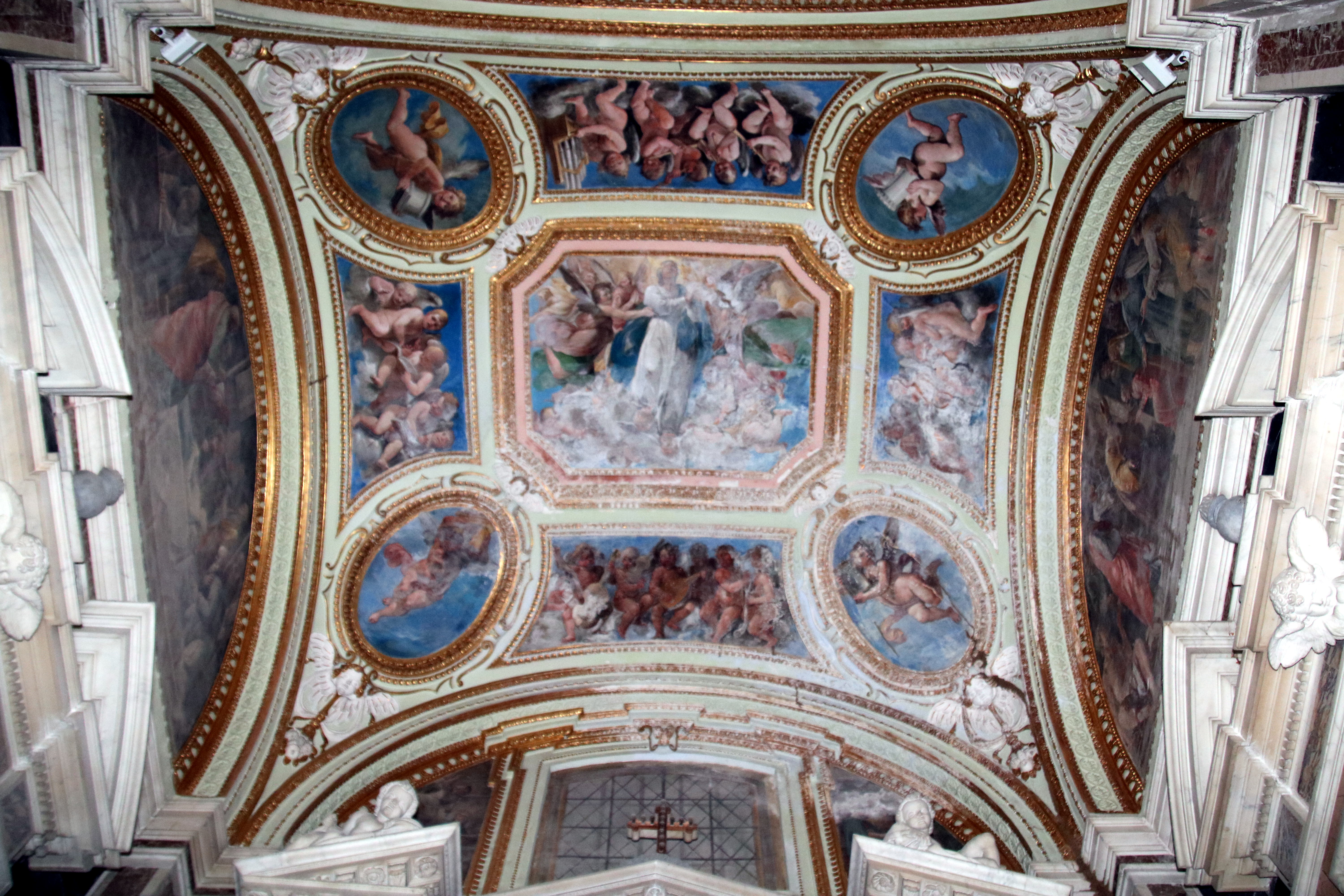
Belisario CorenzioAssunzione della Vergine e cori di angeli, 1613, cappella Ravaschieri, chiesa di Santa Teresa degli Scalzi, Napoli

Oltre al Cesari, si ritrovano nella sua pittura riferimenti al manierismo toscano attraverso il lavori vasariani di metà secolo e alle esperienze fiamminghe della comunità olandese di artisti presenti in città. Le sue prime opere si affacciarono al crepuscolo del secolo, esordendo con gli affreschi del Tesoro e della Sacrestia della Basilica della Santissima Annunziata Maggiore, dove realizzò lavori anche per la chiesa, andati persi dopo il devastante incendio del 1757 e salvando solo i due ambienti pertinenziali. La fama e l'importanza acquisita nel tempo condussero il Corenzio a svolgere incarichi di un certo prestigio come i cicli pittorici i diversi ambienti della Certosa di San Martino, punto di incontro con il lavoro del Cavalier d'Arpino; gli affreschi, anche questi andati persi, presso l'Abbazia di Montecassino gli garantirono la fiducia presso l'ordine benedettino commissionandogli lavori anche per Chiesa dei Santi Severino e Sossio di Napoli. Numerosi furono i monasteri affrescati dal pittore a cavallo dei secoli, come quello di Sant'Andrea delle Dame e Santi Marcellino e Festo. Ad inizio del Seicento gli vennero commissioniati i cicli pittorici presso la piccola cappella del Monte di Pietà, uno degli istituti di credito più prestigiosi della città. Oltre a committenze sacre e controriformate, furono significativi i lavori civili eseguiti nei palazzi dell'alta aristocrazia napoletana come i Di Sangro, i Carafa e i Caracciolo e nelle ville periferiche esterne alla cinta difensiva. Tra gli allievi alle sue dipendenze ci fu Luigi Rodriguez, indirizzato dal maestro alla maniera pittorica dal Cavalier d'Arpino, lasciò limitate tracce della sua arte per la prematura scomparsa avvenuta nel 1607 o nel 1609. 

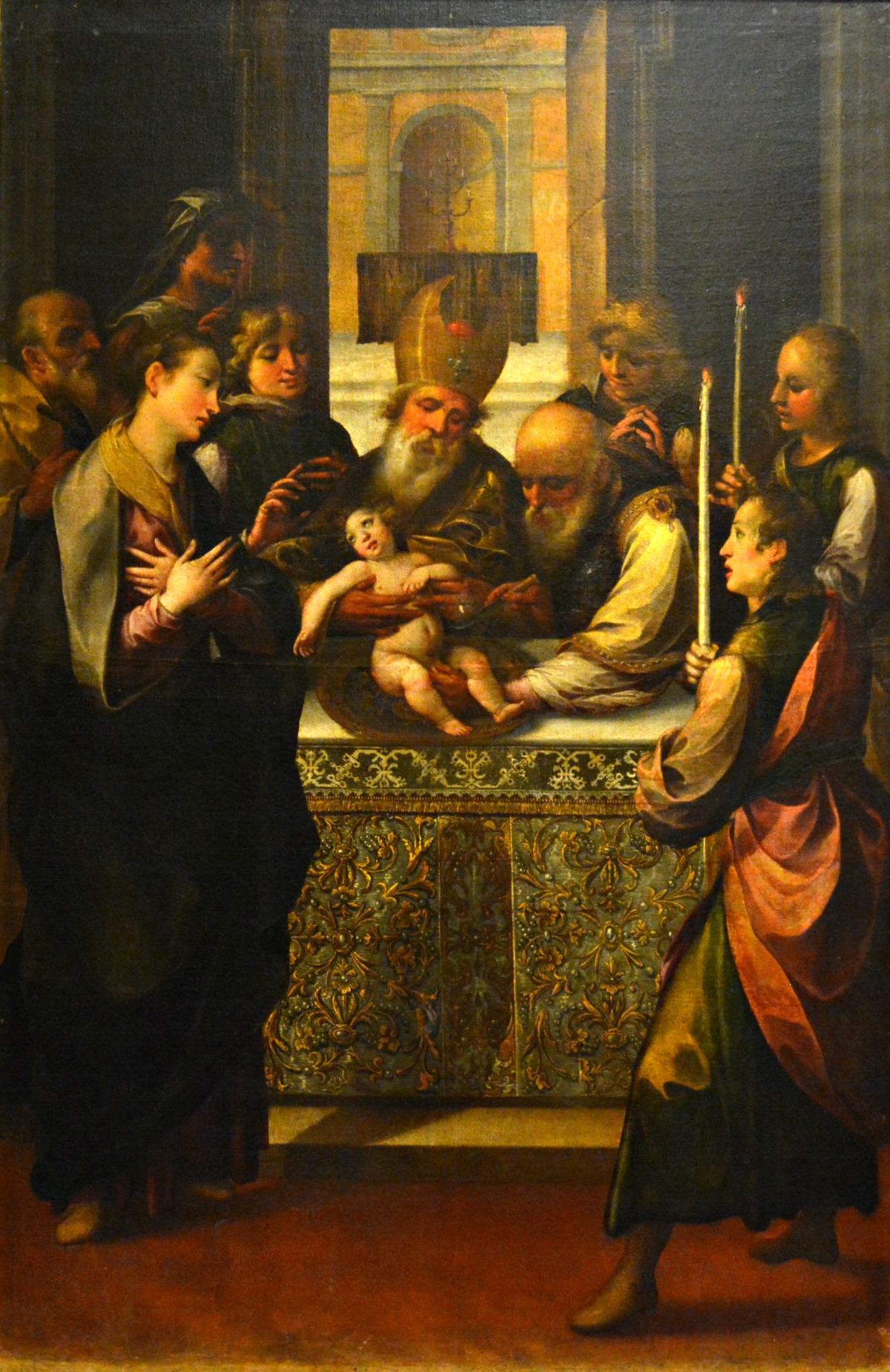
Girolamo Imparato,Circoncisione, Museo nazionale di Capodimonte, 1606

Tra i pittori napoletani la scena fu contesa tra Girolamo Imparato e Fabrizio Santafede come capofila dell'arte pittorica tardomanierista. Il primo, secondo De Dominici, si formò presso la scuola del pittore manierista Francesco Curia dopo l'acquisizione dei primi rudimenti presso la bottega paterna e avrebbe poi affinato il suo stile viaggiando per la penisola, in particolare presso le corti più vivaci della metà del secolo con particolare attenzione la corte papale e quella della Serenissima che presentavano a quel tempo gli sviluppi più avanzati della scena manierista italiana. È molto più probabile che abbia maturato il proprio stile pittorico entrando in contatto con altri artisti, specialmente forestieri, avviando prestigiose e stimolanti collaborazioni come quelle con Marco dal Pino e Dirk Hendricksz. In breve tempo divenne il pittore di riferimento per i programmi decorativi controriformistici della Compagnia di Gesù con diverse opere commissionate per il Gesù Vecchio, il Gesù Nuovo e il Gesù di Lecce. Autore prolifico, le sue opere furono commissionate anche fuori dal Regno di Napoli, come per il Carmine di Cagliari dove, nella sua Madonna con il Bambino, si evidenzia una certa influenza dello stile di Federico Barocci e un Gesù tra i dottori per conto del viceré di Napoli 
Juan de Zúñiga y Avellaneda destinata al monastero di Santa María de La Vid a Burgos.

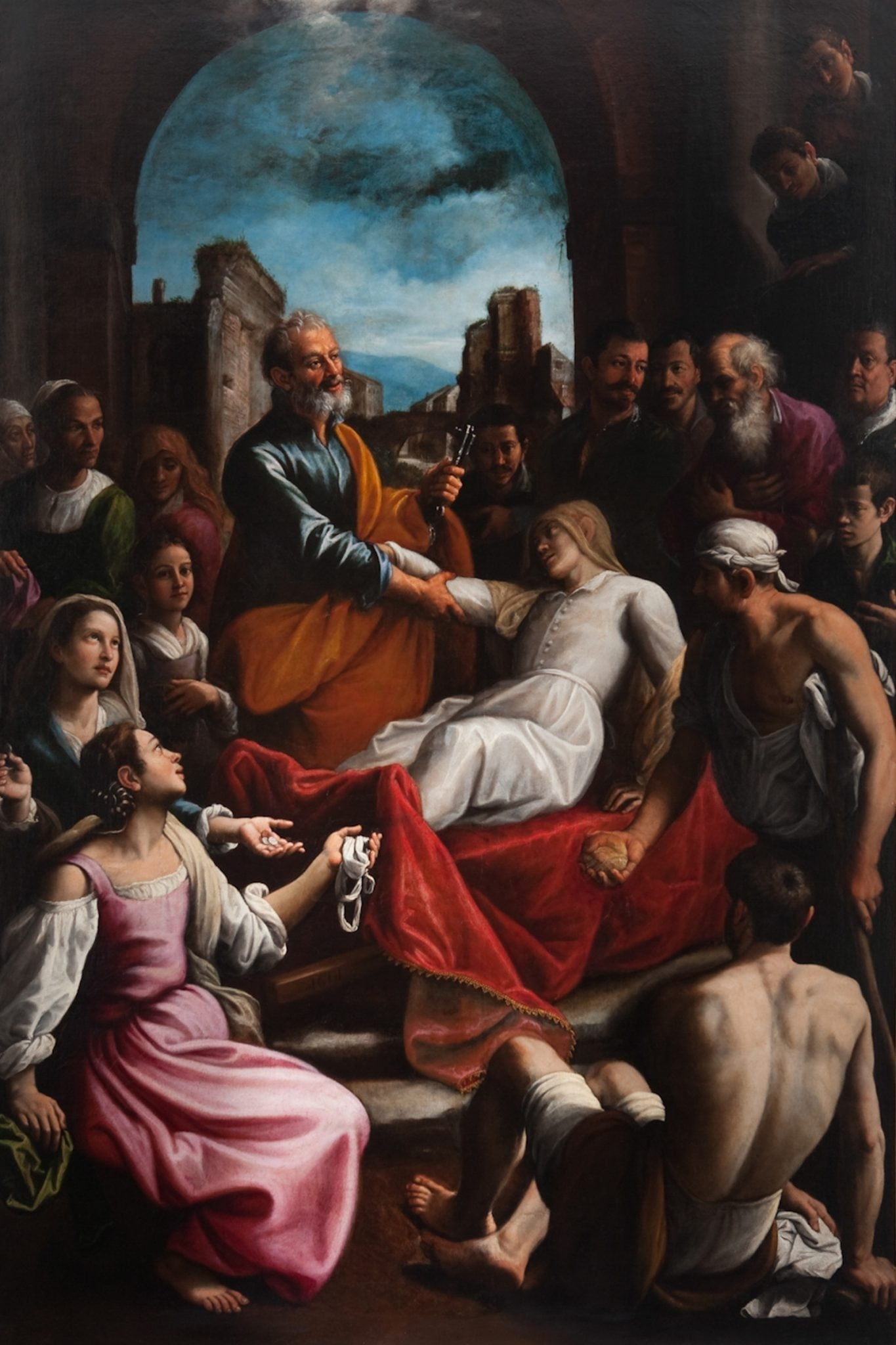
Fabrizio Santafede, San Pietro resuscita Tabitha, Pio Monte della Misericordia, 1611

La formazione del Santafede avvenne all'interno della bottega napoletana di Marco del Pino, esordendo con particolari riferimenti dello stile del maestro senese a circa venti anni presso il monastero di San Biagio ad Aversa. Restando con i piedi ben saldi nel solco della pittura del suo maestro, il Santafede dimostrò una personalità permeabile ed in grado, negli anni della maturità, di creare uno stile molto più personale e permeato da influenze esterne a quelle della formazione iniziale, dove si possono riconoscere echi della pittura di Scipione Pulzone e di altri pittori di estrazione toscana come Santi di Tito e Passignano dove rielaborò, indirettamente, lo stile coloristico della scuola pittorica veneta della fine del secolo. Fondamentale fu per Santafede il rapporto con la pittura della maniera moderna di inizio secolo, in particolare quella di Raffaello Sanzio, dove, la sua già complessa personalità, ne assorbì i caratteri della chiarezza compositiva manifestata nelle sue opere più famose tale da attribuirgli l'appellativo di Raffaello napoletano. La sua attenzione per i temi sacri lo favorirono presso le committenze religiose post-tridentine di tutto il Regno di Napoli e in Spagna, collaborando anche con Girolamo Imparato. Il talento del pittore fu riconosciuto anche presso committenze private, dove gli furono affidate copiose commissioni a tema sacro e profano.
La scuola pittorica napoletana del secondo Cinquecento si dimostrò tra le più prolifiche della penisola italiana. Ad affiancare i protagonisti principali della scena emersero nomi meno noti, ma significativamente importanti nel passaggio ad uno stile maturo della pittura del secolo successivo, come Giovanni Bernardino Azzolino, Ippolito Borghese e Giovanni Vincenzo Forlì. Azzolino, influenzato dallo stile del suo maestro, il Santafede, non presentava nel suo lavoro un avanzamento critico del suo stile che appariva già sorpassato agli occhi dei suo contemporanei, vista la sua longevità artistica protrarsi nel cuore della stagione barocca. Le altre due personalità, alla stessa maniera, risentirono degli echi formativi del secolo che stava per concludersi fino a rintracciare radici stilistiche nella maniera moderna del primo Cinquecento e parzialmente ibridiate ai nuovi esiti della pittura caravaggesca che iniziò ad affacciarsi nel panorama delle committenze napoletane.